# Liste der denkmalgeschützten Objekte in Steyr-Steyr/H–R
Die Liste der denkmalgeschützten Objekte in Steyr-Steyr H–R enthält die 142 (von insgesamt 574) denkmalgeschützten, unbeweglichen Objekte der Steyrer Katastralgemeinde Steyr mit den Straßennamen von H bis R.

## Denkmäler
| Foto  |                 | Denkmal | Standort                                                        | Beschreibung | Metadaten |
| ----- | --------------- | --- | --------------------------------------------------------------- | --- | --- |
| ja    | Datei hochladen | Hl.-Johannes-Nepomuk-Kapelle HERIS-ID: 108036 Objekt-ID: 125434                                                | gegenüber Hammerschmiedberg 3 Standort KG: Steyr                | Am Hang im Kreuzungsbereich Hammerschmiedberg-Ahlschmiedgasse situierter reizvoller kleiner barocker Kapellenbau mit dreieckiger geschwungener Grundfläche. Baldachinartig nach allen drei Seiten korbbogig geöffnet. Die Steher pilastergegliedert, über den Öffnungen geschwungener Putzdekor, reich profiliertes Traufgesims. Der Kapellenbau schließt mit einem holzschindelgedeckten abgestuften Zeltdach ab. Im Inneren befindet sich eine Holzstatue des hl. Johannes Nepomuk aus dem 1. Viertel des 18. Jahrhunderts. Die Öffnungen der Kapelle werden von Holzgittern abgeschlossen. Datum der Unterschutzstellung: 31. Dezember 2009 | BDA-Hist.: Q37811793 Status: § 2a Stand der BDA-Liste: 2025-06-30 Name: Hl. Johannes Nepomuk-Kapelle GstNr.: 640 Steyr Hammerschmiedberg Hl.Johannes Nepomuk Kapelle |
| ja    | Datei hochladen | Werndl-Denkmal HERIS-ID: 108038 Objekt-ID: 125437                                                              | bei Handel-Mazzetti-Promenade 12 Standort KG: Steyr             | Bedeutendes, 1894 von Viktor Tilgner geschaffenes Denkmal des bürgerlichen Großindustriellen und Gründers der Waffenfabriksgesellschaft Josef Werndl (1831–1889). Zentrale, auf hohem rundem Postament aus grauem Granit stehende, überlebensgroße gusseiserne Hauptfigur Werndls mit ausgestreckter Hand und Hinterladergewehr. Am Sockel in Metallbuchstaben die Schriftzüge „Josef Werndl“ und „Arbeit ehrt“, Eichenlaubkränze sowie mehrere Gewehre. Die Figur Werndls wird von vier realistisch in ihrer Arbeitskleidung dargestellten Arbeitern (Schmied, Monteur, Tischler und Säbelmacher) umringt, die auf eigenen Postamenten niedriger montiert sind. Der Säbelmacher hält ein Bild von Wendls Vater Leopold. Datum der Unterschutzstellung: 31. Dezember 2009 | BDA-Hist.: Q1668372 Status: § 2a Stand der BDA-Liste: 2025-06-30 Name: Werndl-Denkmal GstNr.: 1321/1 Werndl-Denkmal |
| ja    | Datei hochladen | Grenzstein HERIS-ID: 108171 Objekt-ID: 125581                                                                  | Handel-Mazzetti-Promenade Standort KG: Steyr                    | Kleiner marmorner stark verwitterter Grenzstein aus dem 17. Jahrhundert, östlich des Objektes Blumauergasse 2, des rechten Eingangstraktes von Schloss Lamberg. Abgerundetes Ende mit mittiger Öffnung. Zwei Seiten des Steines sind mit Schriftzeichen versehen. An einer Seite sind die Jahreszahl „16?4“ sowie die Buchstaben „SS“ für Stadt Steyr zu erkennen. Die Jahreszahl könnte für 1614 stehen, da sich im Stadtgebiet mehrere Grenzsteine mit dieser Datierung erhalten haben. An der zweiten Seite befinden sich ebenfalls die Buchstaben „SS“ sowie darunter situiert Steinmetzzeichen. Datum der Unterschutzstellung: 31. Dezember 2009. | BDA-Hist.: Q37812303 Status: § 2a Stand der BDA-Liste: 2025-06-30 Name: Grenzstein GstNr.: 1321/1 |
| ja    | Datei hochladen | Wohnhaus HERIS-ID: 62511 Objekt-ID: 75068                                                                      | Handel-Mazzetti-Promenade 2-4 Standort KG: Steyr                | Handel-Mazzetti-Promenade 2: Zweigeschoßiges Nebengebäude zu Handel-Mazzetti-Promenade 4, hakenförmiger Grundriss, im Kern aus dem 17. Jahrhundert stammend mit schlichter Fassadengestaltung, rieselverputzt und durch Lisenen gegliedert. Fünfachsige straßenseitige Fassade, in der ersten Achse von links rechteckiges Hausportal. Das Portal und die Fenster stabfaschengerahmt. Fassadenabschluss durch reich profiliertes Traufgesims. Dreiachsige Seitenfront, Okulusfenster im Giebel. Gebäudeabschluss durch Walmdach, bzw. Krüppelwalmdach. Im Norden anschließend Hofmauer in den Straßenraum vorspringend, zwei schlichte Rundbogentore. Im schmalen Hof eingeschoßige Einbauten mit Pultdächern. Handel-Mazzetti-Promenade 4: Ursprünglich vermutlich „Gräflich Lambergsches Beamtenhaus“, im Kern aus dem 17. Jahrhundert stammend. Dreigeschoßiger siebenachsiger Bau mit abschließendem Walmdach. Gebäudemittig mit einer Achse vorspringender einachsiger zweigeschoßiger Erker, der sich über einer Bogenstellung, ruhend auf zwei Steinsäulen erhebt. Fassadengestaltung vermutlich um 1900. Betonung der Gebäudekanten durch Putzfaschen, Putznutung im Erdgeschoß, profiliertes Kordongesims zum ersten Obergeschoß. In den beiden Obergeschoßen vertikale Fensterbänder mit vertieften Parapetfeldern, dazwischen gerahmte Putzfelder. Südfassade fünfachsig, Erdgeschoß ohne Putznutung. Fenster zum Großteil stabfaschengerahmt. Fassadenabschluss durch profiliertes Traufgesims. An der Nordfassade außenliegende Treppe. Zum Objekt Handel-Mazzetti-Promenade 2 kurze Verbindungsmauer mit rundbogiger Toröffnung. Datum der Unterschutzstellung: 8. April 2004 | BDA-Hist.: Q38100150 Status: Bescheid Stand der BDA-Liste: 2025-06-30 Name: Wohnhaus GstNr.: .311/2, .312 Handel-Mazzetti-Promenade 2-4, Steyr |
| ja    | Datei hochladen | Altes Stadttheater, heute Musikschule, ehem. Teil des Cölestinerinnenklosters HERIS-ID: 52603 Objekt-ID: 59863 | Handel-Mazzetti-Promenade 3, 5 Standort KG: Steyr               | Handel-Mazzetti-Promenade 3: Ehem. Klosterkirche der Cölestinerinnen sowie der nördlich anschließende Trakt des Klosters an der Handel-Mazzetti-Promenade. Turmlose Klosterkirche im Kern aus dem 3. Viertel des 17. Jahrhunderts stammend. Heutige Außenerscheinung nach Stadtbrand 1727. Nach der Klosteraufhebung 1784 Umbau des Kirchenraumes in ein Theater. Die dreigeschoßigen Hauptfassaden an der Berggasse gelegen. Vertikale Gliederung der Fassaden durch toskanische Kolossalpilaster. An der zweiachsigen Querfassade an der Berggasse im Erdgeschoß mittig situiertes rechteckiges Portal mit eisernen Türflügeln. Über dem Portal Inschrift. Zwischen Erd- und erstem Obergeschoß reich profiliertes Kordongesims. Im ersten Obergeschoß lange rundbogig schließende Fenster, an der dem Platz zugewandten Südfassade drei Achsen, mit geschwungenen Verdachungen. Im zweiten Obergeschoß eckige Fensteröffnungen mit geschwungenem Putzzierrat im Parapetbereich. Fassadenabschluss durch zwei reich profilierte Gesimse im Traufenbereich. Zur Berggasse hin einachsiger reich geschwungener barocker Giebel. Die Fensteröffnung mit Dreiecksverdachung. Schlichte zweiachsige Fassade zur Handel-Mazzetti-Promenade pilastergerahmt. Im Norden an die ehemalige Klosterkirche anschließender dreigeschoßiger U-förmiger Trakt mit schlichter Fassadengestaltung an der Handel-Mazzetti-Promenade, Betonung der Gebäudekanten durch Faschen, Fenster stabfaschenumrahmt. Zum im Norden anschließenden Hof fünfachsige Fassade, die Fenster der Obergeschoße vertikal durch Faschen zusammengefasst. Handel-Mazzetti-Promenade 5: Im Süden an die Klosterkirche anschließendes traufständiges dreigeschoßiges Gebäude, 1871 in das heutige Erscheinungsbild gebracht. Fünfachsige Fassade zur Handel-Mazzetti-Promenade, vertikale Gliederung durch Pilaster. Im Erdgeschoß mittig rundbogiges Portal. Im Scheitel des Portales sowie der beiden linken Rundbogenfenster Stuckelemente. Die Fenster- und Portalöffnungen mit profilierten Umrahmungen. Zart profiliertes Kordongesims zwischen Erd- und erstem Obergeschoß. Die Fenster des ersten Obergeschoßes mit Stuckzierrat im Parapetbereich, Rosetten im Sturzbereich und geraden Verdachungen. Die Fenster des Obergeschoßes mit Ohrenfaschen und zart profilierten Sohlbankgesimsen. Fassadenabschluss durch aufwändiges Traufgesims. Fassade Bergasse vierachsig, vertikale Gliederung durch breite Pilaster. Der linke Gebäudebereich, zwei Achsen, schmucklos mit eckigen Fensteröffnungen. Im rechten Gebäudebereich sind die beiden Achsen durch Putzbänder vertikal zusammengefasst. Die Fensteröffnungen des ersten Obergeschoßes in hohen rundbogig schließenden Putzfeldern mit abschließenden rundbogigen Verdachungen. Darüber stark profiliertes Gesimse. Zwischen diesem und dem abschließenden Traufgesims niedrige querrechteckige Belichtungsöffnungen. Datum der Unterschutzstellung: 31. Dezember 2009 | BDA-Hist.: Q23541619 Status: § 2a Stand der BDA-Liste: 2025-06-30 Name: Altes Stadttheater, heute Musikschule, ehem. Teil des Cölestinerinnenklosters GstNr.: .164, .165, .163/1 Steyr Handel Mazzetti-Promenade 3, 5 |
| ja    | Datei hochladen | Wohnhaus HERIS-ID: 108037 Objekt-ID: 125436                                                                    | Handel-Mazzetti-Promenade 8, 10 Standort KG: Steyr              | Handel-Mazzetti-Promenade 8: Viergeschoßiger traufständiger historistischer Eckbau mit einachsiger abgeschrägter Ecke an der Kreuzung Handel-Mazzetti-Promenade – Sepp Stöger-Straße, errichtet 1872. Fassade Handel-Mazzetti-Promenade sechs-, Sepp Stöger-Straße achtachsig. An der Sepp Stöger-Straße im Sockelbereich querrechteckige vergitterte Kellerfenster. In der vierten Achse von rechts großes eckiges Tor mit mittigem Keilstein und zwei hölzernen Torflügeln. Diese Achse wird in den Obergeschoßen je durch ein Doppelfenster betont. Der linke Gebäudeteil leicht vorspringend. An der Handel-Mazzetti-Promenade in der dritten Achse von rechts im Erdgeschoß das nach innen versetzte über Stufen erreichbare eckige Hausportal. Fassadenaufbau: Im Erdgeschoß Putzquaderung, die Fenster bis zum zweiten Obergeschoß sind vertikal durch Parapetfelder (Rosetten, Putzdekor) optisch zusammengeschlossen. Die Erdgeschoßfenster mit mittigen Keilsteinen. Horizontale Gliederung durch Kordongesims sowie darüber situiertem Sohlbankgesims. Die Fenster mit geraden Verdachungen. Querrechteckige Dachbodenbelichtungsöffnungen unter dem profilierten Traufgesims. Handel-Mazzetti-Promenade 10: Viergeschoßiges sechsachsiges traufständiges Wohnhaus, errichtet 1872. In der vierten Achse von links das nach innen versetzte eckige Hausportal. Die Fassadengestaltung gleich Handel-Mazzetti-Promenade 8. Die Fassaden beider Häuser ohne optische Unterbrechung ineinander übergehend. Hofseitig mittig situierter einachsiger Treppenhausanbau. Datum der Unterschutzstellung: 31. Dezember 2009 | BDA-Hist.: Q37811802 Status: § 2a Stand der BDA-Liste: 2025-06-30 Name: Wohnhaus GstNr.: .310/4, .310/15 Steyr Handel Mazzetti-Promenade 8, 10 |
| ja    | Datei hochladen | Promenadenschule HERIS-ID: 108178 Objekt-ID: 125588                                                            | Handel-Mazzetti-Promenade 16 Standort KG: Steyr                 | Wuchtiger dreigeschoßiger streng historistischer Schulbau, 1873–1875 als Bürgerschule errichtet, über E-förmigen Grundriss an der Kreuzung Handel-Mazzetti-Promenade – Redtenbachergasse. Fassade zur Redtenbachergasse zwölf-, zur Handel-Mazzetti-Promenade siebzehnachsig, mit fünfachsigem leicht vorspringenden Mittelrisalit. Risalitmittig im Erdgeschoß großes rundbogiges Portal mit mittigem Keilstein, pilastergerahmt, mit segmentbogiger Verdachung im Kordongesimsbereich. Ein ähnlich gestaltetes Portal in der dritten Achse von links in der Redtenbachsergasse. Betonung der Gebäudekanten durch Putzquader. Putzgequadertes Erdgeschoß mit Sohlbankgesims, darunter im Parapetbereich Putzfeld, rundbogige Fensteröffnungen. Zart profiliertes Kordongesims, darüberliegend im ersten Obergeschoß Sohlbankgesims. Putzfelder im Parapetbereich zwischen den Gesimsen. Die Fenster der Obergeschoße ohrenfaschengerahmt, mit geraden Verdachungen, runde Verdachungen im ersten Obergeschoß des Risalits. Die Fenster des ersten Obergeschoßes mit Putzfeldern im Sturzbereich, im zweiten Obergeschoß mit mittigem Keilstein. Sohlbankgesims im zweiten Obergeschoß, Fassadenabschluss durch reich profiliertes Traufgesims. Mittelrisalit mit gerade schließendem Blendgiebel, querrechteckigen Belichtungsöffnungen und darüber situierten Putzmedaillons. Hofseitig mittig wuchtiger mit zwei Achsen vorspringender dreiachsiger Stiegenhausanbau. Die Unterschutzstellung bezieht sich nicht auf die rückwärtige Erweiterung aus den 1970er Jahren. Datum der Unterschutzstellung: 31. Dezember 2009. | BDA-Hist.: Q37812314 Status: § 2a Stand der BDA-Liste: 2025-06-30 Name: Promenadenschule GstNr.: .310/9, 359/5 Steyr Handel Mazzetti-Promenade 16 |
| ja    | Datei hochladen | Stadtmauerdurchgang HERIS-ID: 108160 Objekt-ID: 125570                                                         | zwischen Handel-Mazzetti-Promenade 21 und 23 Standort KG: Steyr | Schlichter segmentbogiger Mauerdurchbruch aus dem 19. Jahrhundert durch die hier in ursprünglicher Höhe erhaltene mittelalterliche Stadtmauer. Verbindung zwischen Berggasse, bzw. Mayrstiege-Stadtplatz und Handel-Mazzetti-Promenade. Der Denkmalschutz bezieht sich lediglich auf den zwischen den beiden Gebäuden situierten Stadtmauerabschnitt. Am Durchgang ist die Stärke der mittelalterlichen Befestigungsmauer zu erkennen. Im oberen Bereich ehemaliger hölzerner Laufgang, heute mit Brettern geschlossen und durch ein einfaches Fenster belichtet. An der ebenfalls verputzten Außenseite der Stadtmauer hat sich in Laufganghöhe über dem Durchgang eine stehend querrechteckige Schießscharte erhalten. Mauer und Laufgang kommen unter einem Satteldach zu liegen. Datum der Unterschutzstellung: 31. Dezember 2009. | BDA-Hist.: Q37812212 Status: § 2a Stand der BDA-Liste: 2025-06-30 Name: Stadtmauerdurchgang GstNr.: 1321/1 Stadtmauerdurchgang Promenade - Berggasse (Steyr) |
| ja    | Datei hochladen | Ehem. Getreidespeicher HERIS-ID: 38562 Objekt-ID: 38145                                                        | Handel-Mazzetti-Promenade 29 Standort KG: Steyr                 | Mächtiger dreigeschoßiger, im Kern aus dem 16. Jahrhundert stammender ehemaliger Getreidespeicher mit zweigeschoßigem Giebel und Krüppelwalmdach, der um 1840 in ein Wohngebäude umgebaut wurde. Biedermeierliche Fassadengestaltung. Fassade Berggasse sechsachsig. Genutetes Erdgeschoß mit segmentbogenförmigen Fensternischen. In der zweiten Achse von rechts Portal mit schmiedeeisernem Oberlichtgitter. Zart profiliertes Kordongesims zwischen Erd- und erstem Obergeschoß. Im ersten Obergeschoß umlaufende Reihe von vorgeblendeten rundbogigen Pfeilerarkaden, in welche die Fenster eingelassen sind. Rundbogige Giebelfelder mit fein gearbeiteten figuralen und floralen Stuckfüllungen im Empirestil. Im Bereich des Sturzes horizontales sowie den Rundungen folgendes zart profiliertes Gesimse. Im Bereich der Fensterparapete des zweiten Obergeschoßes ein weiteres zart profiliertes Horizontalgesims. Die Fenster hier sowie im vierachsigen ersten Giebelgeschoß mit einfachen Putzumrahmungen. Zwischen zweitem Obergeschoß und Giebelgeschoß kräftig profiliertes Kranzgesims. Im zweiten Giebelgeschoß zwei nierenförmige Öffnungen. Die ebenfalls sechsachsige Süd- und Westfassade grundsätzlich gleich aufgebaut. Die promenadenseitige Gartenmauer mit genuteten Lisenen. Datum der Unterschutzstellung: 30. November 1988 | BDA-Hist.: Q37982053 Status: Bescheid Stand der BDA-Liste: 2025-06-30 Name: Ehem. Getreidespeicher GstNr.: .181 |
| ja    | Datei hochladen | Bürgerhaus HERIS-ID: 38612 Objekt-ID: 38195                                                                    | Haratzmüllerstraße 4 Standort KG: Steyr                         | Bürgerhausanlage auf schmaler langer Parzelle, bestehend aus Vorder-, Hinterhaus und Arkadenhof, im Kern aus der 1. Hälfte des 16. Jahrhunderts stammend. Dreigeschoßiges dreiachsiges Vorderhaus mit Satteldach. Erdgeschoß mit gotisch profiliertem Portal. Fassade der Obergeschoße barock, Mitte 18. Jahrhundert vermutlich von Johann Gotthard Hayberger. Mittelachse durch zweigeschoßigen einachsigen Erker, ruhend auf Pfeilern, akzentuiert, schließt mit einem Dreiecksgiebel ab. Fenster der Obergeschoße mit Bandelwerkstuck. Die Fenster des ersten Obergeschoßes mit mehrfach gebrochener Verdachung. Unterhalb des Erkerfensters Darstellung des Wunders am See Genezareth. Schmiedeeiserne Fenstergitter aus der Barockzeit. Innenhof mit drei spätgotischen Arkaden im ersten Obergeschoß. Datum der Unterschutzstellung: 16. Juni 1971 | BDA-Hist.: Q37982568 Status: Bescheid Stand der BDA-Liste: 2025-06-30 Name: Bürgerhaus GstNr.: .1131/1 |
| ja    | Datei hochladen | Bürgerhaus HERIS-ID: 40501 Objekt-ID: 40442                                                                    | Haratzmüllerstraße 5 Standort KG: Steyr                         | Dreigeschoßiges, traufständiges Bürgerhaus mit fünf unregelmäßigen Achsen über u-förmigem Grundriss, im Kern aus der Spätgotik stammend, mit nach 1945 großteils erneuerter glattgeputzter schlichter Fassade. Gebäudemittig im Erdgeschoß Rundbogenportal, links davon profilierte Konsole, toskanische Säule sowie ein abgefaster Pfeiler, auf denen Segmentbogenunterzüge ruhen, die die vorkragenden Obergeschoße tragen. Rechts des Portals zwei Fensteröffnungen. Sämtliche Fensteröffnungen mit genuteten Umrahmungen, jene des zweiten Obergeschoßes mit Vergitterungen. Fassadenabschluss durch reich profiliertes gekehltes Dachgesims. Hofseitig zweiseitiger Arkadenhof mit kreuzgratgewölbten Gängen auf abgefasten Steinpfeilern, sowie steinernem Rechteckgewände und eisenvergitterter Oberlichte. Datum der Unterschutzstellung: 16. Mai 1990 | BDA-Hist.: Q37994871 Status: Bescheid Stand der BDA-Liste: 2025-06-30 Name: Bürgerhaus GstNr.: .1037/1 |
| ja    | Datei hochladen | Bürgerhaus, Brauherrenhaus HERIS-ID: 38613 Objekt-ID: 38196                                                    | Haratzmüllerstraße 6 Standort KG: Steyr                         | Es handelt sich um eine mächtige, im Kern aus dem 16. Jahrhundert stammende dreigeschoßige, in den Obergeschoßen je achtachsige Hofanlage mit traufständigem Dach. Rieselputzfassade. Gebäudemittig kragen die Obergeschoße leicht vor. Der Zugang zum Innenhof erfolgt durch ein Rundbogentor mit Steinrahmung. Datum der Unterschutzstellung: 8. Juni 1929 | BDA-Hist.: Q37982578 Status: Bescheid Stand der BDA-Liste: 2025-06-30 Name: Bürgerhaus, Brauherrenhaus GstNr.: .1130/2 |
| ja    | Datei hochladen | Bürgerhaus HERIS-ID: 38614 Objekt-ID: 38197                                                                    | Haratzmüllerstraße 8 Standort KG: Steyr                         | Zweigeschoßiges giebelständiges, im Obergeschoß dreiachsiges Bürgerhaus, bestehend aus Vorderhaus und Hofflügel, im Kern aus dem 17. Jahrhundert stammend. Fassadengestaltung aus dem 18. Jahrhundert, Fassade rieselverputzt, Betonung der Gebäudekanten durch vertikale Putzfaschen, horizontale Faschen zwischen den Geschoßen. Die Fenster des Obergeschoßes sowie die beiden Fenster des Giebelgeschoßes mit einfachen genuteten Umrahmungen. Erdgeschoß vierachsig, links eckiges, einfach umrahmtes Portal, rechts leicht in den Straßenraum vorragender dreiachsiger Geschäftsbereich mit eckigen Portalen, bzw. Auslagen. Fassadenabschluss durch originell geschwungenen barocken Giebel mit mittigem Herzmotiv. Im Giebelfeld blütenförmige Lichtöffnung mit genuteter Umrahmung. An der Rückfront des Gebäudes einfach sgraffitierte Fensterumrahmungen. Datum der Unterschutzstellung: 1. Februar 1989 | BDA-Hist.: Q37982590 Status: Bescheid Stand der BDA-Liste: 2025-06-30 Name: Bürgerhaus GstNr.: .1129/1 |
| ja    | Datei hochladen | Bürgerhaus HERIS-ID: 40502 Objekt-ID: 40443                                                                    | Haratzmüllerstraße 9 Standort KG: Steyr                         | Zweigeschoßiges fünfachsiges giebelständiges, im Kern spätgotisches Bürgerhaus, dessen Vorderhaus auf Grund eines Bombenschadens großteils erneuert wurde. Im Erdgeschoß rechts segementbogenförmige Tür sowie zwei ebenfalls segmentbogenförmige Auslagen. Alle Erdgeschoßöffnungen mit Steingewänden. Links übereckgestelltes eisenvergittertes Doppelfenster. Darüber Wandmalerei mit Darstellung des Sommers, Mutter mit Kind Brot darreichend und Mädchen mit Brotkorb, bez. „Otto Götzinger 1949“. Im ersten Obergeschoß genutete Fensterumrahmungen auf Sohlbänken. Das tief herabgezogene Giebelfeld mit profiliertem Dachgesims und drei faschengerahmten Fenstern mit durchgehender Sohlbank. An das Vorderhaus schließt links rückwärts ein langgestreckter Wirtschaftstrakt an. Datum der Unterschutzstellung: 8. Mai 1990 | BDA-Hist.: Q37994885 Status: Bescheid Stand der BDA-Liste: 2025-06-30 Name: Bürgerhaus GstNr.: .1039 Haratzmüllerstraße 9 |
| ja    | Datei hochladen | Bürgerhaus HERIS-ID: 38616 Objekt-ID: 38199                                                                    | Haratzmüllerstraße 10 Standort KG: Steyr                        | Zweigeschoßige Bürgerhausanlage bestehend aus Vorderhaus und langgestrecktem Hofflügel, im Kern aus dem späten 16. Jahrhundert stammend. Die Fassade zur Haratzmüllerstraße, links leicht in den Straßenraum vorspringend, weist im Erdgeschoß links ein profiliertes steinernes Rundbogenportal mit diamantierten Sockeln und mittigem Keilstein aus der Zeit um 1600 auf. Aufgedoppelte Haustür. Rechts davon zwei breite steinerne rechteckige abgefaste Fenstergewände, über der rechten Öffnung trapezförmige eisenvergitterte Lichtöffnung. Vorkragendes Obergeschoß mit auf Steinkonsolen ruhenden Segmentbogenunterzügen, die links von zwei abgefasten Rechteckpfeilern unterstützt werden. Das zweiachsige Ober- und einachsige Giebelgeschoß rieselverputzt. Die Fenster mit schlichten Umrahmungen, jene des Obergeschoßes mit renaissancezeitlichen Fensterkörben. Fassadenabschluss durch barock geschwungenen Giebel. Seitlicher Spion, an der rückwärtigen Fassade im ersten Obergeschoß Loggia mit abgefastem Segmentbogen. Datum der Unterschutzstellung: 15. Februar 1989 | BDA-Hist.: Q37982614 Status: Bescheid Stand der BDA-Liste: 2025-06-30 Name: Bürgerhaus GstNr.: .1128 |
| ja    | Datei hochladen | Bürgerhaus HERIS-ID: 38615 Objekt-ID: 38198                                                                    | Haratzmüllerstraße 11 Standort KG: Steyr                        | Hausanlage mit Arkadenhof. Breites dreigeschoßiges fünfachsiges Haus mit eingeschoßigem Mittelerker über dem Portal, im Kern aus dem 16. Jahrhundert stammend. Die Fassadengestaltung stammt vom Ende des 18. Jahrhunderts. Erdgeschoß genutet. Rundbogenportal flankiert von Säulen, die die Erkerkonsolen stützen. Fenster der Obergeschoße von flacher einfacher Zier umgeben. Über den Stürzen im ersten Obergeschoß gekreuzte Stuckleisten, im zweiten Obergeschoß stuckierte Muscheln. Der Erker schließt mit einem geschwungenen Giebel mit Muschel ab. Im linken Gebäudebereich Putzsichtfenster, welches vorhandene Renaissancesgraffito zeigt. Im Hof an drei Seiten im ersten Stock spätgotische Arkaden. Datum der Unterschutzstellung: 7. Juli 1971 | BDA-Hist.: Q37982604 Status: Bescheid Stand der BDA-Liste: 2025-06-30 Name: Bürgerhaus GstNr.: .1040 |
| ja    | Datei hochladen | Bürgerhaus HERIS-ID: 38617 Objekt-ID: 38200                                                                    | Haratzmüllerstraße 12 Standort KG: Steyr                        | Zweigeschoßiges vierachsiges stattliches Bürgerhaus, im Kern aus dem späten 16./frühen 17. Jahrhundert stammend. Im Erdgeschoß rechts mächtiges abgefastes Rundbogenportal mit mittigem Keilstein. Links davon zwei neuzeitliche Auslagen. Erdgeschoß mit Sgraffitoquaderung. Zwischen Erd- und Obergeschoß zart profiliertes Kordongesims. Die vier Fenster des Ober- sowie des zweiachsigen Giebelgeschoßes mit einfachen steinernen Steingewänden. Erstes Obergeschoß mit reichem Sgraffitoschmuck, rasterförmige Gliederung, die aus einem durchgehenden Parapetband und einem Abschlussband mit laufenden Fabeltieren sowie aus Pilastern mit Rankendekoration besteht. Die Fenster des Giebelgeschoßes mit schlichterer Umrahmung. Die Hoffront mit spätgotischem Fenstergewände und schlichter Giebelfassade. Datum der Unterschutzstellung: 2. März 1989 | BDA-Hist.: Q37982646 Status: Bescheid Stand der BDA-Liste: 2025-06-30 Name: Bürgerhaus GstNr.: .1127 |
| ja    | Datei hochladen | Bürgerhaus HERIS-ID: 38618 Objekt-ID: 38201                                                                    | Haratzmüllerstraße 13 Standort KG: Steyr                        | Es handelt sich um ein zweigeschoßiges, zur Enns hin dreigeschoßiges, im Kern spätgotisches Hinterhaus mit abschließendem Walmdach und zwei kleinen Hofflügeln. Zur Enns fünfachsige traufständige Fassade mit reichem Sgraffitodekor. Betonung der Gebäudekanten durch Eckquaderung, zwischen den Geschoßen je zwei horizontale Bänder, zwischen denen sich Säulchen befinden. Die Fenster der Obergeschoße mit schlichten Umrahmungen, zwischen den einzelnen Achsen Sgraffitosäulen. Im Erdgeschoß mittig steinernes abgefastes Rundbogenportal mit eisenvergitterter trapezförmiger Oberlichte. Links Rechteckportal mit Steingewände. Die drei spätgotischen teilweise abgefasten Steingewände mit Eisensteckgittern. Über den Fenstern segmentbogige Sgraffitodekorationen. In den beiden Obergeschoßen mittig je ein profiliertes Steingewände mit Taustäben und mittigem Steinkreuz. Zweigeschoßige hofseitige Fassade mit mittigem steinernem Rundbogenportal. Datum der Unterschutzstellung: 23. April 1989 | BDA-Hist.: Q37982658 Status: Bescheid Stand der BDA-Liste: 2025-06-30 Name: Bürgerhaus GstNr.: .1041 |
| ja    | Datei hochladen | Bürgerhaus HERIS-ID: 38619 Objekt-ID: 38202                                                                    | Haratzmüllerstraße 14 Standort KG: Steyr                        | Zweigeschoßiges vierachsiges giebelständiges Bürgerhaus mit Hofflügel, im Kern aus der Spätgotik stammend mit Renaissancesgraffitodekoration aus dem späten 16./frühen 17. Jahrhundert. Im Erdgeschoß rechts steinernes Rundbogenportal mit mittigem Keilstein, links neuzeitliche Portalanlage. Betonung der Gebäudeecken durch Sgraffitoquaderung, dazwischen horizontale Kordon- und Abschlussbänder sowie Bänder am zart profilierten Abschlussgesims mit Fabeltieren, Ranken, Mäandern, Groteskornamentik usw. Die Fenster des Obergeschoßes mit profilierten Steingewänden aus dem späten 15./Anfang des 16. Jahrhunderts. Rautenfensterkörbe mit Mittelzierden aus dem 16. Jahrhundert. Zwischen dritter und vierter Achse gerahmtes Votivbild. Die Obergeschoß- und die drei Giebelfenster sgraffitogerahmt mit Beschlagwerkornamentik gezierten Pilasterfaschen. Giebel mit gekappter Giebelspitze. An der Ostfassade im Bereich der Gebäudekante im ersten Obergeschoß zwei ältere Farbdekorationen freigelegt bzw. dokumentiert. An der Hoffront über Freitreppe zugänglicher offener Obergeschoßgang. Über einem segmentbogigen Unterzug erhebt sich der kreuzgratgewölbte Laubengang mit verschieden großen, abgefasten Pfeilerarkaden. Datum der Unterschutzstellung: 2. März 1989 | BDA-Hist.: Q37982667 Status: Bescheid Stand der BDA-Liste: 2025-06-30 Name: Bürgerhaus GstNr.: .1126 Haratzmüllerstraße 14 |
| ja    | Datei hochladen | Bürgerhaus HERIS-ID: 38620 Objekt-ID: 38203                                                                    | Haratzmüllerstraße 15 Standort KG: Steyr                        | Bürgerhausanlage bestehend aus Vorder-, Hinterhaus und Hofflügel auf langgestreckter Parzelle. Dreiachsige, zweigeschoßige Fassade zur Haratzmüllerstraße mit barock geschwungenem Giebel. Betonung der Gebäudekanten durch vertikale Faschen, horizontale Faschen zwischen den Geschoßen. Im Erdgeschoß links Sandsteinrundbogenportal mit mittigem Keilstein. Die eckige Tür- und die Fensteröffnung mit genuteter Umrahmung. Fenster mit Wabengitter. Im ersten Obergeschoß genutete Fensterumrahmungen mit geschwungenen profilierten Fensterverdachungen auf Konsolen sowie barock ornamentierte Sturzfelder und Parapete. Schmiedeeiserne Fensterkörbe aus der Zeit um 1740. Zwischen den Achsen Rokokoausleger mit Innungszeichen der Weißgerber sowie profilierter Stuckrahmen für Haussegensbild. Die beiden Fensteröffnungen des Giebelgeschoßes mit genuteten Umrahmungen mit je einem mittigen Keilstein. Ennsseitiges Hinterhaus dreigeschoßig, dreiachsig, mit zweiachsigem Giebelgeschoß und abschließendem Krüppelwalmdach. Schlichte Fassadengestaltung, lediglich Umrahmungen der Fenster. Flussabwärts auf Konsolen ruhender über die beiden Hauptgeschoße reichender Eckerker mit abschließendem Zeltdach. Die drei Fassaden des Erkers mit je einer Achse. Datum der Unterschutzstellung: 14. Februar 1989 | BDA-Hist.: Q37982676 Status: Bescheid Stand der BDA-Liste: 2025-06-30 Name: Bürgerhaus GstNr.: .1042 |
| ja    | Datei hochladen | Bürgerhaus HERIS-ID: 38621 Objekt-ID: 38204                                                                    | Haratzmüllerstraße 16 Standort KG: Steyr                        | Zweigeschoßige dreiachsige Bürgerhausanlage, im Kern aus dem 16. Jahrhundert stammend, im Osten mit einer Achse in den Straßenraum vorspringend. Fassade rieselverputzt, Erdgeschoß verändert. Mittig segmentbogiger Eingang, flankiert von zwei querrechteckigen Auslagen. Zart profiliertes Kordongesims zwischen Erd- und Obergeschoß. Ab hier Betonung der Gebäudeecken durch vertikale Faschen, horizontale Fasche zwischen Ober- und Giebelgeschoß. Fenster mit genuteten Umrahmungen. Zwischen zweiter und dritter Achse von links rechteckiges Haussegensbild aus dem 19. Jahrhundert, Gnadenstuhl von hl. Sebastian und hl. Florian flankiert. Zweiachsiger barock geschwungener Giebel. Hof mit Arkadengang aus dem 16. Jahrhundert mit abgefasten Konglomeratpfeilern und Kreuzgratgewölben. Datum der Unterschutzstellung: 14. Februar 1989 | BDA-Hist.: Q37982685 Status: Bescheid Stand der BDA-Liste: 2025-06-30 Name: Bürgerhaus GstNr.: .1125 |
| ja    | Datei hochladen | Wohnhaus HERIS-ID: 44584 Objekt-ID: 45408                                                                      | Haratzmüllerstraße 17, 19 Standort KG: Steyr                    | Zweigeschoßiges, mächtiges, ursprünglich aus zwei Häusern bestehendes, im Kern frühneuzeitliches Eckhaus. Vom Denkmalschutz ausgenommen ist das Innere ab dem ersten Obergeschoß. Reiche neobarocke Fassadengestaltung aus der 2. Hälfte des 19. Jahrhunderts. Fassade zur Haratzmüllerstraße achtachsig. In der vierten Achse von links vorspringender einachsiger Risalit. Hier im Erdgeschoß Rundbogenportal mit Schiedeeisenvergitterung in vegetabilen Formen. Die Risalit- sowie die Gebäudekanten werden im Erdgeschoß durch genutete Faschen betont. Die eckigen Erdgeschoßöffnungen mit genuteten Umrahmungen. Zwischen Erd- und Obergeschoß ein aus zwei horizontalen Gesimsen bestehender Fries mit dazwischenliegenden Blattrosetten. Im Obergeschoß des Risalites befindet sich ein gekoppeltes Rundbogenfenster mit mittigen Keilsteinen. Hier Betonung der Kanten durch kannelierte Pilaster. Die übrigen Fenster des Obergeschoßes mit auf blattbesetzten Konsolen ruhenden geraden Fensterverdachungen sowie Fruchtgirlanden in den Sturzfeldern und geriefelte Schabracken. Über den Fensteröffnungen größere Blattrosetten. Der Risalit mit vorgeblendeter Balustrade ragt über die Attikamauer hinaus. Die siebenachsige Seitenfront schlicht ausgeführt, Öffnungen mit genuteten Umrahmungen, Sohlbankgesims im ersten Obergeschoß sowie mittigem kleinem Balkon. Datum der Unterschutzstellung: 9. August 1990 | BDA-Hist.: Q38010138 Status: Bescheid Stand der BDA-Liste: 2025-06-30 Name: Wohnhaus GstNr.: .1043, .1044 |
| ja    | Datei hochladen | Gasthaus Seidl-Bräu HERIS-ID: 38622 Objekt-ID: 38205                                                           | Haratzmüllerstraße 18 Standort KG: Steyr                        | Zweigeschoßiges mächtiges Eckhaus im Kreuzungsbereich Haratzmüllerstraße, Johannesgasse, im Kern aus dem 17. Jahrhundert stammend. Die beiden Straßenfassaden biedermeierlich mit grundsätzlich gleichem Aufbau. Vierachsige giebelständige Fassade zur Haratzmüllerstraße, Erdgeschoß genutet. In der dritten Achse von links über eine Freitreppe erreichbares oben geschwungen abschließendes steinernes nachbarockes Portalgewände mit Keilstein und vergitterter Oberlichte mit schmiedeeisernen Brauereiinnungszeichen. Sämtliche Fenster mit genuteten Umrahmungen. Das rieselverputzte Obergeschoß durch Faschen an den Gebäudeecken sowie zum Erdgeschoß gerahmt. Wuchtiges Konsolgesims zum dreiachsigen Giebelgeschoß. Dieses mit geputzten Mäander als Eckverzierungen, sowie Brauereiinnungszeichen in der vorkragenden Giebelspitze die durch eine profilierte Rahmung hervorgehoben wird. An der traufständigen Fassade zur Johannesgasse fünf unregelmäßige Fensterachsen. In der äußerst linken Achse Segmentbogenunterzug auf Konsolen. Datum der Unterschutzstellung: 27. April 1989 | BDA-Hist.: Q37982693 Status: Bescheid Stand der BDA-Liste: 2025-06-30 Name: Gasthaus Seidl-Bräu GstNr.: .1124/3 |
| ja    | Datei hochladen | Bürgerhaus, ehem. Gasthaus Zur Weißen Krone HERIS-ID: 40533 Objekt-ID: 40482                                   | Haratzmüllerstraße 23 Standort KG: Steyr                        | Zweigeschoßiges Eckhaus über hakenförmigen Grundriss mit abschließendem Walmdach, im Kern aus dem 16./17. Jahrhundert stammend, mit schlichter Fassadengestaltung. Fassade Haratzmüllerstraße und Westfassade grundsätzlich mit gleichem Aufbau. Betonung der Gebäudekanten durch Putzfaschen, sowie horizontale Fasche zwischen den Geschoßen. Fassadenabschluss durch reich profiliertes Traufgesims. Die Fenster weisen genutete Umrahmungen auf. Fassade Haratzmüllerstraße mit fünf unregelmäßig aufgeteilten Achsen. Erdgeschoß mit erneuerten Auslagen. Gebäudemittig steinernes Rundbogenportal mit mittigem Keilstein. Westfassade, mit zur Enns hin fallendem Niveau, im Obergeschoß sieben unregelmäßige Achsen. An der hofseitigen Fassade geputzte Fensterumrahmungen und im Erdgeschoß stichkappentonnengewölbter Unterzug mit Steinpfeiler sowie rechts rückwärts geschwungenes Steinportal. Datum der Unterschutzstellung: 19. April 1990 | BDA-Hist.: Q37995187 Status: Bescheid Stand der BDA-Liste: 2025-06-30 Name: Bürgerhaus, ehem. Gasthaus Zur Weißen Krone GstNr.: .1046 Bürgerhaus, former Gasthaus Zur Weißen Krone, Haratzmüllerstraße 23, Steyr |
| ja    | Datei hochladen | Gasthof HERIS-ID: 40535 Objekt-ID: 40484                                                                       | Haratzmüllerstraße 25 Standort KG: Steyr                        | Dreigeschoßiger traufständiger Gasthof mit schlichter Fassadengestaltung, im Kern aus dem 16. Jahrhundert stammend. Betonung der Gebäudekanten durch vertikale Putzfaschen, horizontale Putzfasche zwischen Erd- und erstem Obergeschoß. Die Fenster mit geputzten genuteten Umrahmungen. Fassade Haratzmüllerstraße sechsachsig. In der dritten Achse von links abgefastes steinernes Rundbogenportal. Die giebelständige Ostfassade ist dreiachsig ausgeführt. Der zweiseitige mit Quertonnen versehene renaissancezeitliche Arkadenhof ist mit Säulen und Steinelementen, welche die Brüstung gliedern, versehen. Datum der Unterschutzstellung: 19. April 1990 | BDA-Hist.: Q37995196 Status: Bescheid Stand der BDA-Liste: 2025-06-30 Name: Gasthof GstNr.: .1047 |
| ja    | Datei hochladen | Bürgerhaus, Belleterker und Mauer HERIS-ID: 38624 Objekt-ID: 38207                                             | Haratzmüllerstraße 33 Standort KG: Steyr                        | Dreigeschoßiges an der Enns gelegenes, im Kern aus dem 16. Jahrhundert stammendes, Eckgebäude mit sechs bzw. fünf ungleich ausgeteilten Achsen. Sgraffitodekorationen aus der 2. Hälfte des 18. Jahrhunderts, Horizontalbänder zwischen den Geschoßen sowie Betonung der Gebäudekanten durch Eckquaderungen. Die Erscheinung des Gebäudes wird durch zwei zweigeschoßige übereck gestellte, auf Steinkonsolen ruhende Erker geprägt. Im Erdgeschoß genutete geputzte Fensterumrahmungen sowie teilweise eisenvergitterte spätgotische Steingewände, ennsseitig steinernes Rundbogenportal. Im ersten Obergeschoß steinerne rechteckige Fenstergewände, sowie ennsseitig genutete geputzte Umrahmungen, hier zwischen zweiter und dritter Achse von links eine kleine Rundbogennische mit Gnadenstuhldarstellung aus dem 17. Jahrhundert. Im zweiten Obergeschoß geohrte Fensterumrahmungen und darüber profiliertes Dachgesims. Hofseitig befindet sich ein dreieinhalbachsiger, zweigeschoßiger renaissancezeitlicher Arkadenhof, dessen kreuzgratgewölbter Gang im Erdgeschoß auf mächtigen Konglomeratpfeilern ruht. Im ersten Obergeschoß zugemauerte Arkaden mit sichtbaren Pfeilern. Nur teilweise erhaltene Gartenmauer (durch Hochwasser 2002 zerstört) mit Flößerringen. An der Nordwestecke aus dem 16. Jahrhundert stammender Belleterker mit Satteldach, der einen kleinen gerundeten Erker auf zwei Konsolen mit Resten einer Sgraffitodekoration besitzt. Innenseitig barock geschwungene Mauern die im Eckbereich auf einer toskanischen Säule ruhen. Datum der Unterschutzstellung: 15. März 1990 | BDA-Hist.: Q37982703 Status: Bescheid Stand der BDA-Liste: 2025-06-30 Name: Bürgerhaus, Belleterker und Mauer GstNr.: .1052/1, .1053, 28 |
| ja    | Datei hochladen | Kommunaler Wohnbau HERIS-ID: 107936 Objekt-ID: 125308                                                          | Haratzmüllerstraße 37 Standort KG: Steyr                        | Langgestrecktes traufständiges dreigeschoßiges, dem geknickten Verlauf der Haratzmüllerstraße folgendes 1914 errichtetes Mietshaus mit Anklängen an den Heimatstil mit abschließendem Krüppelwalmdach. Fassade Haratzmüllerstraße siebzehnachsig, seichter vierachsiger Mittel- sowie je ein zweiachsiger Seitenrisalit. Die Fenster des Erdgeschoßes mit schlichten Umrahmungen. In der achten Achse von rechts betonter ädikulaartiger Eingang, auf zwei Kragsteinen ruhender rundbogiger Vorbau mit geschwungenem Dach. Vertikale Gliederung der Fassade durch reich profiliertes Traufgesims, sowie Gesims über dem Erdgeschoß. Horizontale Gliederung durch abgetreppte Putzlisenen nach jeweils zwei zusammengefassten Fenstern. Zwischen den Obergeschoßen unter den Fenstern Putzdekorplatten, besonders aufwändig im Bereich des Mittelrisalites ausgeführt. Über den Risaliten jeweils ein geschwungener Giebel mit bekrönender Vase. Giebel des Mittelrisalites zweiachsig mit Datierung „1914“. Flussseitige Fassade viergeschoßig, schlichte Ausführung. Linker Gebäudeteil vier-, rechter Gebäudeteil sechsachsig. Der zurückversetzte mittlere Abschnitt mit vorspringendem sechsgeschoßig einachsigem Treppenturm, anschließend jeweils zweiachsiger Sanitärbereich, gefolgt von loggienartigem Balkonabschnitt. Datum der Unterschutzstellung: 31. Dezember 2009 | BDA-Hist.: Q37811491 Status: § 2a Stand der BDA-Liste: 2025-06-30 Name: Kommunaler Wohnbau GstNr.: .1055 |
| ja    | Datei hochladen | Bildstock HERIS-ID: 107923 Objekt-ID: 125292                                                                   | vor Haratzmüllerstraße 41 Standort KG: Steyr                    | Bildstock vom Ende des 17./Anfang 18. Jahrhunderts. Ursprünglich gegenüber vor dem Mauthaus, Haratzmüllerstraße 44, situiert und im 20. Jahrhundert an den heutigen Standort versetzt. Ausgeführt im Typus eines Tabernakelpfeilers. Abgefaster Pfeiler mit vorkragendem Gesims und rechteckigem Aufsatz. Abschluss mit metallenem Zeltdach und bekrönendem Doppelkreuz. Der Straße zugewandt Kreuzigungsrelief in gotischer Tradition aus der 1. Hälfte des 16. Jahrhunderts. Datum der Unterschutzstellung: 31. Dezember 2009 | BDA-Hist.: Q37811476 Status: § 2a Stand der BDA-Liste: 2025-06-30 Name: Bildstock GstNr.: 24 Bildstock (Haratzmüllerstraße, Steyr) |
| ja    | Datei hochladen | Schloss Engelhof HERIS-ID: 38625 Objekt-ID: 38208                                                              | Haratzmüllerstraße 66, 68 Standort KG: Steyr                    | Urkundlich im 13. Jahrhundert erwähnt. Langgestrecktes zweigeschoßiges vierzehnachsiges Gebäude im Süden der Anlage, welches vermutlich Teile des alten Schlosses beinhaltet. In etwa gebäudemittig schlanker hoher Rundturm mit Putzquaderfassade. Nördlich situiert das zweigeschoßige Schlossgebäude. Schönster Renaissancebau Steyrs. Die beiden Hauptbaukörper mit steilen Walmdächern im Süden (drei Fensterachsen) und Norden (fünf Achsen) werden durch zwei schmälere Flügel (sechs bzw. acht Fensterachsen) verbunden. Der Nordtrakt durch zwei dreigeschoßige einachsige Ecktürme mit Zeltdach akzentuiert. Innenhof, heute überdacht, mit zweigeschoßigen Arkaden an allen vier Innenhofseiten. Weitläufiger Park mit Umfassungsmauer. Schmiedeeisernes Zugangstor 1887/88 von Carl Hayböck in neobarocken Formen entworfen. Datum der Unterschutzstellung: 16. Juni 1971 | BDA-Hist.: Q15127617 Status: Bescheid Stand der BDA-Liste: 2025-06-30 Name: Schloss Engelhof GstNr.: .1065/2 Schloss Engelhof |
| ja    | Datei hochladen | Denkmal Februar 1934 HERIS-ID: 107868 Objekt-ID: 125233                                                        | Josef-Wokral-Straße 10, in der Nähe Standort KG: Steyr          | Schlichtes Ereignisdenkmal in Form eines rechteckig stehenden Pfeilers aus Granit. Metallene Inschriftentafel Den Opfern des Februars 1934 / Sie starben für Freiheit und Recht / Die Sozialistische Partei Steyr. Darüber metallene Schale. Vor dem Granitpfeiler Blumenschale. Während des Bürgerkrieges war die Arbeiterwohnanlage auf der Hohen Ennsleite Zentrum der Erhebung in Steyr und wurde am zweiten Tag nach Artilleriebeschuss durch das Militär erobert. Datum der Unterschutzstellung: 31. Dezember 2009. | BDA-Hist.: Q37811305 Status: § 2a Stand der BDA-Liste: 2025-06-30 Name: Denkmal Februar 1934 GstNr.: 1618/9 Steyr Josef Wokral-Straße Denkmal Februar 1934 |
| ja    | Datei hochladen | Arbeiterwohnhaus HERIS-ID: 107858 Objekt-ID: 125223                                                            | Josef-Wokral-Straße 1 Standort KG: Steyr                        | Teil der zwischen 1918 und 1920 nach Plänen des Architekten Eugen Fassbender errichteten zweiten Bauphase der Arbeiterwohnanlage auf der Hohen Ennsleite. Zweigeschoßiges Mehrfamilienwohnhaus auf doppelt T-förmiger Grundfläche. Fassadengestaltung mit Anklängen an den Heimatstil. Fassade zur Josef Wokral-Straße neunachsig, der siebenachsige Mittelteil etwas zurückversetzt. Gebäudemittig rechteckiges Portal, durch seitliche Pfeiler betont. Über dem Portal mit rundbogigen Elementen ausgeführter zweiteiliger Aufbau mit mittig ovalförmig freigelassenem Putzfeld. Schlichte Fassadengestaltung. Fenster im Erdgeschoß mit einfachen Umrahmungen, im Obergeschoß im Sturzbereich segmentbogenförmig endend. Kordongesims zwischen Erd- und Obergeschoß, welches sich im Bereich über den Erdgeschoßfenstern etwas nach unten erweitert. Kreisförmige Putzringe unter den Obergeschoßfenstern. Fassadenabschluss durch profiliertes Traufgesims. Fassadenmittig dreiachsiger Giebel, zwischen den Fensteröffnungen Pilaster. Horizontaler Abschluss durch wuchtiges Gesims. Reich profilierte Gesimse im abschließenden Dreiecksgiebel mit mittiger halbkreisförmiger Belichtungsöffnung. Die Querfassaden je zweiachsig, die Westfassade eternitvertäfelt. Gartenseitig leicht vortretender fünfachsiger Mittelrisalit mit abschließendem Dreiecksgiebel. Gartenseitig hin schließen die Querdächer mit Krüppelwalmen ab. Datum der Unterschutzstellung: 31. Dezember 2009 | BDA-Hist.: Q37811264 Status: § 2a Stand der BDA-Liste: 2025-06-30 Name: Arbeiterwohnhaus GstNr.: .1506 Steyr Josef Wokral-Straße 1 |
| ja    | Datei hochladen | Wohnhaus, Kindergarten Wokral-Straße HERIS-ID: 107865 Objekt-ID: 125230                                        | Josef-Wokral-Straße 5 Standort KG: Steyr                        | Teil der zwischen 1918 und 1920 nach Plänen des Architekten Eugen Fassbender errichteten zweiten Bauphase der Arbeiterwohnanlage auf der Hohen Ennsleite. Zweigeschoßiges Mehrfamilienwohnhaus auf doppelt T-förmiger Grundfläche. Fassadengestaltung mit Anklängen an den Heimatstil. Fassade zur Josef Wokral-Straße neunachsig, der siebenachsige Mittelteil etwas zurückversetzt. Gebäudemittig rechteckiges Portal, durch seitliche Pfeiler betont. Über dem Portal bogenförmig abschließendes Putzfeld zwischen den Pfeilern. Schlichte Fassadengestaltung. Fenster im Erdgeschoß mit einfachen ohrengefaschten Umrahmungen, im Sturzbereich konkav, im Obergeschoß dreieckig über halbkreisförmiger Ausnehmung endend. Vertikale Gliederungen durch durchgehendes Sohlbank- und Sturzgesims im Obergeschoß. Fassadenabschluss durch profiliertes Traufgesims. Fassadenmittig sechsachsige Gaupe mit drei Dreiecksgiebeln mit je einer runden Belichtungsöffnung über horizontalem Gesimse. Die östlich Querfassade vierachsig, die westliche Querfassade dreiachsig, mit z. T. rezenten Veränderungen der Fenster im Obergeschoß. Gartenseitig leicht vortretender fünfachsiger Mittelrisalit mit abschließendem Dreiecksgiebel. Zur Josef Wokral-Straße hin schließen die beiden Seitentrakte mit Walmdächern ab. Datum der Unterschutzstellung: 31. Dezember 2009 | BDA-Hist.: Q37811295 Status: § 2a Stand der BDA-Liste: 2025-06-30 Name: Wohnhaus, Kindergarten Wokral-Straße GstNr.: .1494 Steyr Josef Wokral-Straße 5 |
| ja    | Datei hochladen | Arbeiterwohnhaus HERIS-ID: 107859 Objekt-ID: 125224                                                            | Josef-Wokral-Straße 10 Standort KG: Steyr                       | Stadtbildprägenstes Gebäude der Arbeiterwohnanlage auf der Hohen Ennsleite, an der Hangkante situiert. Zweigeschoßiges Arbeiterwohnhaus mit im Nordosten angebauten viergeschoßigem Wasserturm. Fassadengestaltung deutlich aufwändiger als bei den anderen Gebäuden der Arbeiterwohnanlage ausgeführt. Fassade Josef Wokral-Straße neunachsig mit dreiachsigem Mittelteil. Hoher Sockelbereich, gebäudemittig schlichtes eckiges zweiflügeliges Portal. Über dem Portal zwei große Fensteröffnungen mit profilierter Sohlbank und dreieckigem Sturzfeld, das obere Fenster mit Oberlichte. Seitlich des Portales in den beiden Hauptgeschoßen je ein Doppelfenster mit gemeinsamer Sohlbank und Dreieckssturzfeld. Die Fenster in den beiden Seitenbereichen im Erdgeschoß mit seitlichen Quadern und profiliertem Putzbogen im Sturzbereich. Die Fenster des Obergeschoßes mit profilierter Sohlbank und dreieckigem Sturzfeld. Zwischen den Achsen und an den Gebäudekanten breite Putzfaschen. Dreiachsige Ostfassade mit einspringender Ecke. Hier erhebt sich über rundbogigen Nischen ein ein- bzw. zweiachsiger Anbau. Die Nordfassade sechsachsig, mit Putzfaschen zwischen den einzelnen Achsen, zweiachsiger Mittelteil. Hier im Giebelbereich gekoppeltes dreiachsiges Fenster. Westfassade einachsig. Im Nordosten springt der viergeschoßige Wasserturm mit unregelmäßiger Achsaufteilung leicht vor. An der Ostfassade im Obergeschoß einachsiger Erker, auf zwei Rundbögen ruhend. Die Nordfassade im Erdgeschoß drei-, im Obergeschoß zweiachsig. Profilierte Gesimse ab dem ersten Obergeschoß zwischen den folgenden Geschoßen, dreiachsiges zweites Obergeschoß. Darüber Putzfeld mit rundbogigen Ausnehmungen. Im Norden auf drei Rundbögen ruhender vorspringender zweiachsiger Erker. Der obere Turmabschnitt durch vertikale Pilaster gegliedert. Turmabschluss durch Walmdach mit am First situiertem polygonalem metallenem Dachreiter mit gebrochener Haube. Datum der Unterschutzstellung: 31. Dezember 2009 | BDA-Hist.: Q37811275 Status: § 2a Stand der BDA-Liste: 2025-06-30 Name: Arbeiterwohnhaus GstNr.: .1501, .1687 Arbeiterwohnhaus Josef-Workal-Straße 10, Steyr |
| ja    | Datei hochladen | Arbeiterwohnhaus HERIS-ID: 107869 Objekt-ID: 125234                                                            | Karl-Marx-Straße 1 Standort KG: Steyr                           | Teil der zwischen 1918 und 1920 nach Plänen des Architekten Eugen Fassbender errichteten zweiten Bauphase der Arbeiterwohnanlage auf der Hohen Ennsleite. 1919 fertiggestellt. Zweigeschoßiges Arbeiterwohnhaus auf doppelt T-förmiger Grundfläche. Fassadengestaltung mit Anklängen an den Heimatstil. Fassade zur Karl Marx-Straße neunachsig, der siebenachsige Mittelteil etwas zurückversetzt. Gebäudemittig rechteckiges Portal, durch seitliche Pfeiler, die ein Walmvordach tragen, betont. Mittig dreiachsiger Giebel, der ohne optische Trennung an der Hauptfassade ansetzt. Schlichte Fassadengestaltung. Die Fenster mit Sohlbankgesimsen und abgerundeten Kanten. Vertikale Gliederung zwischen Erd- und Obergeschoß durch ein einfach profiliertes Gesims mit Ziegeldeckung. Fassadenabschluss durch profiliertes Traufgesims. Die beiden Querfassaden je zweiachsig. Gartenseitig leicht vortretender fünfachsiger Mittelrisalit mit abschließendem Dreiecksgiebel. Die beiden Seitentrakte schließen mit Walmdächern ab. Datum der Unterschutzstellung: 31. Dezember 2009 | BDA-Hist.: Q37811315 Status: § 2a Stand der BDA-Liste: 2025-06-30 Name: Arbeiterwohnhaus GstNr.: .1514 Steyr Karl Marx-Straße 1 |
| ja    | Datei hochladen | Arbeiterwohnhaus HERIS-ID: 107873 Objekt-ID: 125238                                                            | Karl-Marx-Straße 2 Standort KG: Steyr                           | Teil der zwischen 1918 und 1920 nach Plänen des Architekten Eugen Fassbender errichteten zweiten Bauphase der Arbeiterwohnanlage auf der Hohen Ennsleite. Erteilung der Benützungsbewilligung am 10. April 1919. Zweigeschoßiges Arbeiterwohnhaus auf doppelt T-förmiger Grundfläche. Fassadengestaltung mit Anklängen an den Heimatstil. Fassade zur Karl Marx-Straße neunachsig, der siebenachsige Mittelteil etwas zurückversetzt. Gebäudemittig rechteckiges Portal, durch seitliche Pfeiler, die ein Walmvordach tragen, betont. Mittig dreiachsiger Giebel, der ohne optische Trennung an der Hauptfassade ansetzt. Schlichte Fassadengestaltung. Die Fenster mit Sohlbankgesimsen. Vertikale Gliederung zwischen Erd- und Obergeschoß durch ein einfach profiliertes Gesims mit Ziegeldeckung. Fassadenabschluss durch profiliertes Traufgesims. Die beiden Querfassaden zwei- bzw. dreiachsig. Gartenseitig leicht vortretender fünfachsiger Mittelrisalit mit abschließendem Dreiecksgiebel. Die beiden Seitentrakte schließen mit Walmdächern ab. Datum der Unterschutzstellung: 31. Dezember 2009 | BDA-Hist.: Q37811336 Status: § 2a Stand der BDA-Liste: 2025-06-30 Name: Arbeiterwohnhaus GstNr.: .1511 |
| ja    | Datei hochladen | Arbeiterwohnhaus HERIS-ID: 107871 Objekt-ID: 125236                                                            | Karl-Marx-Straße 4 Standort KG: Steyr                           | Teil der zwischen 1918 und 1920 nach Plänen des Architekten Eugen Fassbender errichteten zweiten Bauphase der Arbeiterwohnanlage auf der Hohen Ennsleite. Erteilung der Benützungsbewilligung am 10. April 1919. Zweigeschoßiges Arbeiterwohnhaus auf doppelt T-förmiger Grundfläche. Fassadengestaltung mit Anklängen an den Heimatstil. Fassade zur Karl Marx-Straße neunachsig, der siebenachsige Mittelteil etwas zurückversetzt. Gebäudemittig rechteckiges stabfaschengerahmtes Portal. Mittig dreiachsiger Giebel, der ohne optische Trennung an der Hauptfassade ansetzt. Schlichte Fassadengestaltung. Die Fenster mit Sohlbankgesimsen, stabfaschengerahmt. Vertikale Gliederung zwischen Erd- und Obergeschoß durch ein einfach profiliertes Gesims mit Ziegeldeckung. Fassadenabschluss durch profiliertes Traufgesims. Die beiden Querfassaden je zweiachsig. Gartenseitig leicht vortretender fünfachsiger Mittelrisalit mit abschließendem Dreiecksgiebel. Die beiden Seitentrakte schließen mit Walmdächern ab. Datum der Unterschutzstellung: 31. Dezember 2009 | BDA-Hist.: Q37811326 Status: § 2a Stand der BDA-Liste: 2025-06-30 Name: Arbeiterwohnhaus GstNr.: .1504 |
| ja    | Datei hochladen | Bürgerhaus, ehem. Messererzechhaus HERIS-ID: 44939 Objekt-ID: 45834                                            | Kirchengasse 1 Standort KG: Steyr                               | Zweigeschoßiges Bürgerhaus, ehemaliges Messererzechhaus, mit repräsentativer Sgraffitofassade, im Kern aus dem 16. Jahrhundert stammend. Fassade zum Michaelerplatz einachsig, dreigeschoßig, mit hohem Dreiecksgiebel. Reicher stark rekonstruierter Sgraffitoschmuck (1. Hälfte 17. Jahrhundert), bestehend aus Eckquaderung mit Ranken, Fensterumrahmungen mit Säulen auf Postamenten in den Obergeschoßen, im Hauptgeschoß über rundbogiger Fensteröffnung mit Architravgiebel, Freskenreste im Giebelgeschoß. Fassade Kirchengasse: Zweigeschoßig, im Erdgeschoß sieben-, im Obergeschoß achtachsig. Erdgeschoßöffnungen links mit korbbogigen Steingewänden, 18. Jahrhundert, rechts halbkreisförmige Steingewände, 17. Jahrhundert. Korbbogiges Portal mit Schlussstein. Fenster der Obergeschoße mit Sgraffitoumrahmung (Basis, Säulen auf Postamenten, Architrav). Drei Achsen kragen über Konsolbögen leicht vor. Fassade Badgasse: Hauptgeschoß über mächtigen Substruktionsbögen erkerartig etwas vorgezogen, unregelmäßige Achsaufteilung, z. T. mit Sgraffitoumrahmungen wie in der Kirchengasse. Im Hauptgeschoß vier Arkadenöffnungen (die äußerst linke vermauert) mit abgefasten schlichten Steinpfeilern. Abschließendes Satteldach. Datum der Unterschutzstellung: 13. März 1986 (Ensemble Steyrdorf) | BDA-Hist.: Q38012071 Status: Bescheid Stand der BDA-Liste: 2025-06-30 Name: Bürgerhaus, ehem. Messererzechhaus GstNr.: .431 Messererzechhaus |
| ja    | Datei hochladen | Bürgerhaus, Gasthaus Goldener Adler samt Hauszeichen HERIS-ID: 38626 Objekt-ID: 38209                          | Kirchengasse 2 Standort KG: Steyr                               | Spätgotische Bürgerhausanlage, bestehend aus Vorder-, Hinterhaus und Arkadenhof, im Kern aus der Zeit um 1500 stammend. Giebelständiges zweigeschoßiges Vorderhaus mit stark veränderter Fassade. Hohes dreiachsiges Erdgeschoß mit spätgotischem Rundbogenportal mit Oberlichte. Fassade durch Lisenen und Gesimsbänder gegliedert. Obergeschoß vier, Giebelgeschoß zweiachsig, die Fenster mit schlichter Umrahmung. Zweigeschoßiger giebelständiger zweiachsiger Anbau mit abschließendem Krüppelwalmdach zum Michaelerplatz, zur Kirchengasse abgeschrägt, einachsig. Innenhof: Am Vordertrakt profilierte Kragsteine auf Wandpfeilern. Sechsachsige segmentbogige Arkaden auf abgefasten Pfeilern am Hoftrakt. Traufständiges Hinterhaus mit hohem Rundbogenportal. 1939 wurde bereits der aus der 2. Hälfte des 18. Jahrhunderts stammende schmiedeeiserne Wirtshausausleger „Zum Goldenen Adler“ unter Denkmalschutz gestellt. Daten der Unterschutzstellungen: 23. Dezember 1939 (Ausleger); 13. März 1986 (Ensemble Steyrdorf) | BDA-Hist.: Q37982717 Status: Bescheid Stand der BDA-Liste: 2025-06-30 Name: Bürgerhaus, Gasthaus Goldener Adler samt Hauszeichen GstNr.: .423 Kirchengasse 2, Steyr |
| ja    | Datei hochladen | Bürgerhaus HERIS-ID: 44941 Objekt-ID: 45836                                                                    | Kirchengasse 3 Standort KG: Steyr                               | Bürgerhaus, im Kern aus dem 15./16. Jahrhundert stammend. Dreigeschoßige, sechsachsige traufständige Fassade an der Kirchengasse. Erdgeschoßöffnungen modernisiert, die Obergeschoße über Kragsteinbögen stark vorgezogen, ruhend auf abgefasten Kragsteinen. Fassadengestaltung der Obergeschoße aus dem frühen 19. Jahrhundert mit Kordon-, Sohlbank- und Kranzgesimse stark vertikal gegliedert. Plattendekor unter und im ersten Obergeschoß über den Fenstern. Die Rahmung der Fenster aus der Zwischenkriegszeit. Giebelseite mit Sgraffitoresten, Diamantquaderung, aus dem 16. Jahrhundert. Fassade zur Badgasse fünfgeschoßig mit unregelmäßiger Achsanordnung und mit auf Konsolen ruhendem erkerartig vorkragenden Gang. Turmartiger viergeschoßiger Vorbau über der Badgasse, hier wurde das ehemalige zweigeschoßige Stadttor, das Badtor, Ende des 19. Jahrhunderts aufgestockt. Stichkappentonne in der Durchfahrt. Datum der Unterschutzstellung: 13. März 1986 (Ensemble Steyrdorf) | BDA-Hist.: Q38012089 Status: Bescheid Stand der BDA-Liste: 2025-06-30 Name: Bürgerhaus GstNr.: .433/2 |
| ja    | Datei hochladen | Bürgerhaus HERIS-ID: 38627 Objekt-ID: 38210                                                                    | Kirchengasse 4 Standort KG: Steyr                               | Dreigeschoßige Hausanlage auf langer schmaler Parzelle bestehend aus Vorderhaus, Arkadenhof und Hinterhaus. Dreigeschoßiges dreiachsiges Vorderhaus im Kern aus dem 15./16. Jahrhundert. Seitliches spätgotisches abgefastes Rundbogenportal mit Oberlichte. Vorkragende Obergeschoße, spätgotisch profilierte Fenstergewände, spätbarocke Fassadengestaltung mit aufwendigen Fensterumrahmungen aus der Zeit um 1730. Zweigeschoßige Kelleranlage. Schmaler hakenförmiger Arkadenhof aus der 1. Hälfte des 16. Jahrhunderts. Hinterhaus aus der Barockzeit. Daten der Unterschutzstellungen: 23. Dezember 1939; 13. März 1986 (Ensemble Steyrdorf) | BDA-Hist.: Q37982733 Status: Bescheid Stand der BDA-Liste: 2025-06-30 Name: Bürgerhaus GstNr.: .426 Kirchengasse 4, Steyr |
| ja    | Datei hochladen | Bürgerhaus, Wohn- u. Handwerkerhaus HERIS-ID: 44942 Objekt-ID: 45837                                           | Kirchengasse 5 Standort KG: Steyr                               | Kleines traufständiges zweigeschoßiges Bürgerhaus, im Kern aus dem 16. Jahrhundert stammend. Fassade zur Kirchengasse im Erdgeschoß sechsachsig. Bis auf die Eingangstür mit Steingewände und schmiedeeiserner Oberlichtvergitterung alle Öffnungen neuzeitlich mit schlichter Umrahmung. Obergeschoß mit fünf unregelmäßigen Fensterachsen aus der Biedermeierzeit. Schlichte Rieselputzfassade mit Faschenbändern als Geschoßtrennung, bzw. -rahmung. Flussseitig ruht das Gebäude auf ungewöhnlich hohen, mächtigen Substruktionen der ehemaligen Stadtbefestigung auf. Bei gleicher Traufenhöhe ist der rechte Gebäudeteil drei-, der linke zweigeschoßig ausgeführt. Rechts springt ein zweigeschoßiger, jetzt als Terrasse genutzter zweiachsiger Bauteil vor. Linker Gebäudeteil ebenfalls zweiachsig. Fassadengestaltung ohne kulturhistorische Besonderheiten. Abschließend ungewöhnlich hohes Satteldach. Datum der Unterschutzstellung: 13. März 1986 (Ensemble Steyrdorf) | BDA-Hist.: Q38012098 Status: Bescheid Stand der BDA-Liste: 2025-06-30 Name: Bürgerhaus, Wohn- u. Handwerkerhaus GstNr.: .436 |
| ja    | Datei hochladen | Bürgerhaus HERIS-ID: 38628 Objekt-ID: 38211                                                                    | Kirchengasse 6 Standort KG: Steyr                               | Bürgerhausanlage bestehend aus Vorder-, Hinterhaus und Arkadenhof, im Kern aus dem 16. Jahrhundert stammend. Viergeschoßiges fünfachsiges Vorderhaus mit geradem Fassadenabschluss. Erdgeschoß mit Rundbogenportal (Ende 18. Jahrhundert) und rechteckigem Mittelportal mit Oberlichte. Barocke Fassadengestaltung mit aufwendiger Grisaille-Malereien in den Obergeschoßen (geschwungene Fensterbekrönungen mit Lambrequins). Die beiden Blindfenster der beiden ersten Obergeschoße ohne Malereien. Langgestreckter Hof mit zweigeschoßigen Arkaden aus dem 1. Drittel des 16. Jahrhunderts an drei Seiten. Zweigeschoßiges fünfachsiges Hinterhaus mit steilem Krüppelwalmdach und Freitreppe zum Obergeschoß. Daten der Unterschutzstellungen: 23. Juli 1971; 13. März 1986 (Ensemble Steyrdorf) | BDA-Hist.: Q37982740 Status: Bescheid Stand der BDA-Liste: 2025-06-30 Name: Bürgerhaus GstNr.: .428 |
| ja    | Datei hochladen | Bürgerhaus, Wohn- u. Handwerkerhaus HERIS-ID: 44943 Objekt-ID: 45838                                           | Kirchengasse 7 Standort KG: Steyr                               | Langgestrecktes Bürgerhaus mit freistehender Giebelseite zum Gschaiderberg, aus ursprünglich zwei selbstständigen Gebäuden entstanden, im Kern aus dem 16. Jahrhundert stammend. Fassade Kirchengasse im Erdgeschoß neunachsig mit korbbogigen Steingewänden, wohl aus der Mitte des 19. Jahrhunderts, Obergeschoß achtachsig. Fenster hier mit einfacher Umrahmung. Die schlichte Rieselputzfassade durch ein Faschenband als Kordongesims zwischen den Geschoßen gegliedert. Abschließend profiliertes Traufgesimse. Einachsige Abschrägung zur Giebelfassade. Diese weist im Ober- als auch im Giebelgeschoß je zwei Fensteröffnungen auf und schließt mit einer einfach profilierten Giebelumrahmung ab. Flussseitig ruht das Gebäude auf den Substruktionen der ehemaligen Stadtbefestigung. Fassade hier mit unregelmäßiger Achsaufteilung. Der rechte zweiachsige Gebäudeteil deutlich schmäler ausgeführt. Im Erdgeschoß im linken Gebäudebereich geschlossener hölzerner balkonartiger Vorbau. Das Gebäude schließt mit einem zweiteiligen Satteldach ab. Datum der Unterschutzstellung: 13. März 1986 (Ensemble Steyrdorf) | BDA-Hist.: Q38012110 Status: Bescheid Stand der BDA-Liste: 2025-06-30 Name: Bürgerhaus, Wohn- u. Handwerkerhaus GstNr.: .439 |
| ja    | Datei hochladen | Bürgerhaus HERIS-ID: 38629 Objekt-ID: 38212                                                                    | Kirchengasse 8 Standort KG: Steyr                               | Bürgerhausanlage bestehend aus Vorderhaus und zweiteiligem zweigeschoßigem Hofflügel mit dreiachsigen Arkadengang, im Kern aus der 1. Hälfte des 16. Jahrhunderts stammend. Dreigeschoßiges dreiachsiges Vorderhaus mit geradem Fassadenabschluss, Obergeschoße vorkragend, ruhend auf profilierten spätgotischen Kragsteinen. Fassadengestaltung biedermeierlich, 3. Viertel des 19. Jahrhunderts. Seitliche Lisenen, Geschoße durch Kordongesimse getrennt. Fenster des ersten Obergeschoßes mit gerader Fensterverdachung und reicherer Fensterumrahumng. Daten der Unterschutzstellungen: 23. Juli 1971; 13. März 1986 (Ensemble Steyrdorf) | BDA-Hist.: Q37982752 Status: Bescheid Stand der BDA-Liste: 2025-06-30 Name: Bürgerhaus GstNr.: .429 Kirchengasse 8 (Steyr) |
| ja    | Datei hochladen | Bürgerhaus, Wohn- u. Handwerkerhaus HERIS-ID: 44945 Objekt-ID: 45840                                           | Kirchengasse 9 Standort KG: Steyr                               | Zweigeschoßiges Bürgerhaus mit kleinem Innenhof auf unregelmäßiger Eckparzelle an städtebaulich dominanter Stelle, im Kern aus dem 16. Jahrhundert stammend. Schlichte Fassade am stark abfallendem Gschaiderberg mit unregelmäßiger Achsaufteilung, Fenster mit einfacher Umrahmung, abschließend profiliertes Kranzgesimse. Die Fassaden zum Platz vor dem Kreuzungsbereich Gschaiderberg-Kirchengasse, 3achsig, in der Kirchengasse, 4achsig, und der Sierninger Straße, zweiachsig, entstanden nach 1842. Erdgeschoß über glattem Sockel genutet mit korbbogigen Öffnungen. Rechteckiger straßenseitiger Eingang in Steingewände mit Oberlichte und volutengerahmter Keilsteinbekrönung. Über schlichtem Kordongesims glatt verputzte Obergeschoßfassaden. Fenster mit einfacher Umrahmung, Sohlbankgesims, gerade Verdachung, Plattendekor im Parapet- und Sturzfeld. Abschließend zart profiliertes Kranzgesims. Kleiner Hof mit offenem Obergeschoßgang auf abgefasten Pfeilern. Datum der Unterschutzstellung: 13. März 1986 (Ensemble Steyrdorf) | BDA-Hist.: Q38012117 Status: Bescheid Stand der BDA-Liste: 2025-06-30 Name: Bürgerhaus, Wohn- u. Handwerkerhaus GstNr.: .446 |
| ja    | Datei hochladen | Bürgerhaus, Wohn- u. Handwerkerhaus HERIS-ID: 44946 Objekt-ID: 45841                                           | Kirchengasse 10 Standort KG: Steyr                              | Schmales zweiachsiges viergeschoßiges traufständiges Bürgerhaus, im Kern aus dem 16. Jahrhundert stammend, im 18. und in der Mitte des 19. Jahrhunderts umgebaut. Fassadengestaltung aus der Mitte des 19. Jahrhunderts. Erdgeschoß genutet, rechts eckiges Hausportal mit einfach profiliertem Steingewände. Kordongesims zwischen Erd- und erstem Obergeschoß. Die Fenster des ersten Obergeschoßes durch zart profilierte Umrahmungen, gerade Verdachungen und Parapetplatten akzentuiert. Die Fenster des zweiten Obergeschoßes ohne Parapetplatten, die des dritten Obergeschoßes zusätzlich ohne gerade Verdachung ausgeführt. Zwischen erstem und zweitem Obergeschoß Freskofragment, datiert „1569“, freigelegt, welches einen Löwen mit Ranken und Inschrift zeigt. Datum der Unterschutzstellung: 13. März 1986 (Ensemble Steyrdorf) | BDA-Hist.: Q38012128 Status: Bescheid Stand der BDA-Liste: 2025-06-30 Name: Bürgerhaus, Wohn- u. Handwerkerhaus GstNr.: .430 |
| ja    | Datei hochladen | Bürgerhaus HERIS-ID: 44947 Objekt-ID: 45842                                                                    | Kirchengasse 12 Standort KG: Steyr                              | Bürgerhausanlage bestehend aus einem traufständigen dreigeschoßigen Vorderhaus über U-förmigen Grundriss, im Kern aus dem 16. Jahrhundert stammend und zwei seitlichen langgestreckten zweigeschoßigen Hofflügeln. Auf der Rückseite des Vorderhauses Säulenarkaden des 16. Jahrhunderts. Spätbarocke fünfachsige Fassade an der Kirchengasse. Schuppenartig gebändertes Erdgeschoß mit abschließendem Kordongesims und mit mittig situiertem abgefasten Rundbogenportal aus dem 16. Jahrhundert. Obergeschoße mit seitlichen Faschenbändern, an den oberen Enden mit einfachem Bandlwerkdekor kapitellartig akzentuiert. Fenster des Hauptgeschoßes von geschwungenen zart profilierten Faschen umrahmt, rundbogige Verdachungen über Medaillons. Zwischen zweiter und dritter Achse Stuckbildrahmen mit reicher Bekrönung in Form von Voluten, Blattzöpfen und Puttoköpfen. Im zweiten Obergeschoß die einfach profilierten Fensterumrahmungen durch Keilsteine mit dem Kranzgesims verbunden. Die Fenster durch Parapetfelder und Fensterbekrönungen vertikal zusammengefasst. Datum der Unterschutzstellung: 13. März 1986 (Ensemble Steyrdorf) | BDA-Hist.: Q38012139 Status: Bescheid Stand der BDA-Liste: 2025-06-30 Name: Bürgerhaus GstNr.: .434/1 Kirchengasse 12 (Steyr) |
| ja    | Datei hochladen | Bürgerhaus HERIS-ID: 44953 Objekt-ID: 45848                                                                    | Kirchengasse 14 Standort KG: Steyr                              | Zweigeschoßige Bürgerhausanlage mit kleinem, nun glasüberdachtem quadratischen Innenhof, im Kern aus dem 16. Jahrhundert stammend. Schlichte rieselverputzte Fassade ohne zusätzliche Gliederungen. Erdgeschoß mit in vertieft in einer trichterförmigen Nische liegendem barocken Korbbogenportal. An der linken Hausecke barocker Prellstein. Die beiden rechten Fenster des Erdgeschoßes segmentbogig abgeschlossen und von einfachen Faschen gerahmt. Links eckiges Geschäftsportal mit Blechtüren verschlossen. Fünf unregelmäßig angeordnete Fenster mit einfacher Umrahmung im Obergeschoß, abschließendes Kranzgesims. Im Hof zwei Joche Konsolpfeiler mit verstümmelten Arkadenbögen. Hintertrakt, aus dem 18. Jahrhundert stammend, durch weitgespannte Gurtbögen mit dem Vordertrakt verbunden. Datum der Unterschutzstellung: 13. März 1986 (Ensemble Steyrdorf) | BDA-Hist.: Q38012194 Status: Bescheid Stand der BDA-Liste: 2025-06-30 Name: Bürgerhaus GstNr.: .435, .434/2 |
| ja    | Datei hochladen | Bürgerhaus, Dunkl-Hof HERIS-ID: 38630 Objekt-ID: 38213                                                         | Kirchengasse 16 Standort KG: Steyr                              | Eine der bedeutendsten Bürgerhausanlagen von Steyr, im Kern aus dem 15., 16. Jahrhundert stammend. Traufständiges zweigeschoßiges Vorderhaus, neunachsiges stark vorkragendes Obergeschoß über Segmentbögen auf Konsolstreben aus der Zeit um 1500. Schmaler kunsthistorisch äußerst qualitätsvoller Arkadenhof in mehreren Abschnitten ab 1510/20 entstanden. Hinterer Hofabschluss, hier wurde 1606 ein zweigeschoßiger Arkadengang an die ehemalige Stadtmauer angebaut. An den Arkadengang schließt ein zweigeschoßiger langgestreckter Hoftrakt, errichtet im zweiten Viertel des 16. Jahrhunderts, mit Satteldach und spätgotisch profilierten Steingewänden an. An der nordwestlichen Gebäudekante befindet sich der Hungerturm, die Ruine eines ehemaligen Stadtbefestigungsturmes. Daten der Unterschutzstellungen: 23. Dezember 1939; 13. März 1986 (Ensemble Steyrdorf) | BDA-Hist.: Q1266129 Status: Bescheid Stand der BDA-Liste: 2025-06-30 Name: Bürgerhaus, Dunkl-Hof GstNr.: .441 Dunklhof |
| ja    | Datei hochladen | Bürgerhaus HERIS-ID: 44949 Objekt-ID: 45844                                                                    | Kirchengasse 18 Standort KG: Steyr                              | Dreigeschoßiges traufständiges Bürgerhaus auf dreieckiger Parzelle ohne Innenhof, im Kern aus dem 16. Jahrhundert stammend. Fassadengestaltung 3. Viertel des 19. Jahrhunderts. Die vierachsige Fassade von einer über alle Geschoße reichenden historischen Nutung überzogen. Erdgeschoß mit vier biedermeierlichen Ladenöffnungen mit korbbogigen Abschluss und einfachen Steingewänden. In den Obergeschoßen die Ecken durch Pilaster, Spiegelfeld, Kapitell mit Rosetten, akzentuiert. Fenster des ersten Obergeschoßes mit geraden Verdachungen und zart profilierter Umrahmung. Parapetfelder mit Blendbalustern. Im zweiten Obergeschoß einfachere Umrahmungen mit Keilstein. Reich profiliertes Kranzgesims. An der östlichen Seitenfront verbaute Arkaden sowie Erker- und Pfeilerkonsolen aus dem 16. Jahrhundert. Zwei Fenster mit barocken Gittern mit Spiralen und Rosen aus dem 18. Jahrhundert. Datum der Unterschutzstellung: 13. März 1986 (Ensemble Steyrdorf) | BDA-Hist.: Q38012155 Status: Bescheid Stand der BDA-Liste: 2025-06-30 Name: Bürgerhaus GstNr.: .443 |
| ja    | Datei hochladen | Bürgerhaus HERIS-ID: 44950 Objekt-ID: 45845                                                                    | Kirchengasse 20 Standort KG: Steyr                              | Dreigeschoßige traufständige Bürgerhausanlage bestehend aus Vorder-, Hinterhaus und kleinem Arkadenhof, im Kern aus der Zeit um 1500 stammend. Fassadengestaltung im späten Heimatstil um 1930. Unregelmäßige Achsaufteilung. Über dem Erdgeschoß unter den drei linken Hauptgeschoßachsen flache Bogenreihe auf Konsolen. Unter den beiden rechten Hauptgeschoßachsen gerades Vordach auf Konsolen. Die Fenster der Obergeschoße mit abgerundeten einfachen Umrahmungen, das Mittelfenster des ersten Obergeschoßes in flacher Dreiecksform erkerartig vorgezogen. Satteldach mit Gaupen. An drei Seiten des unregelmäßigen Innenhofes übereck geführte zweigeschoßige Arkaden aus der Zeit um 1500. Erdgeschoß mit Segmentbögen auf Konsolen, darüber Brüstungswand mit Diensten unterhalb der abgefasten Pfeiler. Datum der Unterschutzstellung: 13. März 1986 (Ensemble Steyrdorf) | BDA-Hist.: Q38012164 Status: Bescheid Stand der BDA-Liste: 2025-06-30 Name: Bürgerhaus GstNr.: .444 Kirchengasse 20 (Steyr) |
| ja    | Datei hochladen | Bürgerhaus HERIS-ID: 44951 Objekt-ID: 45846                                                                    | Kirchengasse 22 Standort KG: Steyr                              | Bürgerhausanlage auf mehrfach leicht geknickter Parzelle, bestehend aus dreigeschoßigem Vorderhaus mit langem Hofflügel, im Kern aus dem 16. Jahrhundert stammend, sowie einem eingeschoßigen ehemaligen Stallgebäude mit Satteldach aus dem 18. Jahrhundert. Vierachsiges giebelständiges Vorderhaus, Fassadengestaltung aus dem 19. Jahrhundert. Erdgeschoß genutet, vier rundbogig abschließende Öffnungen mit einfacher Umrahmung. Rieselverputzte Obergeschoße durch Ecklisenen und Gurtband gegliedert. Kordongesims zum zweiachsigen Giebelgeschoß. Hier abschließend profiliertes Trauf- und Ortganggesims. Alle Fenster der Obergeschoße mit einfacher Umrahmung, Krüppelwalmdach. Dreigeschoßiger Hofflügel mit Arkadengang im Obergeschoß mit hohen Segmentbögen auf abgefasten Pfeilern, die beiden Obergeschoße vorkragend, auf Segmentbögen zwischen Kragsteinen ruhend. Datum der Unterschutzstellung: 13. März 1986 (Ensemble Steyrdorf) | BDA-Hist.: Q38012174 Status: Bescheid Stand der BDA-Liste: 2025-06-30 Name: Bürgerhaus GstNr.: .445 Kirchengasse 22 (Steyr) |
| ja    | Datei hochladen | Erste Stadtbefestigung Steyrdorf HERIS-ID: 110465 Objekt-ID: 128168                                            | Kirchengasse, u. a. Standort KG: Steyr                          | Archäologisches Fundhoffnungsgebiet, keine oberflächlichen Reste des ehemaligen Stadttores bzw. der Stadtmauer sichtbar. Am Ende der Kirchengasse, an den Dunklhof Kirchengasse 16 angebaut, befand sich das zweigeschoßige vor 1407 errichtete Brittinger Tor (siehe Plan), welches 1843 aus Verkehrsgründen abgetragen wurde. Auf Grundstück 1114 verlief ausgehend von der heute noch erhaltenen Stadtmauer nördlich des Objektes Kirchengasse 2 diese Richtung Osten zur heutigen Michaelerkirche. Keine oberirdischen Reste der Stadtmauer in diesem Bereich erhalten. Datum der Unterschutzstellung: 31. Dezember 2009. Anmerkung: Standort bezieht sich auf Grundstücksnummer 1114. | BDA-Hist.: Q37818956 Status: § 2a Stand der BDA-Liste: 2025-06-30 Name: Erste Stadtbefestigung Steyrdorf GstNr.: 1391/1, 1114 |
| ja    | Datei hochladen | Bibliothek, ehem. Hotel Nagl HERIS-ID: 52618 Objekt-ID: 59882                                                  | Kollergasse 1 Standort KG: Steyr                                | Zweigeschoßiges, vierflügeliges Gebäude auf unregelmäßiger Grundfläche, in seiner Außenerscheinung aus dem 19./ bzw. 1. Drittel des 20. Jahrhunderts stammend mit älterer Bausubstanz im kollergassenseitigen Trakt. Der große Innenhof über dem Erdgeschoß neuzeitlich überdacht. Die traufständige Fassade in der Kollergasse mit unregelmäßiger Achsaufteilung, im Erdgeschoß zwölf, im Obergeschoß zehn Öffnungen. In der vierten Achse von rechts segmentbogiges Tor mit schlichtem Steingewände und mittigem Keilstein. Die beiden linken Erdgeschoßachsen als Auslagen ausgebildet. Die Fassaden rieselverputzt, die Fenster mit schlichten Umrahmungen, z. T. stabfaschengerahmt. Abgestufte Putzfasche zwischen den Geschoßen, vertikale Gliederung des Obergeschoßes durch je eine Putzfasche zwischen den Achsen. Die zehnachsige Fassade zur Bahnhofstraße aufwändiger ausgeführt. Rechts ein dreiachsiger leicht vorspringender giebelständiger Bauteil. Unter den beiden Giebelfenstern, wie auch beim linken zweiachsigen giebelständigen Bauteil schabrackenartiger Dekor. Im vierachsigen Mittelteil im Obergeschoß über dem aus der Mitte gerückten Haupteingang einachsiger Erker, auf abgetreppten Konsolen ruhend, mit abschließender geschwungener Blechverdachungen. Im Südosten schließt an den zweiachsigen giebelständigen Trakt ein einachsiger Anbau mit Walmdach an. Die einzelnen Bauteile im Obergeschoß durch Putzbänder mit Schabrackenmotiven in deren oberen Bereich getrennt. Datum der Unterschutzstellung: 31. Dezember 2009 | BDA-Hist.: Q38052930 Status: § 2a Stand der BDA-Liste: 2025-06-30 Name: Bibliothek, ehem. Hotel Nagl GstNr.: .1134 Bibliothek, former Hotel Nagl, Kollergasse 1, Steyr |
| ja    | Datei hochladen | Stadttor, sog. Kollertor HERIS-ID: 38631 Objekt-ID: 38214                                                      | Kollergasse 16 Standort KG: Steyr                               | Einzig erhaltenes der ehemaligen drei Tore der Stadtbefestigung in Ennsdorf. 1480 durch den kaiserlichen Baumeister Martin Felser auf Befehl Kaiser Friedrich III. errichtet. Am Steilabfall zur Enns situierter zweigeschoßiger Torbau über rechteckigen Grundriss mit steilem Walmdach. An den Seitenfronten Vorsprünge durch Erker bzw. Schornstein. Gebäudekanten sgraffitierte Quader. Obergeschoßaußenfassade Datierung „1480“. Erdgeschoß mit rundbogiger Torrahmung aus grob behauenen Tuffstein. Zweiachsiges erstes Obergeschoß mit zwei steingerahmten Schlüsselscharten. Mittig situierte Schleppgaupe im Dachbereich. Innenseite im ersten Obergeschoß mit zwei Fensteröffnungen. Datum der Unterschutzstellung: 9. Oktober 1975 | BDA-Hist.: Q1779421 Status: Bescheid Stand der BDA-Liste: 2025-06-30 Name: Stadttor, sog. Kollertor GstNr.: .1143 Kollertor |
| ja    | Datei hochladen | Klubhaus, Paddlerhaus HERIS-ID: 108213 Objekt-ID: 125625                                                       | Kollergasse 20 Standort KG: Steyr                               | An der Enns situiertes, im 1. Viertel des 20. Jahrhunderts errichtetes langgestrecktes eingeschoßiges Gebäude mit zweigeschoßigem Mittelteil. Erdgeschoß sechsachsig mit querrechteckigen Fensteröffnungen, aus Hochwasserschutzgründen mit massiven metallenen Fensterläden. Der zweigeschoßige Mittelteil im Obergeschoß mit vier rundbogigen Fensteröffnungen mit zugehörigen Fensterläden. Die Fassaden rieselverputzt, zwischen Erd- und Obergeschoß an der Fassade der Schriftzug „A.T.S.V Steyr Paddlerhaus“ sowie das Wappen der Stadt Steyr angebracht. Die beiden Seitentrakte schließen mit äußerst flachen Satteldächern ab, die als Terrassen mit hohen hölzernen Geländern genutzt werden. Datum der Unterschutzstellung: 31. Dezember 2009 | BDA-Hist.: Q37812477 Status: § 2a Stand der BDA-Liste: 2025-06-30 Name: Klubhaus, Paddlerhaus GstNr.: .1861 |
| ja    | Datei hochladen | Grenzstein HERIS-ID: 108050 Objekt-ID: 125451                                                                  | nordöstlich Laichbergweg 1 Standort KG: Steyr                   | Schlichter hoher leicht beschädigter Granitgrenzstein aus dem 17./18. Jahrhundert, im Süden der Stadt am Laichbergweg situiert. Teil von insgesamt drei erhaltenen Grenzsteinen am Laichbergweg. Die Schriftzüge „SS“ für Stadt Steyr, „SG“ für Stift Garsten am Grenzstein erhalten. Der Grenzstein wurde wahrscheinlich 1774, wie die beiden anderen Grenzsteine am Laichbergweg, aufgestellt. Datum der Unterschutzstellung: 31. Dezember 2009. | BDA-Hist.: Q37811849 Status: § 2a Stand der BDA-Liste: 2025-06-30 Name: Grenzstein GstNr.: 1460/37 |
| ja    | Datei hochladen | Villa Almeroth HERIS-ID: 57326 Objekt-ID: 67274                                                                | Leopold-Werndl-Straße 3 Standort KG: Steyr                      | 1869 im Stil des romantischen Historismus errichteter Villenbau. Annähernd quadratischer Bau mit kreuzförmig hervortretenden Mittelachsen. Zwei Hauptgeschoße, im Süden und Westen mit Souterraingeschoß, welches auf einer mächtigen Substruktion ruht. Die nördliche Fassade mit je zwei gekuppelten Seitenachsen und einem im Erdgeschoß auf Pfeilerarkaden ruhendem dreiachsigen Mittelrisalit mit einer Gliederung im Rundbogenstil und überhöhtem giebelförmigen Abschluss. Die Seitenteile der übrigen Fassaden jeweils einachsig. Der einachsige Mittelrisalit der Ostfassade endet in Traufhöhe, im Süden springt eine runde Mittelkonche vor. An der Westfassade befindet sich ein zweigeschoßiger verandenartiger Holzbalkonvorbau mit zeittypischen Sägeschnittdekorationen. Reiche Fassadengliederung, Kordongesims zwischen den Geschoßen. Betonung der Gebäudekanten durch kreuzförmige Felder mit mittigen Terrakottaziermotiven. Das erste Hauptgeschoß besitzt Segmentbogenfenster mit verstäbten Verdachungen. Das zweite Hauptgeschoß weist Rundbogenfenster mit umlaufenden Rahmenbändern mit Rosettenbesatz auf. Im Bereich der Parapete Scheinbalustraden. Südfassade reduziert ausgeführt. Datum der Unterschutzstellung: 9. Dezember 1988 | BDA-Hist.: Q38075945 Status: Bescheid Stand der BDA-Liste: 2025-06-30 Name: Villa Almeroth GstNr.: .225 Villa Almeroth, Steyr |
| ja    | Datei hochladen | Nischenbildstock HERIS-ID: 107979 Objekt-ID: 125355                                                            | gegenüber Leopold-Werndl-Straße 9 Standort KG: Steyr            | Nischenbildstock, bezeichnet 1902, hoch über der Leopold-Werndl-Straße, gegenüber dem ehem. Kapuzinerkloster, situiert. Auf Abbildungen aus dem 17. Jahrhundert bereits dargestellt. Sockel mit Inschriftenplatte, rundbogige Öffnung mit seitlichen Pilastern, profilierter Dreiecksgiebel. In der Öffnung rezente Heiligendarstellung. Datum der Unterschutzstellung: 31. Dezember 2009. | BDA-Hist.: Q37811627 Status: § 2a Stand der BDA-Liste: 2025-06-30 Name: Nischenbildstock GstNr.: 1496/1 |
| ja    | Datei hochladen | Areal des Bahnhofes Steyr-Lokalbahn und Streckenteil HERIS-ID: 38708 Objekt-ID: 38294                          | Lokalbahn Steyr-Grünburg Standort KG: Steyr                     | Teilstück der Steyrtalbahn, erste auf heutigem österreichischen Staatsgebiet errichtete Schmalspurstrecke in einer Spurweite von 760 mm (bosnische Spur). Eröffnung der Teilstrecke Garsten-Grünburg am 20. August 1889. Die Unterschutzstellung bezieht sich u. a. auf die Strecke samt den Gleisanlagen, Durchlässen, Böschungspflasterungen, Stützmauern und dergleichen, nicht jedoch auf die beweglichen Betriebsmittel. GstNr. 1493/11: Bahnhofsareal, Ausgangspunkt des Museumsbetriebes. Im Bereich des Wasserfalles des Teufelsbaches bogenförmig geöffnete Stützmauer, heute als Jägerkrippe genutzt. Die Gleisanlagen in Hanglage hoch über dem Steyrtal situiert, diese heute etwas ausgedehnter als zur Zeit des Regelbetriebes. GstNr. 1493/10 westlich anschließend, Beginn der Gefällestrecke zur Steyrniederung. Datum der Unterschutzstellung: 23. Juli 1987 | BDA-Hist.: Q37983416 Status: Bescheid Stand der BDA-Liste: 2025-06-30 Name: Areal des Bahnhofes Steyr-Lokalbahn und Streckenteil GstNr.: 1493/10, 1493/11 Steyrtalbahn in Steyr |
| ja    | Datei hochladen | Gütermagazin HERIS-ID: 38710 Objekt-ID: 38296                                                                  | Lokalbahn Steyr-Grünburg Standort KG: Steyr                     | 1889 errichtetes kleines eingeschoßiges hölzernes Gütermagazin mit abschließendem einfachem Satteldach, welches später nach Westen beträchtlich erweitert wurde. Straßenseitige Fassade im Osten mit zwei eckigen hölzernen Toren. Die westliche Erweiterung ohne Öffnungen ebenfalls in Holz ausgeführt. Westliche Giebelwand neuzeitlich gemauert mit Garagentor, Giebelbereich in Holzausführung. Gleisseitig Laderampe, die westliche Erweiterung hier ebenfalls neuzeitlich gemauert mit drei Fensteröffnungen. Der östliche ursprüngliche Gebäudeteil in Holz ausgeführt mit eckigen hölzernen Toren. Die östliche Giebelwand mit großer hölzerner Toröffnung. Nutzung heute zum Teil als Remise. Datum der Unterschutzstellung: 23. Juli 1987 | BDA-Hist.: Q37983438 Status: Bescheid Stand der BDA-Liste: 2025-06-30 Name: Gütermagazin GstNr.: .1275/6 Lokalbahnhof Steyr |
| ja    | Datei hochladen | Mayr-Stiege HERIS-ID: 108180 Objekt-ID: 125590                                                                 | Mayr-Stiege Standort KG: Steyr                                  | Wichtigste innerstädtische Stiegenanlage Steyrs. Zwischen den Häusern Stadtplatz 32 (Bummerlhaus) und Stadtplatz 34 situierte geradlinige Verbindung Stadtplatz – Berggasse bzw. Handel Mazzetti-Promenade. Im unteren Bereich wenige Stufen, eher gangartig ausgeführt. Zahlreiche Schwibbögen unterschiedlicher Größe und Ausführung überspannen die Mayrstiege. Im hinteren berggassenseitigen Teil Überwindung des beträchtlichen Höhenunterschiedes durch Stufen mit kurzen Zwischenpodesten. Die hochgezogenen Gartenmauern dienen als Auflager für eine einfache Treppenüberdachung die ein witterungsunabhängiges Begehen der Stiegenanlage ermöglicht. Datum der Unterschutzstellung: 31. Dezember 2009 | BDA-Hist.: Q37812336 Status: § 2a Stand der BDA-Liste: 2025-06-30 Name: Mayr-Stiege GstNr.: 1313/11 Mayrstiege (Steyr) |
| ja    | Datei hochladen | Grenzstein HERIS-ID: 108062 Objekt-ID: 125464                                                                  | bei Michael-Blümelhuber-Straße 3 Standort KG: Steyr             | Grenzstein, wahrscheinlich aus dem Jahr 1614, stark verwittert. Nicht an seinem ursprünglichen Standort erhalten, im 20. Jahrhundert an seinen heutigen Standort versetzt. An der Stirnseite des Steines der Schriftzug „SS“ für Stadt Steyr zu erkennen, darunter ist das Wappen der Stadt Steyr, der Steyrer Panther, situiert. Datum der Unterschutzstellung: 31. Dezember 2009. | BDA-Hist.: Q37811881 Status: § 2a Stand der BDA-Liste: 2025-06-30 Name: Grenzstein GstNr.: 1383/2 |
| ja    | Datei hochladen | Figurenbildstock hl. Johannes Nepomuk HERIS-ID: 108072 Objekt-ID: 125474                                       | Michaelerplatz 4, in der Nähe Standort KG: Steyr                | In einer rundbogigen Nische der Stützmauer am Aufgang zur Michaelerkirche, der ehem. Jesuitenkirche, situiert. Links und rechts der Nische je eine geradläufige Stiege zum Kirchenvorplatz. Die Steinfigur des hl. Johannes Nepomuk stammt aus dem Jahr 1892 und steht auf einem steinernen Sockel. Das die Nische abschließende barocke schmiedeeiserne Gitter stammt hingegen bereits aus der 2. Hälfte des 17. Jahrhunderts. Datum der Unterschutzstellung: 31. Dezember 2009 | BDA-Hist.: Q37811900 Status: § 2a Stand der BDA-Liste: 2025-06-30 Name: Figurenbildstock hl. Johannes Nepomuk GstNr.: .420 Steyr Michaelerplatz Nepomukstatue |
| ja    | Datei hochladen | Wohnhaus, Teil des ehem. Bürgerspitals HERIS-ID: 38632 Objekt-ID: 38215                                        | Michaelerplatz 1 Standort KG: Steyr                             | Ehemalige Bürgerspitalskirche, 1305 geweiht, 1785 profaniert und in Pfarrhof umgebaut, stadtbildprägend an der Brücke über die Steyr situiert. Spätgotische, ehemalige zweischiffige im Osten gerade geschlossene Kirche. Im obersten Geschoß das spätgotische Netzrippengewölbe erhalten. Flussseitige Fassade viergeschoßig, dreiachsig. Das unterste Geschoß hinter Begrenzungsmauer verborgen und nicht sichtbar. Vertikale Gliederung der Fassade durch Strebepfeiler, an der südöstlichen Gebäudekante über Eck gestellt. Im ersten Obergeschoß links einachsiger Vorbau mit Pultdach gedeckt. Fenster mit schlichter Umrahmung. Abschließend profiliertes Traufgesims. Ostfassade vierachsig mit mittig situiertem Strebepfeiler. Nordfassade im linken Gebäudeteil dreiachsig. Rechts aufwendig gestaltetes verstäbtes Eingangsportal aus der Zeit um 1500 mit rechteckigem Oberlicht. Ungewöhnlich hohes und steiles Walmdach. Turmabschluss mit den romanisch wirkenden Schallfenstern aus dem 16. Jahrhundert. Abschließend aufwendig gestalteter reizvoller barocker Turmhelm. Datum der Unterschutzstellung: 13. März 1986 (Ensemble Steyrdorf) | BDA-Hist.: Q37982776 Status: Bescheid Stand der BDA-Liste: 2025-06-30 Name: Wohnhaus, Teil des ehem. Bürgerspitals GstNr.: .424 Steyr Vorstadtpfarrhof |
| ja    | Datei hochladen | Teil des ehem. Bürgerspitals HERIS-ID: 45184 Objekt-ID: 46099                                                  | Michaelerplatz 2 Standort KG: Steyr                             | Teil des ehemaligen Bürgerspitals, stadtbildprägend am Steyr-Fluss situiert. 1170 urkundlich ein Spital in Steyr genannt, 1305 durch Elisabeth, der Gemahlin Herzog Albrechts (neu?)gestiftet. Mächtiger aus mehreren Gebäudeteilen bestehender zwei- bis viergeschoßiger Baukomplex bei annähernd gleicher Traufhöhe, im Kern aus dem 14. Jahrhundert stammend. Das heutige Erscheinungsbild stammt aus der Renaissancezeit. Flussseitige Fassade: Im Osten viergeschoßiger, im Hauptgeschoß vierachsiger Bauteil mit unregelmäßigen Fenstergrößen. Zwei auf Bögen ruhende pultdachgedeckte Vorbauten unterschiedlicher Höhe. Im Westen anschließend an die Steyr vorspringender dreigeschoßiger vierachsiger Bau. Zwischen Erd- und erstem Obergeschoß gemaltes Stadtwappen „Steyrer Panther“. Westfassade dreiachsig, im Erdgeschoß Anbau eines kleinen eingeschoßigen pultdachgedeckten Gebäudes. Anschließend stark zurückversetzter, im Hauptgeschoß zehnachsiger Trakt. Stützpfeiler im Erdgeschoß sowie durch alle Geschoße reichender Abortturm. Fassade Michaelerplatz bzw. Badgasse: Im Osten zweigeschoßiger Trakt mit unregelmäßiger Achsaufteilung, rechter Gebäudeteil mit gotischem steinernem Schulterbogenportal, leicht zurückversetzt. Anschließend stark zurückversetzter zweigeschoßiger Gebäudeteil, mit eingeschoßigem, bis an die Fassadenflucht reichendem Vorbau. Abschließend an der Badgasse achtachsiger zweigeschoßiger Trakt. Schlichte Fassadengestaltung, Fenster z. T. mit profilierten Steingewänden, schlichte gemalte Umrahmung der Fenster, z. T. gemalte Eckquaderungen. Ungewöhnlich hohe und steile Satteldächer mit zahlreichen charakteristischen wuchtigen Schornsteinen und Belichtungsgaupen. Im Inneren u. a. zweischiffige vierjochige kreuzgratgewölbte Eingangshalle aus dem 15./16. Jahrhundert. Ehemaliger Speisesaal mit Tramdecke und zwei Holzsäulen aus dem 16. Jahrhundert, Antoniuskapelle aus der 2. Hälfte des 16. Jahrhunderts, unregelmäßiger schlichter Hallenraum, dreischiffig mit je drei Jochen, deren Kreuzgratgewölbe auf vier schlanken toskanischen Säulen ruhen. 2011 Fassadenrestaurierung, Dachstuhlsanierung auf Grundlage historischer Handwerkstechniken. Dacherneuerung flussseitig, steyrdorfseitig mit Altmaterial neu gedeckt. Datum der Unterschutzstellung: 13. März 1986 (Ensemble Steyrdorf) | BDA-Hist.: Q38014045 Status: Bescheid Stand der BDA-Liste: 2025-06-30 Name: Teil des ehem. Bürgerspitals GstNr.: .425 Bürgerspital (Steyr) |
| ja    | Datei hochladen | Pfarrhof, ehem. Bürgerhaus HERIS-ID: 44952 Objekt-ID: 45847                                                    | Michaelerplatz 4, 4a Standort KG: Steyr                         | Kleines schlichtes zweigeschoßiges Wohnhaus, erbaut um 1860/70. Längsfassade vier-, Querfassade zweiachsig. Erdgeschoßfenster mit schlichter Faschenrahmung. Zwischen Erd- und Obergeschoß zart profiliertes Kordongesims. Die Obergeschoßfenster aufwendiger gerahmt, Putzfaschen mit zinnenartiger Bekrönung, die Parapetfelder sind maßwerkartig gegliedert. Gebäudekanten des Obergeschoßes durch Faschen betont. Fassadenabschluss durch reich profiliertes Kranzgesims. Flaches Walmdach mit kleiner Blechgaupe. Datum der Unterschutzstellung: 13. März 1986 (Ensemble Steyrdorf) | BDA-Hist.: Q38012184 Status: Bescheid Stand der BDA-Liste: 2025-06-30 Name: Pfarrhof, ehem. Bürgerhaus GstNr.: .421 |
| ja    | Datei hochladen | Kath. Pfarrkirche hl. Michael, ehem. Jesuitenkirche HERIS-ID: 44948 Objekt-ID: 45843                           | Michaelerplatz 5 Standort KG: Steyr                             | Ehemalige Klosterkirche der Jesuiten, erbaut zwischen 1635 und 1677, seit 1755 Vorstadtpfarrkirche. Barocker Bau vom Typus St. Michael in München, jedoch ohne Querschiff und mit zwei Fassadentürmen. Stadtbildprägend in Achse der Brücke über die Steyr stark erhöht am Michaelerplatz errichtet. Monumentale fünfachsige dreigeschoßige flache Doppelturmfassade. Die ursprünglich niedrigeren Türme 1770 erhöht. Erdgeschoß mit mittig situiertem 1677 datierten reich gerahmten hochbarocken Säulenportal mit lebensgroßer Madonnenskulptur aus Stein in oberer Nische mit Wappenbekrönung, flankiert von Figuren der hll. Petrus und Paulus. Erdgeschoß mit großen flachen Steinpilastern, diese ab den Obergeschoßen in Putz ausgeführt. Das Giebelgeschoß um 1770 verändert, das ursprüngliche Pilastersystem durch Fresko mit Darstellung der drei Erzengel Michael, Gabriel und Raphael ersetzt. Im Inneren einschiffiges vierjochiges, weites, hohes und flach überwölbtes Langhaus mit Stichkappen auf Gurten. Decke mit barocken Stuckrahmungen. Chor mit geradem Abschluss. Dreiachsige hochgestelzte Orgelempore auf Kreuzgratgewölbe. Einrichtung zumeist rokoko. Hochaltar 1766, das monumentale Altargemälde von Franz Xaver Gürtler 1769 stellt den Sturz der Höllenmächte durch den Erzengel Michael dar. 2011 Erneuerung der Kupferdeckung des westlichen Turmhelms, am östlichen Turmhelm lediglich Ausbesserung schadhafter Teile, dadurch nun charakteristische unterschiedliche Farbgebung der beiden Turmhelme. Datum der Unterschutzstellung: 13. März 1986 (Ensemble Steyrdorf) | BDA-Hist.: Q1930116 Status: Bescheid Stand der BDA-Liste: 2025-06-30 Name: Kath. Pfarrkirche hl. Michael, ehem. Jesuitenkirche GstNr.: .420 Michaelerkirche (Steyr) |
| ja    | Datei hochladen | Bundesrealgymnasium (ehem. Kloster) HERIS-ID: 45185 Objekt-ID: 46100                                           | Michaelerplatz 6 Standort KG: Steyr                             | Bundesrealgymnasium, ehemaliges Kloster der Jesuiten, gleichzeitig mit der westlich situierten Klosterkirche ab 1634 errichtet. Monumentaler dreigeschoßiger erhöht errichteter u-förmiger Baukomplex um großen Innenhof, dessen mächtiges Walmdach stadtbildprägend in Erscheinung tritt. Äußerst schlichte Fassadengestaltung, die glatt verputzten Wände lediglich durch vertikale Putzbänder gegliedert, abschließend reich profiliertes Traufgesims. Die Fenster mit schlichter Umrahmung und geraden einfachen Verdachungen. Die dem Platz zugewandte Südfassade neunachsig, das mittig situierte rechteckige Eingangsportal ohrenfaschengerahmt und mit größerer gerader Verdachung. Die Ostfassade im ersten Obergeschoß dreizehn, im zweiten Obergeschoß vierzehnachsig. Abschließend ungemein mächtiges Walmdach. Datum der Unterschutzstellung: 13. März 1986 (Ensemble Steyrdorf) | BDA-Hist.: Q38014067 Status: Bescheid Stand der BDA-Liste: 2025-06-30 Name: Bundesrealgymnasium (ehem. Kloster) GstNr.: .419/1 BRG Steyr Michaelerplatz |
| ja    | Datei hochladen | Fluchtstollen des 2. WK HERIS-ID: 108148 Objekt-ID: 125558                                                     | bei Michaelerplatz 7 Standort KG: Steyr                         | Einer der zahlreichen Fluchtstollen bzw. Schutzbauten in Steyr die mit Fortdauer des Krieges auf Grund zu erwartender Luftangriffe der Alliierten gegen die Steyrer Rüstungsindustrie angelegt wurden. Zugang vom Michaelerplatz aus, am Fuß der Felswand zwischen Altem Gymnasium, Michaelerplatz 6, und Taborstiege situiert. Der Eingangsbereich bis zur ehemaligen Schleusenkammer frei zugänglich und wird vom Gymnasium als Fahrrad- und Mopedabstellplatz genützt. Die eigentliche Stollenanlage ist versperrt und nicht öffentlich zugänglich. Datum der Unterschutzstellung: 31. Dezember 2009 | BDA-Hist.: Q37812126 Status: § 2a Stand der BDA-Liste: 2025-06-30 Name: Fluchtstollen des 2. WK GstNr.: .419/3 Steyr Michaelerplatz Fluchtstollen |
| ja    | Datei hochladen | Bürgerhaus HERIS-ID: 44954 Objekt-ID: 45849                                                                    | Michaelerplatz 8 Standort KG: Steyr                             | Zweigeschoßige Bürgerhausanlage auf unregelmäßiger Parzelle mit kleinem Arkadenhof, im Kern aus dem 16. Jahrhundert stammend. Traufständige zehnachsige Fassade zum Michaelerplatz mit erneuertem Sgraffitodekor. Gebäude ursprünglich achtachsig, später um zwei Achsen nach Osten erweitert. Eckquaderungen an den Gebäudeenden sowie zwischen zweiter und dritter Achse von rechts. Älterer Gebäudeteil mit horizontalem Band zwischen den Geschoßen und Fensterumrahmungen im Obergeschoß mit „Laufendem-Hund“-Motiv. Zwischen drittem und viertem Obergeschoßfenster datiert „1588“. Erdgeschoßöffnungen z. T. verändert, mit einfacher Faschenumrahmung. Fenster mit barocken Wellenrautengittern. Hochrechteckiges Portal mit profilierter Steinrahmung, Oberlichte und gerader Verdachung in der vierten Achse. Darüber Fenster mit spätgotischer Gewändeprofilierung und zwei Kreuzstöcken, die übrigen Obergeschoßfenster z. T. ebenfalls spätgotisch profiliert. Die Fenster des rechten Gebäudeteiles mit schlichterer Sgraffitoumrahmung. Abschließend reich profiliertes Kranzgesims. Unregelmäßiger zweigeschoßiger Hof mit Arkadenresten. Datum der Unterschutzstellung: 13. März 1986 (Ensemble Steyrdorf) | BDA-Hist.: Q38012204 Status: Bescheid Stand der BDA-Liste: 2025-06-30 Name: Bürgerhaus GstNr.: .410/1 Bürgerhaus, Michaelerplatz 8, Steyr |
| ja    | Datei hochladen | Bürgerhaus, Wohnhaus HERIS-ID: 44955 Objekt-ID: 45850                                                          | Michaelerplatz 9 Standort KG: Steyr                             | Zweigeschoßiges Doppelgiebelhaus am Berghang, stark von der Straße hinter dem Objekt Michaelerplatz 8, 8a zurückversetzt situiert. Im Kern aus dem 16. Jahrhundert stammend. Zugang durch schlichte rundbogige Öffnung. Gebäude über längsrechteckigem Grundriss. Westlicher Gebäudeteil durch brückenartigen Gang mit darunterliegender tonnengewölbter Durchfahrt mit Haus Michaelerplatz 8, 8a verbunden. Unregelmäßige Achsaufteilung. Fenster z. T. mit spätgotischer Gewändeprofilierung. Sgraffitodekor, Betonung der Gebäudekanten durch Eckquaderung, Umrahmung der Fenster in typisch renaissancezeitlicher Ausformung. Östlicher Gebäudeteil mit Krüppelwalmdach, westlicher Gebäudeteil mit Satteldach abschließend. Datum der Unterschutzstellung: 13. März 1986 (Ensemble Steyrdorf) | BDA-Hist.: Q38012213 Status: Bescheid Stand der BDA-Liste: 2025-06-30 Name: Bürgerhaus, Wohnhaus GstNr.: .410/2 Bürgerhaus Michaelerplatz 9, Steyr |
| ja    | Datei hochladen | Bürgerhaus, Wohnhaus HERIS-ID: 45186 Objekt-ID: 46101                                                          | Michaelerplatz 11 Standort KG: Steyr                            | Einfaches zweigeschoßiges traufständiges Wohn- und Handwerkerhaus, im Kern aus dem 16. Jahrhundert stammend. Die michaelerplatzseitige Fassade mit unregelmäßigen Fensterachsen 1938 neu gestaltet. Im Erdgeschoß rechts im Bereich des Doppelfensters Relief eines Bäckerjungen. Fenster der Obergeschoße mit schlichter Umrahmung. Gebäudeenden je durch eine vertikale Putzfasche betont. Abschließend reich profiliertes Traufgesims. Flussseitige Fassade zweigeschoßig mit fünf unregelmäßigen Achsen. Rechter zweiachsiger Gebäudeteil vorspringend. Die Mittelachse des Obergeschoßes ehemals durch Erker, links auf einem profilierten Pfeiler ruhend, akzentuiert. Fenster der Obergeschoße mit schlichten Umrahmungen. Abschließendes Satteldach. Datum der Unterschutzstellung: 13. März 1986 (Ensemble Steyrdorf) | BDA-Hist.: Q38014077 Status: Bescheid Stand der BDA-Liste: 2025-06-30 Name: Bürgerhaus, Wohnhaus GstNr.: .414 Bürgerhaus, Michaelerplatz 11, Steyr |
| ja    | Datei hochladen | Bürgerhaus, Wohnhaus HERIS-ID: 44957 Objekt-ID: 45852                                                          | Michaelerplatz 12 Standort KG: Steyr                            | Dreigeschoßiges traufständiges schlichtes Wohnhaus, im Kern aus dem 16. Jahrhundert stammend, im 20. Jahrhundert um ein Stockwerk erhöht. An der Fassade Michaelerplatz fünf unregelmäßige Fensterachsen. Mittig rechteckiges Hausportal mit einfachem dreieckig schließenden Steingewände. Fenster mit schlichten Umrahmungen, abschließend profiliertes Traufgesims. Flussseitige Fassade ebenfalls dreigeschoßig, sechs unregelmäßige Fensterachsen. Fenster hier ebenfalls mit schlichten Umrahmungen wie an straßenseitiger Fassade. Das Gebäude schließt mit einem äußerst flachen Satteldach ab. Datum der Unterschutzstellung: 13. März 1986 (Ensemble Steyrdorf) | BDA-Hist.: Q38012235 Status: Bescheid Stand der BDA-Liste: 2025-06-30 Name: Bürgerhaus, Wohnhaus GstNr.: .415 |
| ja    | Datei hochladen | Bürgerhaus, ehem. Klosterschule der Jesuiten HERIS-ID: 44958 Objekt-ID: 45853                                  | Michaelerplatz 13 Standort KG: Steyr                            | Ehemalige Klosterschule der Jesuiten, um 1867 durch Joseph Werndl in Stilformen des romantischen Historismus zu Wohnzwecken umgebaut. Langgestreckter zweigeschoßiger Bau mit abschließendem flachem Walmdach. Längsfassade Michaelerplatz neunachsig, die Mittelachse durch eine übergiebelte Portalfenstergruppe akzentuiert. Die Fenster des Erdgeschoßes abgetreppt und gerade verdacht, jene des Obergeschoßes mit Zahnschnittfries unter der Verdachung und durch Blendrahmenfelder im Parapet bereichert. An der Westseite im Obergeschoß Doppelfenster über flach vorgeblendeten gequaderten Konsolbögen. Attikazone mit Zahnschnittfries, darüber verdoppelte Dachluken, abschließend profiliertes Kranzgesims. Im Obergeschoß an der NW-Ecke Sandsteinfigur Maria mit Kind unter Baldachin aus dem Jahr 1867. Flussseitige Fassade schlichter ausgeführt, dreizehnachsig, zweigeschoßig, auf zweigeschoßiger spätmittelalterlicher Substruktion ruhend. Die drei Mittelachsen durch Bogenvorbau und darüber befindlichen Gitterbalkon auf Steinkonsolen betont. Tonnengewölbte Räume mit Stichkappen im Erdgeschoß. Datum der Unterschutzstellung: 13. März 1986 (Ensemble Steyrdorf) | BDA-Hist.: Q38012245 Status: Bescheid Stand der BDA-Liste: 2025-06-30 Name: Bürgerhaus, ehem. Klosterschule der Jesuiten GstNr.: .416 Bürgerhaus, former Klosterschule der Jesuiten, Michaelerplatz 13, Steyr |
| ja    | Datei hochladen | Bürgerhaus HERIS-ID: 44967 Objekt-ID: 45862                                                                    | Michaelerplatz 14 Standort KG: Steyr                            | Dreiseitig freistehendes dreigeschoßiges Wohnhaus an städtebaulich wichtiger Stelle am Brückenkopf nach Steyrdorf, im Kern aus dem 16. Jahrhundert stammend. Fassadengestaltung aus der Mitte des 19. Jahrhunderts. Erdgeschoßzone an der Nord- und Westfassade rezent verändert. Nordfassade im ersten Obergeschoß vier, im zweiten Obergeschoß fünfachsig. Unregelmäßige Anordnung der Fenster, diese mit schlichten Umrahmungen und geraden Verdachungen. Der östliche Gebäudeteil der Nordfassade leicht vorspringend. Interessante neobarocke Fassadenmalereien zwischen bzw. unter den Fenstern des zweiten Obergeschoßes. Ostfassade mit drei unregelmäßigen Fensterachsen. Fassadengestaltung gleich jener der Nordfassade. Zweiachsiges Giebelgeschoß, im Giebelspitz kreisförmige Belichtungsöffnung. Dreiachsige schlichte Südfassade, lediglich einfache Umrahmungen der Fenster. Ostfassade einachsig, abschließendes Satteldach. Datum der Unterschutzstellung: 13. März 1986 (Ensemble Steyrdorf) | BDA-Hist.: Q38012255 Status: Bescheid Stand der BDA-Liste: 2025-06-30 Name: Bürgerhaus GstNr.: .418/1 Bürgerhaus, Michaelerplatz 14, Steyr |
| ja    | Datei hochladen | Bürgerhaus, Wohnhaus HERIS-ID: 44968 Objekt-ID: 45863                                                          | Mittere Gasse 1 Standort KG: Steyr                              | Zweigeschoßiges traufständiges Eckhaus mit mäßig steilem Walmdach im Kreuzungsbereich Frauengasse-Mittere Gasse, Fassadengestaltung nach Stadtbrand von 1842. Fassade zur Frauengasse dreiachsig, zur Mittleren Gasse sechs unregelmäßig angeordnete Fensterachsen. Erdgeschoß neuzeitlich verändert, in der Mittleren Gasse rechteckiges Hausportal mit einfachem Steingewände in der dritten Achse von rechts. Profiliertes Kordongesims zwischen Erd- und erstem Obergeschoß. Rieselverputzte Obergeschoßfassade durch senkrechte Bänder und Fensterfaschen gegliedert. Fassadenabschluss durch reich profiliertes Kranzgesims. Datum der Unterschutzstellung: 13. März 1986 (Ensemble Steyrdorf) | BDA-Hist.: Q38012264 Status: Bescheid Stand der BDA-Liste: 2025-06-30 Name: Bürgerhaus, Wohnhaus GstNr.: .566/1 |
| ja    | Datei hochladen | Bürgerhaus HERIS-ID: 44969 Objekt-ID: 45864                                                                    | Mittere Gasse 2 Standort KG: Steyr                              | Es handelt sich um ein zweigeschoßiges traufständiges Eckhaus im Kreuzungsbereich Mittere Gasse – Wieserfeldplatz, dessen Erdgeschoß im Kern aus dem 16. Jahrhundert stammt, das Obergeschoß wurde nach dem Stadtbrand von 1842 fassadiert. Fassade Mittere Gasse im Erdgeschoß acht Fenster mit spätgotischen Fenstergewänden mit vorkragenden Sohlbänken aus dem 16. Jahrhundert, nachbarockes Oberlichtportal mit giebeligem Volutensturz aus der Mitte des 19. Jahrhunderts, beschlagenes Biedermeiertor. Erdgeschoß am Wieserfeldplatz neuzeitlich verändert. Obergeschoß zur Mittleren Gasse sechs-, zum Wieserfeldplatz vierachsig. Obergeschoßfassade: Rasterförmige Putzgliederung durch Kordonband, Eckfaschen und Kranzgesims sowie durch vertikale Einfassung der Fensterachsen mittels Pilasterfaschen, Parapet- und Verdachungsfelder mit Rautenfüllmotiven. Barocksisierendes Haussegensbild mit Gnadenstuhl, hofseitig klassizistische Fenstergitter. Abschließendes Walmdach. Datum der Unterschutzstellung: 13. März 1986 (Ensemble Steyrdorf) | BDA-Hist.: Q38012273 Status: Bescheid Stand der BDA-Liste: 2025-06-30 Name: Bürgerhaus GstNr.: .565/1 |
| ja    | Datei hochladen | Bürgerhaus, Biedermeierhaus HERIS-ID: 44970 Objekt-ID: 45865                                                   | Mittere Gasse 3 Standort KG: Steyr                              | Zweigeschoßiges traufständiges Wohn- und Handwerkerhaus, im Kern aus dem 16. Jahrhundert stammend. Fassadengestaltung biedermeierlich nach Stadtbrand 1842. Erdgeschoß fünf unregelmäßige Achsen, in der rechten Achse rechteckiges Hausportal, Steingewände mit schlichter Profilierung. Tür mit Beschlägen aus der Zeit um 1842. Fenster mit einfacher Umrahmung. Profiliertes Kordongesims zwischen Erd- und erstem Obergeschoß. Obergeschoß mit sechs unregelmäßigen Fensterachsen. Fenster durch zarte ädikularförmige Stuckleisten gerahmt. Anstelle des vorletzten Obergeschoßfensters Biedermeieruhr mit zwei sitzenden Gestalten, Nonne mit Kreuz und Kranz sowie Kronos. Fassadenabschluss durch profiliertes Kranzgesims, darüber Satteldach Datum der Unterschutzstellung: 13. März 1986 (Ensemble Steyrdorf) | BDA-Hist.: Q38012282 Status: Bescheid Stand der BDA-Liste: 2025-06-30 Name: Bürgerhaus, Biedermeierhaus GstNr.: .567/1 |
| ja    | Datei hochladen | Bürgerhaus, Doppelhaus (Biedermeier) HERIS-ID: 44971 Objekt-ID: 45866                                          | Mittere Gasse 4 Standort KG: Steyr                              | Zweigeschoßiges Doppelhaus in Form einer Dreiflügelanlage, heutiges Erscheinungsbild aus der Biedermeierzeit, nach Stadtbrand von 1842. Drei unregelmäßige Fensterachsen zur Mittleren Gasse. Fassade mit klassizistisch genutetem Erdgeschoß, rundbogigen Blendarkadenaussparungen als Fensterbekrönungen. Am seitlichen Portalanbau Blendtympanon sowie klassizistische Attikabekrönung. Das rechteckige Portal mit Türflügel aus der Zeit um 1900. Reich profiliertes Kordongesims zwischen Erd- und Obergeschoß. Im rieselverputzten Obergeschoß die Fensterachsen rasterförmig durch Parapet- und Verdachungsfelder mit Rautenfüllmotiven zwischen rahmenden Pilasterfaschen gegliedert. Reich profiliertes Kranzgesimse. Die beiden Giebelfassaden mit zwei ovalen Belichtungsöffnungen, bzw. mit mittig situierter Fensteröffnung mit Metallflügeln. Datum der Unterschutzstellung: 13. März 1986 (Ensemble Steyrdorf) | BDA-Hist.: Q38012293 Status: Bescheid Stand der BDA-Liste: 2025-06-30 Name: Bürgerhaus, Doppelhaus (Biedermeier) GstNr.: .565/2 |
| ja    | Datei hochladen | Bürgerhaus HERIS-ID: 56879 Objekt-ID: 66494                                                                    | Mittere Gasse 5 Standort KG: Steyr                              | Zweigeschoßiges traufständiges sechsachsiges Bürgerhaus mit unregelmäßiger Achsaufteilung und abschließendem Satteldach. Fassadengestaltung aus der 1. Hälfte des 19. Jahrhunderts. Erdgeschoß im Putz gequadert, in etwa gebäudemittig Segmentbogenportal mit genutetem Steingewände, zwei kassettierte Holzflügel mit je einer vergitterten Oberlichte. Die Fenster des Erdgeschoßes mit genuteten Umrahmungen. Zwischen den Geschoßen profiliertes Kordongesims. Die Fassade des Obergeschoßes durch breite Lisenen vertikal gegliedert. Im Parapetbereich unter den Fenstern querrechteckige Terrakottaplatten. Darunter jeweils zwei nebeneinander liegende niedrige Auskreuzungen. Im Sturzbereich halbkreisförmige Terrakottaplatten. Fassadenabschluss durch reich profiliertes Traufgesims. Datum der Unterschutzstellung: 24. April 1996 (Ensemble Steyrdorf) | BDA-Hist.: Q38073834 Status: Bescheid Stand der BDA-Liste: 2025-06-30 Name: Bürgerhaus GstNr.: .568 |
| ja    | Datei hochladen | Bürgerhaus HERIS-ID: 56880 Objekt-ID: 66495                                                                    | Mittere Gasse 7 Standort KG: Steyr                              | Zweigeschoßiges traufständiges fünfachsiges Bürgerhaus mit regelmäßiger Achsaufteilung mit hakenförmigen Grundriss und abschließendem Satteldach. Die Fassadengestaltung des ersten Obergeschoßes nach Stadtbrand von 1842, im Erdgeschoß neuzeitlich verändert. Fassade im Erdgeschoß ohne weitere Gliederungen, bzw. Fassadendetails, gebäudemittig schlichtes rechteckiges Portal, die Fenster ohne Umrahmungen. Kordongesims zwischen den Geschoßen. Im Obergeschoß Betonung der Gebäudekanten durch Lisenen. Fensterumrahmungen mit Parapetplatten und dekorierten Keilsteinen im Sturzbereich. Unter der Traufe zart profiliertes Horizontalgesims sowie darüber situiertes reich profiliertes Traufgesims. Datum der Unterschutzstellung: 24. April 1996 (Ensemble Steyrdorf) | BDA-Hist.: Q38073846 Status: Bescheid Stand der BDA-Liste: 2025-06-30 Name: Bürgerhaus GstNr.: .571 |
| ja    | Datei hochladen | Bürgerhaus HERIS-ID: 56881 Objekt-ID: 66496                                                                    | Mittere Gasse 8 Standort KG: Steyr                              | Zweigeschoßiges traufständiges vierachsiges Bürgerhaus mit abschließendem Satteldach, nach Stadtbrand 1842 biedermeierlich umgestaltet, im Kern aus dem 16. Jahrhundert stammend. Unregelmäßige Achsaufteilung, die ursprünglich biedermeierliche Fassadengestaltung bis auf das Traufgesims und die Erdgeschoßportale nicht erhalten. Im Erdgeschoß zwei Rechteckportale mit Steingewänden mit Stabfaschenrahmung. Gemalte Gliederung der Fassade, Betonung der Gebäudekanten durch vertikale Bänder, horizontales Band zwischen den Geschoßen. Gemalte schlichte Umrahmungen der Fenster. Fassadenabschluss durch einfaches Traufgesims. Datum der Unterschutzstellung: 24. April 1996 (Ensemble Steyrdorf) | BDA-Hist.: Q38073857 Status: Bescheid Stand der BDA-Liste: 2025-06-30 Name: Bürgerhaus GstNr.: .570 |
| ja    | Datei hochladen | Bürgerhaus HERIS-ID: 56882 Objekt-ID: 66499                                                                    | Mittere Gasse 10 Standort KG: Steyr                             | Kleines zweigeschoßiges traufständiges Biedermeierhäuschen mit abschließendem Satteldach, im Kern aus dem 16. Jahrhundert stammend. Schlichte Fassadengestaltung nach Stadtbrand 1842. Betonung der Gebäudekanten durch Faschen. Erdgeschoß fünfachsig, die drei linken Fenster sowie das rechteckige Hausportal mit Stabfaschenumrahmungen. Zart profiliertes Kordongesims zwischen den Geschoßen. Die drei regelmäßig angeordneten Fenster des Obergeschoßes ebenfalls mit Stabfaschenumrahmungen. Fassadenabschluss durch reich profiliertes Traufgesims. Datum der Unterschutzstellung: 24. April 1996 (Ensemble Steyrdorf) | BDA-Hist.: Q38073868 Status: Bescheid Stand der BDA-Liste: 2025-06-30 Name: Bürgerhaus GstNr.: .573 |
| ja    | Datei hochladen | Messererhaus mit Kapellennische HERIS-ID: 56883 Objekt-ID: 66500                                               | Mittere Gasse 11 Standort KG: Steyr                             | Straßenseitig eingeschoßiges traufständiges vierachsiges ehemaliges Messererhaus über T-förmigen Grundriss mit abschließendem Satteldach, im Kern aus dem 16. Jahrhundert stammend. Fassadengestaltung biedermeierlich nach Stadtbrand von 1842. Die Fenster seitlich von schmalen Faschen gerahmt, eine horizontale ebenfalls schmale Fasche durchgehend unter der Traufe. Im Sturzbereich über den Fenstern querrechteckiges Putzfeld. Fassadenabschluss durch Hohlkehle. An der zweigeschoßigen gartenseitigen Fassade wurden bei der Renovierung 2008 renaissancezeitliche Sgraffito, Eckquaderungen, Umrahmungen der Fenster, freigelegt, bzw. rekonstruiert. Die ehemalige straßenseitige, nun dreiachsige Einfriedungsmauer wurde der Fassade des Wohngebäudes angeglichen, dahinter befindet sich ein neuzeitlicher Zubau. Im Osten befindet sich eine Kapellennische mit rundbogiger Öffnung und schmiedeeisernem Gitter. Im Dreieckgiebel Darstellung zwei Engel die das Schweißtuch Christi halten. Datum der Unterschutzstellung: 24. April 1996 (Ensemble Steyrdorf) | BDA-Hist.: Q38073897 Status: Bescheid Stand der BDA-Liste: 2025-06-30 Name: Messererhaus mit Kapellennische GstNr.: .576 |
| ja    | Datei hochladen | Bürgerhaus HERIS-ID: 56884 Objekt-ID: 66502                                                                    | Mittere Gasse 12 Standort KG: Steyr                             | Kleines zweigeschoßiges traufständiges vierachsiges Biedermeierhäuschen mit abschließendem Satteldach, im Kern aus dem 16. Jahrhundert stammend. Betonung der Gebäudekanten durch vertikale Faschen, horizontale Fasche zwischen den Geschoßen. Erdgeschoß schuppengebändert. Sämtliche Fenster- und die Türöffnung stabfaschengerahmt. Links rechteckiges Hausportal mit Steingewände und Oberlicht, schmiedeeisernes Türblatt mit Rautenmotiv. Obergeschoß rieselverputzt, Fassadenabschluss durch reich profiliertes Traufgesims. Datum der Unterschutzstellung: 24. April 1996 (Ensemble Steyrdorf) | BDA-Hist.: Q38073907 Status: Bescheid Stand der BDA-Liste: 2025-06-30 Name: Bürgerhaus GstNr.: .574 |
| ja    | Datei hochladen | Bürgerhaus HERIS-ID: 56885 Objekt-ID: 66504                                                                    | Mittere Gasse 13 Standort KG: Steyr                             | Langgestrecktes eingeschoßiges achtachsiges traufständiges Wohn- und Handwerkerhaus mit abschließendem Satteldach, im Kern aus dem 16. Jahrhundert stammend. Heutiges Erscheinungsbild bestimmt durch den Wiederaufbau nach dem Stadtbrand von 1842. Äußerst schlichte schmucklose glatt verputzte Fassade. Bis auf das die Fassade abschließende reich profilierte Traufgesimse keine weiteren Fassadengliederungen. Die kleinformatigen Fensteröffnungen ohne entsprechende Umrahmungen, hingegen mit schmiedeeisernen Fensterläden mit rautenförmigen Motiven und mittigen Rosetten. In der zweiten Achse von links eckige Toranlage mit zwei hölzernen Torflügeln. In der dritten Achse von rechts Hausportal mit steinernem Gewände und schmiedeeisernem Türblatt. Gartenseitig zweigeschoßig mit mehreren Anbauten. Datum der Unterschutzstellung: 24. April 1996 (Ensemble Steyrdorf) | BDA-Hist.: Q38073917 Status: Bescheid Stand der BDA-Liste: 2025-06-30 Name: Bürgerhaus GstNr.: .580 |
| ja    | Datei hochladen | Bürgerhaus HERIS-ID: 56886 Objekt-ID: 66506                                                                    | Mittere Gasse 14 Standort KG: Steyr                             | Zweigeschoßiges vierachsiges traufständiges ehemaliges Wohn- und Handwerkerhaus über hakenförmigen Grundriss, im Kern aus dem 16. Jahrhundert stammend, Fassadengestaltung nach Stadtbrand 1842. Betonung der Gebäudekanten durch vertikale Faschen, horizontale Fasche zwischen den Geschoßen sowie unter dem reich profilierten Traufgesims. Regelmäßige Achsaufteilung. Im Erdgeschoß rechts rechteckiges Portal. Über dem Sturz Reste des ursprünglichen biedermeierlichen Steingewändes erhalten. Die Fenster mit breiter genuteter Umrahmung. Im Erdgeschoß im Sturzbereich mittig situierte Keilsteine, im Obergeschoß im Parapetbereich rieselverputzte Felder mit abgerundeten Ecken. Abschließendes Satteldach mit einer giebelständigen gemauerten Gaupe. Datum der Unterschutzstellung: 24. April 1996 (Ensemble Steyrdorf) | BDA-Hist.: Q38073928 Status: Bescheid Stand der BDA-Liste: 2025-06-30 Name: Bürgerhaus GstNr.: .577 |
| ja    | Datei hochladen | Bürgerhaus HERIS-ID: 56887 Objekt-ID: 66507                                                                    | Mittere Gasse 15 Standort KG: Steyr                             | Schlichtes eingeschoßiges siebenachsiges traufständiges ehemaliges Wohn- und Handwerkerhaus mit abschließendem Satteldach, im Kern wohl aus dem Spätmittelalter stammend. Die Fassade rezent abfassadiert, glatt verputzt. Die Fenster- und Türöffnungen lediglich mit schlichten Umrahmung. In der zweiten Achse von rechts rechteckiges Hausportal. Fassadenabschluss durch eckiges Traufgesims. Die giebelständige Fassade zur Zachhubergasse öffnungslos ausgeführt. Datum der Unterschutzstellung: 24. April 1996 (Ensemble Steyrdorf) | BDA-Hist.: Q38073937 Status: Bescheid Stand der BDA-Liste: 2025-06-30 Name: Bürgerhaus GstNr.: .581/1 |
| ja    | Datei hochladen | Bürgerhaus HERIS-ID: 44972 Objekt-ID: 45867                                                                    | Mittere Gasse 16 Standort KG: Steyr                             | Zweigeschoßiges traufständiges siebenachsiges Bürgerhaus, heutiges Erscheinungsbild nach Wiederaufbau nach Stadtbrand von 1842 geprägt. Einheitlich durch Stege und eingetiefte Rieselputzquader rustizierte Fassade. Die Seitenachsen werden durch ebenso gequaderte Riesenlisenen hervorgehoben. Im Erdgeschoß mittiger Portalrisalit mit geradem Abschluss und Rundbogenportal in Scheinrustikaeinfassung. Überhohe Fensteröffnungen mit schlichten Umrahmungen, die Fenster des Erdgeschoßes mit biedermeierlichen Fenstergittern. Fassadenabschluss durch reich profiliertes Kranzgesims, darüber Satteldach. Datum der Unterschutzstellung: 13. März 1986 (Ensemble Steyrdorf) | BDA-Hist.: Q38012302 Status: Bescheid Stand der BDA-Liste: 2025-06-30 Name: Bürgerhaus GstNr.: .578 |
| ja    | Datei hochladen | Kolpinghaus HERIS-ID: 44973 Objekt-ID: 45868                                                                   | Mittere Gasse 17–19 Standort KG: Steyr                          | Kolpinghaus, 1888 errichtet bzw. Haus Mittere Gasse 17 umgebaut. Objekt Mittere Gasse 17: Dreigeschoßiges Eckhaus an der Kreuzung Mittere Gasse – Zachhubergasse. Fassade Mittere Gasse zweiachsig. Profiliertes Kordon- und Parapetgesimse in den Obergeschoßen gliedern die Fassade vertikal, durch Lisenen an den Gebäudeenden horizontal. Erdgeschoßfenster mit Putzquaderumrahmung, Fenster des ersten Obergeschoßes mit schlichter Umrahmung, gerade stark profilierte Verdachung, diese konsolartig nach unten erweitert, Parapetfelder zwischen den Gesimsen. Fenster des zweiten Obergeschoßes schlichter umrahmt. Dekorlose Fassade zur Zachhubergasse, diese drei- bzw. dreieinhalbgeschoßig mit fünf unregelmäßigen Fensterachsen. Objekt Mittere Gasse 19: Zweigeschoßiger repräsentativer Bau in zum Teil gotisierenden Stilformen, gleicher Aufbau der Fassaden an der Mittleren Gasse und der Westfassade, jeweils siebenachsig. Mittelachse an der Mittleren Gasse durch Giebel und Figurennische betont. Erdgeschoßfenster mit Putzquaderrahmung. Reich profiliertes Kordon- und Parapetgesims. Obergeschoßfenster mit geraden, reich profilierten Verdachungen, die konsolartig nach unten erweitert sind. Im Attikabereich Dachluckenfenster. Abschließend reich profiliertes Kranzgesims. Die Gebäudekanten, sowie die Mittelachse in der Mittleren Gasse durch vertikale Putzquaderung betont. Datum der Unterschutzstellung: 13. März 1986 (Ensemble Steyrdorf) | BDA-Hist.: Q38012313 Status: Bescheid Stand der BDA-Liste: 2025-06-30 Name: Kolpinghaus GstNr.: .585, .586 Steyr Kolpinghaus |
| ja    | Datei hochladen | Bürgerhaus HERIS-ID: 56888 Objekt-ID: 66508                                                                    | Mittere Gasse 18 Standort KG: Steyr                             | Kleines zweigeschoßiges vierachsiges traufständiges Biedermeierhaus über hakenförmigen Grundriss und mit abschließendem Satteldach, im Kern aus dem 16. Jahrhundert stammend. Fassadengestaltung nach Stadtbrand 1842. Betonung der Gebäudekanten durch vertikale Faschen. Das Erdgeschoß schuppengebändert, rechts eckiges Hausportal mit schlichtem Steingewände, Oberlicht mit geschwungenem Schmiedeeisengitter. Schmiedeeisernes Türblatt mit Rautenmotiv. Die Fenster mit schlichter Faschenumrahmung. Zwischen den Geschoßen zart profiliertes Kordongesims. Die Fenster des Obergeschoßes mit Stabumrahmungen. Fassadenabschluss durch profiliertes Traufgesims. Datum der Unterschutzstellung: 24. April 1996 (Ensemble Steyrdorf) | BDA-Hist.: Q38073947 Status: Bescheid Stand der BDA-Liste: 2025-06-30 Name: Bürgerhaus GstNr.: .582 |
| ja    | Datei hochladen | Bürgerhaus HERIS-ID: 56889 Objekt-ID: 66509                                                                    | Mittere Gasse 20 Standort KG: Steyr                             | Zweigeschoßiges zur Mittleren Gasse hin traufständiges Eckhaus mit biedermeierlicher Fassadengestaltung und Grabendach, im Kern aus dem 18. Jahrhundert stammend. An den beiden Schauseiten grundsätzlich gleicher Fassadenaufbau. Das Erdgeschoß ist glatt verputzt, das Ober- sowie das Giebelgeschoß sind rieselverputzt, Betonung der Gebäudekanten durch vertikale Faschen. Zart profiliertes Kordongesims zwischen Erd- und Obergeschoß. Die Fenster mit Ausnahme des Giebelgeschoßes mit Stabfaschenumrahmungen, deren Ecken nach innen hin eine Abrundung aufweisen. Fassade Mittere Gasse mit drei unregelmäßig angeordneten Achsen. Die Erdgeschoßfenster mit Holzläden. Rechts schlichtes Portalgewände mit vergitterter Oberlichte und biedermeierlichem Türblatt. Geschwungenes schmiedeeisernes Blechvordach. Fassadenabschluss durch reich profiliertes Traufgesims. Fassade Zachhubergasse mit fünf symmetrisch angeordneten Fensterachsen. Horizontale Fasche zum dreiachsigen mächtigen rundbogig abschließendem Giebelgeschoß Datum der Unterschutzstellung: 24. April 1996 (Ensemble Steyrdorf) | BDA-Hist.: Q38073957 Status: Bescheid Stand der BDA-Liste: 2025-06-30 Name: Bürgerhaus GstNr.: .583 |
| ja    | Datei hochladen | Bürgerhaus HERIS-ID: 56890 Objekt-ID: 66510                                                                    | Mittere Gasse 21, 23 Standort KG: Steyr                         | Freistehendes zweigeschoßiges, um 1860 errichtetes Wohnhaus, mit abschließendem Walmdach. Fassade Mittere Gasse neunachsig, Erdgeschoß im Putz gequadert. In der vierten Achse von rechts segmentbogiges steinernes Hausportal, die Fensterfaschen im Sturzbereich segmentbogig ausgeführt. Schlichtes Kordongesims zwischen den Geschoßen. Obergeschoß glatt verputzt, die Fenster mit Stabfaschenumrahmungen, nach oben hin segmentbogig abschließend. Fassadenabschluss durch profiliertes Traufgesims. Die beiden je dreiachsigen Querfassaden glatt verputzt bei sonst gleichem Fassadenaufbau. Hofseitig zweigeschoßiger zweiachsiger mit zwei Achsen in den Hofraum vorspringender Anbau. Im Westen eingeschoßiger aus der Barockzeit stammender vierachsiger Flügel mit abschließendem Satteldach. Datum der Unterschutzstellung: 24. April 1996 (Ensemble Steyrdorf) | BDA-Hist.: Q38073967 Status: Bescheid Stand der BDA-Liste: 2025-06-30 Name: Bürgerhaus GstNr.: .914/2 |
| ja    | Datei hochladen | Bürgerhaus HERIS-ID: 52609 Objekt-ID: 59870                                                                    | Mittere Gasse 22 Standort KG: Steyr                             | Zweigeschoßiges traufständiges Eckhaus mit unregelmäßiger Achsaufteilung und abschließendem Walmdach aus der zweiten Hälfte des 18. Jahrhunderts stammend. Die beiden Fassaden an der Mittleren und der Zachhubergasse grundsätzlich gleich aufgebaut. Das Erdgeschoß ist genutet, die Fenster weisen eine Stabfaschenumrahmung auf. Horizontale Fasche zwischen den Geschoßen. Obergeschoß rieselverputzt, Betonung der Gebäudekanten durch vertikale Faschen, die Fenster mit Stabfaschenumrahmungen. Fassadenabschluss durch reich profiliertes Traufgesims. Fassade Mittere Gasse siebenachsig, in der äußerst linken Achse im Erdgeschoß Segmentbogenportal mit steinernem Gewände und zweiflügeligem Holztor. Fassade Zachhubergasse achtachsig. Datum der Unterschutzstellung: 24. April 1996 (Ensemble Steyrdorf) | BDA-Hist.: Q38052903 Status: Bescheid Stand der BDA-Liste: 2025-06-30 Name: Bürgerhaus GstNr.: .584 |
| ja    | Datei hochladen | Bürgerhaus HERIS-ID: 44974 Objekt-ID: 45869                                                                    | Mittere Gasse 23 Standort KG: Steyr                             | Monumentales dreigeschoßiges ehemaliges Betriebsgebäude der Steyrer Waffenfabrik, um 1880 im Stil der Werndlschen Betriebsgebäude errichtet. Fassade Mittere Gasse neunachsig, glatt verputzt. Segmentbogige Öffnungen in den beiden unteren Geschoßen. Über den Fenstern des Erdgeschoßes stichbogige Gesimsbandstücke. Über den Fenstern des ersten Obergeschoßes segmentbogige Gesimsbandstücke konsolartig nach unten erweitert. Im zweiten Obergeschoß eckige Fensteröffnungen mit gotisierenden Fensterbekrönungen. Abschließend reich profiliertes Kranzgesims. Die Mittelachse durch leicht vorkragenden Erker, der über alle Geschoße reicht und in einem Giebel mit Bogenreihe endet, akzentuiert. Hier auch reicherer Fassadendekor durch vertikale Putzbänder. Datum der Unterschutzstellung: 13. März 1986 (Ensemble Steyrdorf) | BDA-Hist.: Q38012324 Status: Bescheid Stand der BDA-Liste: 2025-06-30 Name: Bürgerhaus GstNr.: .914/2 |
| ja    | Datei hochladen | Bürgerhaus HERIS-ID: 56891 Objekt-ID: 66511                                                                    | Mittere Gasse 24 Standort KG: Steyr                             | Kleines zweigeschoßiges traufständiges dreiachsiges ehemaliges Wohn- und Handwerkerhaus mit abschließendem Satteldach, nach Stadtbrand von 1842 biedermeierlich wieder errichtet. Erdgeschoß biedermeierlich, genutet, rechts steinernes genutetes Rechteckportal mit schlichter Oberlichte, bezeichnet „1842“. Die beiden Fenster ebenfalls mit genuteten Steingewänden. Zwischen den Geschoßen doppeltes Kordongesims. Obergeschoß um 1860/70 neugestaltet. Betonung der Gebäudekanten durch vertikale Faschen. Historisierende Fensterumrahmungen aus Sohlbänken, Stäben und geraden Fensterverdachungen. Fassadenabschluss durch reich profiliertes Traufgesims mit daruntersituiertem Zahnschnittfries. Datum der Unterschutzstellung: 24. April 1996 (Ensemble Steyrdorf) | BDA-Hist.: Q38073976 Status: Bescheid Stand der BDA-Liste: 2025-06-30 Name: Bürgerhaus GstNr.: .587 |
| ja    | Datei hochladen | Bürgerhaus HERIS-ID: 56892 Objekt-ID: 66512                                                                    | Mittere Gasse 26 Standort KG: Steyr                             | Zweigeschoßiges vierachsiges ehemaliges Wohn- und Handwerkerhaus mit abschließendem Satteldach, im Kern aus dem 16. Jahrhundert stammend. Nach Stadtbrand 1842 biedermeierlich verändert, Fassade heute reduziert. Äußerst schlichte Fassadengestaltung, glatt verputzte Fassade, lediglich die Fenster weisen Stabfaschenumrahmungen auf. Das Erdgeschoß fünfachsig, in der zweiten Achse von rechts rechteckiges Hausportal. Fassadenabschluss durch reich profiliertes biedermeierliches Traufgesims. Datum der Unterschutzstellung: 24. April 1996 (Ensemble Steyrdorf) | BDA-Hist.: Q38073985 Status: Bescheid Stand der BDA-Liste: 2025-06-30 Name: Bürgerhaus GstNr.: .588/1 |
| ja    | Datei hochladen | Bürgerhaus HERIS-ID: 56893 Objekt-ID: 66513                                                                    | Mittere Gasse 28 Standort KG: Steyr                             | Zweigeschoßiges vierachsiges ehemaliges Wohn- und Handwerkerhaus mit abschließendem Satteldach, im Kern aus dem 16. Jahrhundert stammend. Nach Stadtbrand 1842 biedermeierlicher Wiederaufbau, Fassade heute reduziert. Glatt verputzte Fassade ohne weitere Fassadengliederungselemente, lediglich die Fensteröffnungen weisen Faschenumrahmungen auf. Das Erdgeschoß fünfachsig, in der zweiten Achse von links rechteckiges faschengerahmtes Hausportal. Fassadenabschluss durch profiliertes biedermeierliches Traufgesims. Datum der Unterschutzstellung: 24. April 1996 (Ensemble Steyrdorf) | BDA-Hist.: Q38073995 Status: Bescheid Stand der BDA-Liste: 2025-06-30 Name: Bürgerhaus GstNr.: .589 |
| ja    | Datei hochladen | Bürgerhaus HERIS-ID: 56894seit 2024                                                                            | Mittere Gasse 30 Standort KG: Steyr                             | Das zweigeschoßige traufständige vierachsige Biedermeierhaus weist im Obergeschoß historisierende Fensterumrahmungen mit Parapetplatten auf. Datum der Unterschutzstellung: 23.10.2023. Die Unterschutzstellung bezieht sich auf die Außenerscheinung des Hauptgebäudes (Ensemble Steyrdorf) | BDA-Hist.: Q126122369 Status: Bescheid Stand der BDA-Liste: 2025-06-30 Name: Bürgerhaus GstNr.: .590 |
| ja    | Datei hochladen | Bürgerhaus, Handwerkerhaus HERIS-ID: 44975seit 2024                                                            | Mittere Gasse 32 Standort KG: Steyr                             | Das zweigeschoßige traufständiges siebenachsiges Wohn- und Handwerkerhaus, im Kern aus dem 16. Jh. stammend, hat eine Biedermeierfassade. Es weist Fensterfaschen im Erdgeschoß, ein Kordonband, Obergeschoßfenster in rundbogigen Blandarkadenausnehmungen mit Rautenmotiven in den Parapetfeldern und Tympana, sowie ein profiliertes Traufgesims auf. Die schlichten Portalgewände haben eine vergitterte Oberlichte und giebelförmige Stürze, die Biedermeiertürblätter sind eisenbeschlagen. Datum der Unterschutzstellung: 23.10.2023. Die Unterschutzstellung bezieht sich auf die Außenerscheinung des Hauptgebäudes (Ensemble Steyrdorf) | BDA-Hist.: Q126122370 Status: Bescheid Stand der BDA-Liste: 2025-06-30 Name: Bürgerhaus, Handwerkerhaus GstNr.: .591 |
| ja    | Datei hochladen | Bäuerliche Hofanlage HERIS-ID: 56895seit 2024                                                                  | Mittere Gasse 34, 36 Standort KG: Steyr                         | Langgestreckter Gebäudekomplex bestehend aus den Gebäuden Mittere Gasse 34 und 36 Mittere Gasse 34: Das zweigeschoßige traufständige fünfachsige Haus stammt im Kern aus dem 16. Jh. Das Erdgeschoß ist genutet. Das Obergeschoß wird durch Lisenen gegliedert, gebäudemittig befindet sich ein Votivbild (Sonntagberger Gnadenstuhl). Sämtliche Fenster weisen eine Stabfaschenumrahmung auf. Mittere Gasse 36: Das zweigeschoßige traufständige fünfachsiges bäuerliches Wohnhaus stammt aus der Mitte des 19. Jahrhunderts. Das Erdgeschoß ist putzgequadert, rechts befindet sich ein zweiflügeliges segmentbogiges Hoftor mit Steingewände. Sämtliche Fenster haben Stabfaschenumrahmungen. Das Obergeschoß ist glatt verputzt und faschengerahmt. Datum der Unterschutzstellung: 23.10.2023. Die Unterschutzstellung bezieht sich auf die Außenerscheinung des Gebäudes (Ensemble Steyrdorf) | BDA-Hist.: Q126122371 Status: Bescheid Stand der BDA-Liste: 2025-06-30 Name: Bäuerliche Hofanlage GstNr.: .593, .592 |
| ja    | Datei hochladen | Bürgerhaus HERIS-ID: 56896 Objekt-ID: 66516                                                                    | Mittere Gasse 38 Standort KG: Steyr                             | Zweigeschoßiges traufständiges ursprünglich fünfachsiges ehemaliges Wohn- und Handwerkerhaus mit abschließendem Satteldach, später um eine Achse nach Westen verlängert. Schlichte rezente durchgehende Rieselputzfassade, die noch Ansätze der ursprünglichen Fassadengestaltung, wie Kordonfasche zwischen den Geschoßen, vertikale Faschen im Obergeschoß an den Gebäudeenden erkennen lässt. In der dritten Achse von rechts rechteckiges steinernes mit „1845“ bezeichnetes Hausportal mit Stabfaschenumrahmung und Oberlichte. Die Fenster ohne Umrahmungen. In der äußerst linken Achse Garagentor mit Oberlichte. Die sechs Fensteröffnungen des Obergeschoßes mit Stabfaschenumrahmungen, Fassadenabschluss durch schlichte Hohlkehle. Datum der Unterschutzstellung: 24. April 1996 (Ensemble Steyrdorf) | BDA-Hist.: Q38074006 Status: Bescheid Stand der BDA-Liste: 2025-06-30 Name: Bürgerhaus GstNr.: .595 |
| ja    | Datei hochladen | Bürgerhaus HERIS-ID: 56897 Objekt-ID: 66517                                                                    | Mittere Gasse 40 Standort KG: Steyr                             | Zweigeschoßiges traufständiges siebenachsiges ehemaliges Wohn- und Handwerkerhaus mit abschließendem Satteldach, aus dem 2. Viertel des 19. Jahrhunderts stammend. Fassade erneuert, schlicht, ohne weitere Fassadengliederungselemente. Lediglich die Fenster sowie das mittig situierte rechteckige Hausportal weisen einfache farbige Umrahmungen auf. Das reich profilierte, die Fassade abschließende Traufgesims stammt aus dem 19. Jahrhundert. Datum der Unterschutzstellung: 24. April 1996 (Ensemble Steyrdorf) | BDA-Hist.: Q38074015 Status: Bescheid Stand der BDA-Liste: 2025-06-30 Name: Bürgerhaus GstNr.: .596 |
| ja    | Datei hochladen | Bürgerhaus, Handwerkerhaus HERIS-ID: 44976 Objekt-ID: 45871                                                    | Mittere Gasse 42 Standort KG: Steyr                             | Langgestrecktes zweigeschoßiges Eck-, Wohn- und Handwerkerhaus im Kreuzungsbereich Mittere Gasse – Wieserfeldplatz, im Kern aus dem 16. Jahrhundert stammend. Spätklassizistische Fassadengestaltung nach Stadtbrand 1842. Fassade zur Mittleren Gasse mit acht unregelmäßigen Fensterachsen, durch Eckfaschen und Kordonband gegliedert. Im Erdgeschoß Jalousienbänderung, schlichtes Steinportal mit Oberlichte in der vierten Achse von rechts. Im rieselverputzten Obergeschoß rasterförmige Hervorhebung der Fensterachsen mittels vertikaler Faschen. Abschließend reich profiliertes Kranzgesims. Die zweiachsige Querfassade des Hauptgebäudes in der Formensprache gleich der Längsfassade ausgeführt. Einachsiges Giebelgeschoß und Krüppelwalmdach. Der zweigeschoßige, dem geknickten Straßenverlauf folgende Hoftrakt im 19. Jahrhundert errichtet. Mächtiger Schlot der ehemaligen Schmiede. Datum der Unterschutzstellung: 13. März 1986 (Ensemble Steyrdorf) | BDA-Hist.: Q38012334 Status: Bescheid Stand der BDA-Liste: 2025-06-30 Name: Bürgerhaus, Handwerkerhaus GstNr.: .598 |
| ja    | Datei hochladen | Arbeitersiedlung Neustraße HERIS-ID: 110175 Objekt-ID: 127834seit 2020                                         | Neustraße 1-20 Standort KG: Steyr                               | Teil von „Die patriarchale Industriedenkmalanlage von Josef Werndl und der Österreichischen Waffenfabriksgesellschaft 1870 bis 1920/21“ Die Arbeitersiedlung in der Neustraße wurde 1889 durch die Österreichische Waffenfabriksgesellschaft errichtet. Es handelt sich um jeweils zweigeschoßige, siebenachsige Gebäude mit Satteldach, angeordnet in zwei Reihen zu je 10 Häusern, beidseits der Neustraße. An den Rückseiten gibt es nur fünf Fensterachsen. Vor und hinter den Häusern waren die ehemaligen Nutzgärten situiert die sich als Grünraum erhalten haben. Aufgrund des ansteigenden Niveaus kommt es zu einer leichten Staffelung der Bauten. Die Fassaden sind schlichter als die früheren Arbeitersiedlungen der Waffenfabrik ausgeführt. Mittig befinden sich faschengerahmte schlichte Rechteckportale mit tief in der Leibung sitzenden, gefelderten Türen die über zwei Stufen erreicht werden. Die Fassaden werden durch ein zartes geschoßtrennendes Zwischen- und ein schlichtes Traufgesims betont. Bei den Fassaden der westlichen Häuser (Neustraße 1, 3, 5, 7, 9, 11, 13, 15, 17, 19) sind die Fensterfaschen bis zur Sockelzone heruntergezogen und die Spiegelfläche mit Rieselputz betont. Die Fenster im ersten Obergeschoß weisen eine Umrahmung bestehend aus Faschen, Sohlbank und gerader Verdachung auf. Die Giebelfassaden (Neustraße 1, 2, 19, 20) besitzen im ersten Obergeschoß zwei Blindfenster, deren Umrahmung gleichgestaltet jener der Fenster der Obergeschoße ausgeführt ist. Im Giebelbereich befinden sich zwei kleine Belichtungsöffnungen. Die Fassaden der östlichen Häuser (Neustraße 2, 4, 6, 8, 10, 12, 14, 16, 18, 20) sind schlichter ausgeführt. Die Fenster der Erd- und der Obergeschoße weisen lediglich eine schlichte Umrahmung auf, hingegen wurde das Traufgesims aufwendiger ausgeführt. Die Blindfenster der Giebelfassaden dieser Häuserzeile (Neustraße 2) weisen ebenfalls die schlichte Umrahmung auf. Zur Neustraße hin haben bauzeitliche unterschiedlich ausgeführte Türen erhalten. Die kleinen rückwärtigen Türen sind zum Teil ebenfalls noch original erhalten. Im Inneren haben sich die Eingangssituationen mit Stiegenhaus und die Dachstühle weitestgehend erhalten. Die Unterschutzstellung bezieht sich auf die Außenerscheinung einschließlich der Grünflächen der ehem. Nutzgärten vor und hinter den Häusern, im Inneren auf die Erschließungsbereiche, die Stiegenhäuser und die Dachkonstruktionen. Datum der Unterschutzstellung: 18. Juni 2019 | BDA-Hist.: Q105646781 Status: Bescheid Stand der BDA-Liste: 2025-06-30 Name: Arbeitersiedlung Neustraße GstNr.: .1218, 725/22, 725/23, .1220, 721/22, 721/23, .1221, 721/21, 721/20, .1222, 721/18, 721/19, .1223, 721/16, 721/17, .1224, 721/14, 721/15, .1225, 721/12, 721/13, .1226, 721/10, 721/11, .1227, 721/8, 721/9, .1228, 721/6, 721/7, .1229, 721/4, 721/5, .1230, 725/4, 725/5, .1231, 725/6, 725/7, .1232, 725/8, 725/9, .1233, 725/10, 725/11, .1234, 725/12, 725/13, .1235, 725/14, 725/15, .1236, 725/16, 725/17, .1237, 725/18, 725/19, .1238, 725/20, 725/21 Arbeitersiedlung Neustraße, Steyr |
| ja    | Datei hochladen | Bürgerhaus HERIS-ID: 46614 Objekt-ID: 48733                                                                    | Ölberggasse 2 Standort KG: Steyr                                | Wohnhaus an der Einmündung der Ölberggasse in die Berggasse, auf zur Berggasse hin stark ansteigender Parzelle errichtet, im Kern aus dem 16./17. Jahrhundert stammend. Aufgrund der ansteigenden Parzelle wechselnde Geschoßzahl, zur Ölberggasse zwei- bzw. dreigeschoßig. Fünf unregelmäßige Fensterachsen, schlichte Fassadengestaltung. Glatt verputzt, die Fensteröffnungen mit genuteten Umrahmungen. Im Erdgeschoß links Rechteckportal mit Steingewände mit vergitterter Oberlichte, vierfeldriges Türblatt aus dem späten 19. Jahrhundert, zwei Erdgeschoßfenster mit Eisenläden. Rechts befindet sich eine weitere rechteckige Türöffnung. An der Schmalseite ein über eine einläufige Außentreppe erreichbares Rechteckportal. Berggassenseitig eingeschoßig, hier an die zinnenbekrönte Burgmauer angebaut. Geschäftsportal und Schaufenster rezent. Datum der Unterschutzstellung: 18. Jänner 1996 | BDA-Hist.: Q38022897 Status: Bescheid Stand der BDA-Liste: 2025-06-30 Name: Bürgerhaus GstNr.: .146/2, .146/3 Bürgerhaus, Ölberggasse 2, Steyr |
| ja    | Datei hochladen | Bürgerhaus HERIS-ID: 46613 Objekt-ID: 48732                                                                    | Ölberggasse 4 Standort KG: Steyr                                | Dreigeschoßiges dreiachsiges giebelständiges Bürgerhaus auf zur Berggasse hin stark ansteigender Parzelle, im Kern aus dem 16./17. Jahrhundert stammend. 2008 um ein Geschoß erhöht. Berggassenseitig an die ehemalige Burgmauer angebaut. Das Gebäude springt in der Ölberggasse rechts leicht in die Gasse vor. Im Erdgeschoß links über mehrere Stufen erreichbares Rechteckportal mit zweiflügeligem Türblatt mit Füllungen und Löwenköpfen vom Ende des 19. Jahrhunderts. Schlichte gemalte Fassadengestaltung, Betonung der Gebäudeecken durch Quader, horizontale Fasche zwischen erstem und zweitem Obergeschoß, gemalte Umrahmungen der Fenster. Zweiachsiges Giebelgeschoß, Gebäudeabschluss durch Satteldach. Datum der Unterschutzstellung: 18. Jänner 1996 | BDA-Hist.: Q38022887 Status: Bescheid Stand der BDA-Liste: 2025-06-30 Name: Bürgerhaus GstNr.: .146/1 |
| ja    | Datei hochladen | Bürgerhaus HERIS-ID: 40660 Objekt-ID: 40652                                                                    | Ölberggasse 6 Standort KG: Steyr                                | Viergeschoßiges dreiachsiges giebelständiges Bürgerhaus, im Kern aus der Spätgotik stammend, im 20. Jahrhundert um ein Geschoß erhöht. Im Erdgeschoß links steinernes Korbbogenportal mit der Bezeichnung „NRO IHS 125“ mit historistischer kassettierter Eingangstür mit Hand als Türklopfer. Rechts Fensteröffnung mit gerautetem Schmiedeeisenkorb mit Mittelring aus der Zeit um 1600. Sgraffitodekoration aus dem 2. Viertel des 17. Jahrhunderts. Betonung der Gebäudekanten durch Eckquaderungen, zwischen Erd- und erstem sowie zwischen zweitem und drittem Obergeschoß horizontale Ornamentbänder. Die Fenster der ersten beiden Obergeschoße mit sgraffierten Architekturumrahmungen. Das dritte Obergeschoß sowie das einachsige Giebelgeschoß glatt verputzt. Abschließendes Satteldach. Datum der Unterschutzstellung: 23. November 1990 | BDA-Hist.: Q37995664 Status: Bescheid Stand der BDA-Liste: 2025-06-30 Name: Bürgerhaus GstNr.: .145 |
| ja    | Datei hochladen | Bürgerhaus HERIS-ID: 40661 Objekt-ID: 40653                                                                    | Ölberggasse 8 Standort KG: Steyr                                | Viergeschoßiges, zur Ölberggasse vierachsiges, im Kern aus der Spätgotik stammendes bis an die Berggasse reichendes Bürgerhaus mit abschließendem Krüppelwalmdach. Die in barocken Formen des 18. Jahrhunderts gestaltete Fassade ist nur im Erd- und im ersten Obergeschoß original erhalten. Bei der im 4. Viertel des 20. Jahrhunderts erfolgten Sanierung des Gebäudes wurde die Fassadengestaltung auch in den beiden abschließenden Geschoßen übernommen. Genutetes Erdgeschoß, die Fenster mit genuteten Fensterumrahmungen mit mittigen Keilsteinen. Rechts spätgotisches schulterbogenförmiges Portal aus Konglomerat mit eisenvergitterter trapezförmiger Oberlichte. Obergeschoß in diesem Bereich leicht vorkragend, ruhend auf zwei Segmentbogenunterzügen die auf einer Konsole und einem Pfeiler ansetzen. Das Kordongesims wird durch ein geschwungenes, barockes Haussegensbild unterbrochen. Die darüberliegenden Geschoße werden durch Lisenen gegliedert. Die Fenster weisen geschwungene Umrahmungen mit Voluten- und mittigem Bandwerkmotiven auf. Die schmiedeeisernen Körbe aus der 1. Hälfte des 17. Jahrhunderts sekundär verwendet. Die fünfachsige Südfassade stark durch den Umbau geprägt, Dachgeschoßausbau. Datum der Unterschutzstellung: 11. Dezember 1990 | BDA-Hist.: Q37995674 Status: Bescheid Stand der BDA-Liste: 2025-06-30 Name: Bürgerhaus GstNr.: .143 Steyr Ölberggasse 8 |
| ja    | Datei hochladen | Brunnen HERIS-ID: 108154 Objekt-ID: 125564                                                                     | neben Ölberggasse 8 Standort KG: Steyr                          | Eckige Brunnenanlage aus dem 19. Jahrhundert, unterhalb der Berggasse an der Ölberggasse situiert. Eckiges steinernes Brunnenbecken mit schlichter Profilierung. Mittig im Becken erhebt sich ein eckiger abgestufter Pfeiler der mit einem profilierten Zeltdach mit abschließender Steinkugel endet. Wasseraustritt über Metallrohre an allen vier Seiten des Pfeilers. Datum der Unterschutzstellung: 31. Dezember 2009 Der frühere Standort lag beim Bruderhaus in der Sierninger Straße. Der heutige Ort, das Gelände der ehemaligen Fleischbänke bei der Stadtmauer, wurde 1980 als Erholungsanlage neu gestaltet. | BDA-Hist.: Q37812166 Status: § 2a Stand der BDA-Liste: 2025-06-30 Name: Brunnen GstNr.: .142/1 Steyr Ölberggasse Brunnen |
| ja    | Datei hochladen | Bürgerhaus, Handwerker- u. Lagerhaus HERIS-ID: 45110 Objekt-ID: 46008                                          | Ortskai 4 Standort KG: Steyr                                    | Dreigeschoßiges, an der Enns situiertes Handwerker- und Lagerhaus, im Kern aus dem 15. Jahrhundert stammend, um 1900 aufgestockt und verändert. Fassade aus der Zeit um 1500, fünfachsig, mit übergiebeltem Mittelerker. Die ersten beiden Geschoße in Stein gemauert, das dritte Geschoß in Holz. In den beiden Seitenteilen des Erdgeschoßes je zwei ungleich große spitzbogige Fensteröffnungen in abgefasten Gewänden. In der Mittelachse Spitzbogentür, darüber Flacherker auf zwei profilierten abgefasten Konsolen, die miteinander durch einen Bogen verbunden sind. Die Fenster des ersten Obergeschoßes mit spätgotisch profilierter Steinrahmung, Hohlkehle und Stabwerk, und mit vorkragenden Sohlbänken. Am Erker dreiteiliges Fenster mit erhaltenen Kreuzstöcken und drei Sohlbänken. Um die Steinrahmung glatte, mit Rötelleiste eingefasste Putzfaschen. Fenster des zweiten Obergeschoßes aus der Zeit um 1900. Abschließendes Satteldach. Datum der Unterschutzstellung: 13. März 1986 (Ensemble Steyrdorf) | BDA-Hist.: Q38013347 Status: Bescheid Stand der BDA-Liste: 2025-06-30 Name: Bürgerhaus, Handwerker- u. Lagerhaus GstNr.: .324 Handwerkerhaus Ortskai 4, Steyr |
| ja    | Datei hochladen | Bürgerhaus, Handwerkerhaus HERIS-ID: 44977 Objekt-ID: 45872                                                    | Ortskai 5 Standort KG: Steyr                                    | An der Enns gelegenes dreigeschoßiges zweiachsiges giebelständiges Wohn- und Handwerkerhaus, im Kern aus dem 17. Jahrhundert stammend. Die Faschengliederung des Gebäudes, Betonung der Gebäudekanten, sowie die Faschen zwischen den Geschoßen stammen aus dem 18. Jahrhundert. Im späten 19. Jahrhundert Neufassadierung: Fenster des Erdgeschoßes mit schlichter Umrahmung, des ersten Obergeschoßes mit Umrahmung, Parapet- und Sturzfeldern sowie gerader Verdachung. Fenster des zweiten Obergeschoßes Umrahmung mit Keilstein und Parapetfeld. Reich gegliederter Giebelaufsatz in Neurenaissancestilformen mit mittig situierter rundbogiger Fensteröffnung. Lediglich die südlichen Fenster der Westfassade gleich jenen der Hauptfassade ausgeführt. Mauer mit vergittertem Tor zum Objekt Ortskai 4. Hochwassermarken und abschließendes Satteldach. Datum der Unterschutzstellung: 13. März 1986 (Ensemble Steyrdorf) | BDA-Hist.: Q38012345 Status: Bescheid Stand der BDA-Liste: 2025-06-30 Name: Bürgerhaus, Handwerkerhaus GstNr.: .325/1 |
| ja BW | Datei hochladen | Bürgerhaus, Handwerker- u. Lagerhaus HERIS-ID: 44978 Objekt-ID: 45873                                          | Ortskai 7 Standort KG: Steyr                                    | An der Enns situiertes ehemaliges Handwerker- und Lagerhaus, im Kern aus dem 16. Jahrhundert stammend, im 20. Jahrhundert verändert. 2011/12 Generalumbau bzw. Sanierung. Viergeschoßiger dreiachsiger Hauptbau mit einem im Osten situierten zweigeschoßigen einachsigen Anbau. Schlichte Fassade durch Vertikal- und Horizontalfaschen aus dem frühen 19. Jahrhundert gegliedert. Fenster mit einfachen Umrahmungen. Im Erdgeschoß des Anbaues Stiegendurchgang über quadratischem Grundriss mit Kreuzgratgewölbe. Hier befindet sich der aus einem spätgotischen Schulterbogenportal bestehende Hauseingang. Abschließendes Walmdach. Datum der Unterschutzstellung: 13. März 1986 (Ensemble Steyrdorf) | BDA-Hist.: Q38012355 Status: Bescheid Stand der BDA-Liste: 2025-06-30 Name: Bürgerhaus, Handwerker- u. Lagerhaus GstNr.: .326 |
| ja    | Datei hochladen | Bürgerhaus, ehem. Synagoge HERIS-ID: 107207 Objekt-ID: 124490                                                  | Pachergasse 1 Standort KG: Steyr                                | Das Gebäude wurde 1884 errichtet. Im Jahre 1894 wurde in dem bestehenden Gebäude die Synagoge der Israelitischen Kultusgemeinde Steyr eingerichtet. Am 1. Oktober 1938 Auflösung der Kultusgemeinde Steyr und Arisierung des Gebäudes. Umbauten in der 2. Hälfte des 20. Jahrhunderts. Zweigeschoßiges Gebäude, zur Bahnhofstraße fünf-, zur Pachergasse siebenachsig. Die Mittelachse in der Bahnhofstraße durch einen seichten einachsigen Mittelrisalit betont, der mit einem Segmentgiebel abschließt. Die Erdgeschoßzone an beiden Fassaden durch je zwei große Schaufensterbereiche sowie einen eckigen Eingangsbereich rezent verändert. Oberhalb des reich profilierten Kordongesimses ist die ursprüngliche Fassadengestaltung erhalten. Betonung der Gebäudeecken durch Faschen. In der Bahnhofstraße Parapetfelder mit reliefierten Girlanden, bzw. Rosettendekor. Die Parapetfelder in der Pachergasse ohne Dekoration. Durchgehendes Parapetgesims. Die Fenster mit Ohrenfaschen, stabfaschengerahmt. Reliefierte Sturzfelder in der Bahnhofstraße, in der Pachergasse ohne Gliederung. Profilierte gerade Fensterverdachungen, im Mittelrisalit Dreiecksgiebelverdachung. Unterhalb des reich profilierten Traufgesimses Frieszone die in der Bahnhofstraße mit Medaillons besetzt ist. Datum der Unterschutzstellung: 7. Mai 2008 | BDA-Hist.: Q37809615 Status: Bescheid Stand der BDA-Liste: 2025-06-30 Name: Bürgerhaus, ehem. Synagoge GstNr.: .1131/2 Ehemalige Synagoge Steyr |
| ja    | Datei hochladen | Sog. Schiffmeisterhaus HERIS-ID: 38568 Objekt-ID: 38151                                                        | Paddlerweg 1 Standort KG: Steyr                                 | Bemerkenswerter Renaissancebau aus dem frühen 17. Jahrhundert, am ehemaligen Brückenkopf gegenüber dem Neutor situiert. Zweigeschoßiges Gebäude über hakenförmigem Grundriss mit abschließendem Walmdach. Reicher Sgraffitodekor, Betonung der Gebäudekanten durch Eckquader, zwischen den Geschoßen sowie im Traufbereich je ein horizontales Sgraffitoband, aufwändige Umrahmungen der Obergeschoßfenster mit u. a. seitlichen Säulen. An der vierachsigen ennsseitigen Fassade mittig zwischen den Fenstern im Obergeschoß die Datierung „1617“. Die Fenster mit schmiedeeisernen Gittern. An der Rückseite an der südlichen Gebäudekante im Erdgeschoß eine wuchtige plump wirkende Säule. Aufgang ins Obergeschoß durch eine Freitreppe, deren oberes Drittel durch ein auf einer schlanken Säule ruhendes Vordach vor Witterungseinflüssen geschützt wird. Fassadenabschluss durch reich profiliertes Traufgesims. Datum der Unterschutzstellung: 31. Dezember 2009 | BDA-Hist.: Q37982117 Status: § 2a Stand der BDA-Liste: 2025-06-30 Name: Sog. Schiffmeisterhaus GstNr.: .1196 Schiffmeisterhaus, Paddlerweg 1, Steyr |
| ja    | Datei hochladen | Wohnhaus HERIS-ID: 87624 Objekt-ID: 102046                                                                     | Paddlerweg 3 Standort KG: Steyr                                 | Ehemaliger Ansitz am Ennsufer in markanter Lage gegenüber der Altstadt von Steyr situiert, im Kern aus dem späten 16. Jahrhundert stammend. Ursprünglich vier um einen Innenhof gelagerte zweigeschoßige Trakte. Vom ehemaligen Hauptgebäude nur das Keller- bzw. Erdgeschoß, die hofseitige Innenmauer sowie die Südfassade erhalten. An der hofseitigen Mauer Reste der ursprünglich reichen Sgraffitodekoration zu sehen. An der Südfassade Sgraffitodekoration in Form von Quadern, zwei nebeneinanderliegende heute geschlossene Torbögen mit Steingewänden. Im Zwickel zwischen den Bögen die Jahreszahl „1595“. Im westlichen Bereich des Südtraktes, der so wie anderen Außenfassaden äußerst schlicht ausgeführt ist, befindet sich der Zugang zum Gebäude. Über diesem im Obergeschoß einachsiger Übergang zum benachbarten Gebäude. Die südwestliche Gebäudekante ist abgerundet ausgeführt. Die Westfassade mit fünf, die Nordfassade mit sechs unregelmäßig angeordneten Achsen. Gebäudeabschluss durch mäßig steiles Walmdach. Datum der Unterschutzstellung: 24. Oktober 2006 | BDA-Hist.: Q37720764 Status: Bescheid Stand der BDA-Liste: 2025-06-30 Name: Wohnhaus GstNr.: .1206/2 Wohnhaus Paddlerweg 3, Steyr |
| ja    | Datei hochladen | Marienfigur HERIS-ID: 108165 Objekt-ID: 125575                                                                 | Pfarrgasse Standort KG: Steyr                                   | Marienfigur auf hohem viereckigen abgefasten Steinpfeiler nördlich der Stadtpfarrkirche. Aufgestellt 1882. Am Pfeiler der Schriftzug „Ave Maria 1882“. Am Pfeiler marmorne Figur der Maria mit Christuskind am linken Arm und Zepter in der rechten Hand. Die Marienfigur stammt vom 1882 abgetragenem, um 1690 errichteten Marienbrunnen, der sich am Stadtplatz vor der Marienkirche befand. Datum der Unterschutzstellung: 31. Dezember 2009 | BDA-Hist.: Q37812241 Status: § 2a Stand der BDA-Liste: 2025-06-30 Name: Marienfigur GstNr.: 266 Steyr Pfarrgasse Marienfigur |
| ja    | Datei hochladen | Ehem. Berggericht, ehem. Bezirkshauptmannschaft HERIS-ID: 38597 Objekt-ID: 38180                               | Pfarrgasse 1 Standort KG: Steyr                                 | Viergeschoßiges stadtplatzdominierendes Eckhaus mit Runderker, erbaut 1582. Zum Grünmarkt vierachsig, Stadtplatz dreiachsig, Pfarrgasse fünfachsig. Erdgeschoß mit Putzquaderung. Portale zu den drei Straßenzügen, besonders aufwendige qualitätvolle Renaissanceportale zum Grünmarkt mit geraden Abschluss und zum Stadtplatz mit gebrochener runder Verdachung und dazwischenliegendem Metalladler. Erstes und zweites Obergeschoß abwechselnd mit dreieckigen und rundbogigen Fensterverdachungen. Drittes Obergeschoß mit querrechteckigen Fenstern mit Ohrenfaschen. Runderker dreiachsig, überragt das Gebäude um ein Geschoß, letztes Geschoß mit rundbogigen Öffnungen, Kegeldach. Ausleger: Wirtshausausleger „Zum Grünen Baum“, bezeichnet 1570, am 18. Jänner 1940 unter Denkmalschutz gestellt, er befand sich ursprünglich am Objekt Gleinker Gasse 16. Datum der Unterschutzstellung: 1. März 1971 | BDA-Hist.: Q37982407 Status: Bescheid Stand der BDA-Liste: 2025-06-30 Name: Ehem. Berggericht, ehem. Bezirkshauptmannschaft GstNr.: .84 Schmollgruber Haus (Steyr) |
| ja    | Datei hochladen | Bürgerhaus HERIS-ID: 38641 Objekt-ID: 38224                                                                    | Pfarrgasse 2 Standort KG: Steyr                                 | Dreigeschoßiges Bürgerhaus mit dreiachsigem Giebelgeschoß und Krüppelwalmdach, Anfang des 17. Jahrhunderts. Die drei Hauptgeschoße weisen jeweils fünf Achsen auf. Die spätbarocken Putzdekorationen um die Fenster stammen aus der Zeit um 1740. Ebenfalls freigelegt wurde eine frühere renaissancezeitliche Fassadendekoratioen, sodass nunmehr an der Fassade zwei unterschiedliche Stilepochen sichtbar sind. Datum der Unterschutzstellung: 20. Dezember 1939 | BDA-Hist.: Q37982797 Status: Bescheid Stand der BDA-Liste: 2025-06-30 Name: Bürgerhaus GstNr.: .101 |
| ja    | Datei hochladen | Bürgerhaus, Haus im Winkl HERIS-ID: 46375 Objekt-ID: 48273                                                     | Pfarrgasse 3 Standort KG: Steyr                                 | Dreigeschoßiges giebelständiges renaissancezeitliches Bürgerhaus mit Krüppelwalmdach, leicht aus der Straßenflucht vorspringend. Im Erdgeschoß mittig korbbogige Eingangsöffnung, seitlich je eine rezente eckige Schaufensteröffnung. Im ersten Obergeschoß vier, im zweiten Obergeschoß drei Fensteröffnungen. Die Obergeschoßfenster sind ungleich an der Fassade aufgeteilt. Das rechte Fenster des ersten Obergeschoßes größer dimensioniert. Alle Fenster in aufwendig gearbeiteten spätgotischen Steingewänden, jeweils mit gekehlter Sohlbank. Das Giebelgeschoß mit mittig situierter rechteckiger Aufzugsöffnung, flankiert von je einer eckigen Giebelluke. Sgraffitofassade datiert „1646“ mit diamantierten Eckquadern und ornamentierten Kordonbändern. Die Fensteröffnungen weisen architravierte Rahmungen auf. An der glatt verputzten Hoffront im ersten Stock ein, im zweiten Stock zwei Fenster. Datum der Unterschutzstellung: 8. August 1995 | BDA-Hist.: Q38020948 Status: Bescheid Stand der BDA-Liste: 2025-06-30 Name: Bürgerhaus, Haus im Winkl GstNr.: .85 Bürgerhaus Haus im Winkl, Pfarrgasse 3, Steyr |
| ja    | Datei hochladen | Bürgerhaus, ehem. Gasthaus Zum Goldenen Kreuz HERIS-ID: 40503 Objekt-ID: 40444                                 | Pfarrgasse 4 Standort KG: Steyr                                 | Mächtiges sechsachsiges dreigeschoßiges Doppelgiebelhaus, im Kern aus dem 16. Jahrhundert stammend, dessen linke Haushälfte leicht in den Straßenraum vorspringt. In der linken Achse des rechten Hausteiles im Erdgeschoß barockes Rundbogenportal mit Kämpfern und Schlussstein und doppelflügeliger Schildtür. Rechts davon zwei eckige Öffnungen mit profilierten Umrahmungen. Erdgeschoßbereich der linken Haushälfte neuzeitlich verändert. Horizontale Gliederung der Fassade durch zum Teil profilierte Gesimse. In der rechten Haushälfte unter den beiden Sohlbankgesimsen jeweils ein zweites Gesimse situiert, abschließendes Gesims zum Giebelbereich. Dieses sowie das untere Sohlbankgesims auf der linken Haushälfte fortgeführt. Die rechteckigen Fenster mit profilierten Steinrahmungen werden von sgraffierten Architekturrahmungen umgeben. Im ersten Stock Fensterbekrönungen aus Delphinen und kleinen Zwiebeltürmchen. An der rechten Schauseite ist die Bezeichnung „15 1645 93“ angebracht. Die Gebäudekanten werden durch ornamentierte Quader betont, die auch die jeweils zweiachsigen Giebelbereiche umrahmen. Im linken Hausteil spätbarocker Schmiedeeisenausleger mit „Goldenem Kreuz“ sowie barockes Haussegensbild. An der Rückfront zweigeschoßiger, zweiseitiger Arkadenhof mit 1:1 Achsen, der auf abgefasten Pfeilern bzw. einer toskanischen Säule ruht. Im Hof verputzte rechteckige Steingewände. Datum der Unterschutzstellung: 6. Juli 1990 | BDA-Hist.: Q37994897 Status: Bescheid Stand der BDA-Liste: 2025-06-30 Name: Bürgerhaus, ehem. Gasthaus Zum Goldenen Kreuz GstNr.: .100 Bürgerhaus, former Gasthaus Zum Goldenen Kreuz, Pfarrgasse 4, Steyr |
| ja    | Datei hochladen | Bürgerhaus HERIS-ID: 38642 Objekt-ID: 38225                                                                    | Pfarrgasse 5 Standort KG: Steyr                                 | Zweigeschoßiges fünfachsiges Bürgerhaus mit Krüppelwalmdach, im Kern aus dem 16. Jahrhundert stammend. Erdgeschoß mit Schulterbogenportal und segmentbogigem Tor. Ober- und Giebelgeschoß mit spätbarocken Stuck Mitte 18. Jahrhundert. Datum der Unterschutzstellung: 20. November 1939 | BDA-Hist.: Q37982807 Status: Bescheid Stand der BDA-Liste: 2025-06-30 Name: Bürgerhaus GstNr.: .86 |
| ja    | Datei hochladen | Bürgerhaus HERIS-ID: 40504 Objekt-ID: 40445                                                                    | Pfarrgasse 6 Standort KG: Steyr                                 | Zweigeschoßiges vierachsiges giebelständiges, rechts leicht in den Straßenraum vorspringendes, im Kern aus dem 16. Jahrhundert stammendes Bürgerhaus. Das steinplattenverkleidete Erdgeschoß mit vier segmentbogigen Öffnungen vollständig erneuert. Die vier unregelmäßig angeordneten Fenster des ersten Obergeschoßes mit spätgotisch reich profilierten Steingewänden. Die Obergeschoße mit renaissancezeitlichem Sgraffitodekor, Betonung der Gebäudekanten durch reich diamantierte Eckquader. Schmale horizontale schlichte Bänder zwischen den Geschoßen. Die Fenster des Haupt- als auch des dreiachsigen Giebelgeschoßes mit scheinarchitektonischen Rahmungen, an den Flanken befinden sich sgraffierte Säulchen. Das Mittelfenster des Giebelgeschoßes ist durch einen Halbrosettenaufsatz bekrönt. Unter diesem Fenster die Datierung „1657“. Abschließendes Krüppelwalmdach. Datum der Unterschutzstellung: 6. Juli 1990 | BDA-Hist.: Q37994910 Status: Bescheid Stand der BDA-Liste: 2025-06-30 Name: Bürgerhaus GstNr.: .99/1 |
| ja    | Datei hochladen | Bürgerhaus HERIS-ID: 40505 Objekt-ID: 40446                                                                    | Pfarrgasse 7 Standort KG: Steyr                                 | Zweigeschoßiges vierachsiges bergseitig mit einer Achse in den Straßenraum vorspringendes, im Kern spätgotisches Bürgerhaus mit charakteristischem Doppelgiebel und Krüppelwalmdächern. Barocke Fassadengestaltung aus der Zeit um 1700. Betonung der Gebäudekanten durch rieselverputzte Eckquader. Rieselverputzte horizontale Bänder zwischen den Geschoßen. Das Erdgeschoß bis auf das eckige Portal mit steinernem Gewände erneuert. Die Fenster des Obergeschoßes von rieselverputzten Faschen umrahmt. Im von einer ebenfalls rieselverputzten Fasche eingerahmtem Giebelgeschoß zwei barock geschwungene Belichtungsöffnungen. Bergseitig eine Fensteröffnung die in die Putzquaderung reicht. Datum der Unterschutzstellung: 6. Juli 1990 | BDA-Hist.: Q37994922 Status: Bescheid Stand der BDA-Liste: 2025-06-30 Name: Bürgerhaus GstNr.: .87 |
| ja    | Datei hochladen | Bürgerhaus HERIS-ID: 40653 Objekt-ID: 40643                                                                    | Pfarrgasse 8 Standort KG: Steyr                                 | Dreigeschoßiges fünfachsiges Bürgerhaus, im Kern aus der Spätgotik stammend. Erdgeschoß durch den Einbau zweier Auslagen neuzeitlich verändert. Mittig situiertes segmentbogiges Portal mit genutetem Steingewände. Historistische Fassadengestaltung der Obergeschoße aus dem 3. Viertel des 19. Jahrhunderts. Starke horizontale Gliederung der Fassade durch teilweise reich profilierte Gesimse, welche im ersten Obergeschoß die plattenbesetzten Sturz und Parapetfelder einfassen. Die Fenster dieses Geschoßes mit Umrahmungen und mittigen Keilsteinen, die in den Sturzfeldern fortgesetzt werden. Die profilierten Fensterumrahmungen des zweiten Obergeschoßes ruhen auf konsolgestützen Sohlbänken und werden von geraden Verdachungen mit einfach gestalteten Abhänglingen bekrönt. Die gekoppelten Rechteckfenster des Dachgeschoßbereiches werden von zwei horizontalen profilierten Gesimsen eingefasst. Abschließende Attikamauer mit bekrönendem Segmentbogengiebel über der mittigen Fensteröffnung. Datum der Unterschutzstellung: 11. Dezember 1990 | BDA-Hist.: Q37995588 Status: Bescheid Stand der BDA-Liste: 2025-06-30 Name: Bürgerhaus GstNr.: .98 |
| ja    | Datei hochladen | Bürgerhaus, Giebelhaus HERIS-ID: 38643 Objekt-ID: 38226                                                        | Pfarrgasse 9 Standort KG: Steyr                                 | Kleines zweigeschoßiges Gebäude mit Krüppelwalmdach an platzartiger Erweiterung. Gassenseitige Fassade: Obergeschoß zweiachsig, ein Teil der Fassade kragt vor und ruht auf einem profilierten Kragstein. Giebelgeschoß einachsig. Platzseitige Fassade im Obergeschoß dreiachsig, anschließend einachsiger Anbau. Neuzeitlicher Verputz. Datum der Unterschutzstellung: 23. Dezember 1939 | BDA-Hist.: Q37982816 Status: Bescheid Stand der BDA-Liste: 2025-06-30 Name: Bürgerhaus, Giebelhaus GstNr.: .88 |
| ja    | Datei hochladen | Bürgerhaus HERIS-ID: 40662 Objekt-ID: 40654                                                                    | Pfarrgasse 10 Standort KG: Steyr                                | Viergeschoßiges traufständiges vierachsiges Bürgerhaus, im Kern aus der Spätgotik stammend. Erdgeschoß durch den Einbau großflächiger steingerahmter Auslagen neuzeitlich verändert, links eckiges Hausportal. Schlichte historistische Fassadengestaltung aus der 2. Hälfte des 19. Jahrhunderts in den Obergeschoßen. Sämtliche Fenster mit genuteten Umrahmungen. Im ersten und zweiten Obergeschoß im Sturzbereich querrechteckige Putzplatten die von geraden Verdachungen bekrönt werden. Im dritten Obergeschoß zum Teil Holzjalousien. Fassadenabschluss durch profiliertes Dachgesims. Datum der Unterschutzstellung: 19. Dezember 1990 | BDA-Hist.: Q37995684 Status: Bescheid Stand der BDA-Liste: 2025-06-30 Name: Bürgerhaus GstNr.: .97 |
| ja    | Datei hochladen | Mesnerhaus mit der sog. Brucknerstiege HERIS-ID: 108182 Objekt-ID: 125592                                      | Pfarrgasse 11 Standort KG: Steyr                                | Nördlich der Stadtpfarrkirche am ehemaligen Friedhof situiertes bemerkenswertes spätgotisches Gebäude aus dem 16./Anfang 17. Jahrhundert. Querrechteckiger Bau mit zweigeschoßigem Anbau. Dreigeschoßige Fassade zur Pfarrgasse mit unregelmäßiger Achsaufteilung, teilweise mit spätgotisch abgefasten Steingewänden. An den Fassaden aufgemalte Ortsteingliederung und zum Teil schlichte Fensterumrahmungen. Friedhofseitig seitlich spätgotisch gedeckte Aufgangsstiege mit Säulen ins Obergeschoß, an die ein zweiachsiger Arkadengang anschließt. Die Türen zum Teil mit spätgotischen Schulterbogenportalen. Im Osten schließt die um 1600 entstandene sogenannte Brucknerstiege an, die ursprünglich den Hauptzugang vom Stadtplatz zur Kirche bildete. Am Fuß der Pfarrgasse Rustikaportal mit Renaissance-Rahmung und Resten von Sgraffitodekor. Die breite Stiege ist gedeckt und endet an einem vergitterten rundbogigen Portal mit Steingewände im Erdgeschoß des friedhofseitigen Anbaues des Messnerhauses. Datum der Unterschutzstellung: 31. Dezember 2009 | BDA-Hist.: Q37812347 Status: § 2a Stand der BDA-Liste: 2025-06-30 Name: Mesnerhaus mit der sog. Brucknerstiege GstNr.: .189 Steyr Pfarrgasse 11 |
| ja    | Datei hochladen | Bürgerhaus HERIS-ID: 38644 Objekt-ID: 38227                                                                    | Pfarrgasse 12 Standort KG: Steyr                                | Das Geburtshaus des Dichters Johann Mayrhofer ist ein dreigeschoßiges vierachsiges traufständiges Gebäude, im Kern aus der 1. Hälfte des 17. Jahrhunderts stammend. Mittig situiertes Renaissanceportal mit diamantener Steinquaderung, Oberlichte und seitlichen Flachnischen. Aufwendiger Sgraffitoschmuck, Fenster mit Steingewänden. Votivbild zwischen erstem und zweitem Obergeschoß. Datum der Unterschutzstellung: 23. Dezember 1939 | BDA-Hist.: Q37982827 Status: Bescheid Stand der BDA-Liste: 2025-06-30 Name: Bürgerhaus GstNr.: .94 |
| ja    | Datei hochladen | Bürgerhaus HERIS-ID: 40654 Objekt-ID: 40644                                                                    | Pfarrgasse 14 Standort KG: Steyr                                | Dreigeschoßiges traufständiges vierachsiges Bürgerhaus, im Kern aus der Spätgotik stammend. Das Erdgeschoß durch Einbau des Hausportales und zweier eckiger Schaufenster neuzeitlich verändert. Historistische Fassadengestaltung der Obergeschoße aus der 2. Hälfte des 19. Jahrhunderts. Zwischen den einzelnen Geschoßen profilierte horizontale Gesimse. Betonung der Gebäudekanten durch einfache Lisenen. Die unregelmäßig situierten Fenster des ersten Obergeschoßes mit profilierten Umrahmungen mit mittigen Keilsteinen und Sohlbänken, unter denen sich hohe plattenbesetzte Parapetfelder befinden. Im zweiten Obergeschoß neben den Lisenen nur die äußerst linke Achse von der ursprünglichen Fassadengestaltung erhalten. Dieses weist eine profilierte Umrahmung mit mittigem Keilstein auf. Der rechte Bereich wird durch einen die Fassade negierenden Ateliereinbau aus der 2. Hälfte des 20. Jahrhunderts bestimmt, der von Lisenen eingefasst ist. Fassadenabschluss durch reich profiliertes Traufgesims. Datum der Unterschutzstellung: 11. Dezember 1990 | BDA-Hist.: Q37995596 Status: Bescheid Stand der BDA-Liste: 2025-06-30 Name: Bürgerhaus GstNr.: .93 |
| ja    | Datei hochladen | Bürgerhaus HERIS-ID: 40655 Objekt-ID: 40645                                                                    | Pfarrgasse 16 Standort KG: Steyr                                | Doppelgiebeliges Bürgerhaus mit Krüppelwalmdächern von der Pfarrgasse bis in die Berggasse reichend, im Kern aus der Spätgotik stammend. Fassade Pfarrgasse fünfachsig, zweigeschoßig. Erdgeschoß durch Schaufenstereinbauten, links eckig, rechts rundbogig ausgeführt, neuzeitlich verändert. Über dieser Zone haben sich eine trapezförmige Oberlichte, eine Rundbogenöffnung sowie ein steinernes quadratisches Fenstergewände erhalten, alle Öffnungen mit Putzumrahmungen. Im ersten Obergeschoß rechts zwei profilierte große steinerne Fenstergewände. Zwischen diesen Fenstern eine kleine übereck gestellte Öffnung mit Putzumrahmung. An der Fassade hat sich eine sgraffitoähnliche Bemalung aus dem 4. Viertel des 16. Jahrhunderts erhalten. Betonung der Gebäudekanten durch Eckquader, Horizontalfasche zum Giebelgeschoß, Architekturumrahmung der beiden Giebelgeschoßfenster sowie der beiden rechten Fenster des ersten Obergeschoßes. Schlichte Fassade zur Berggasse, eingeschoßig, fünfachsig, rieselverputzt. Sämtliche Öffnungen mit glatten Umrahmungen. Die Fenster des Erdgeschoßes vergittert. In den beiden Giebeln je eine Fensteröffnung, im linken Giebel links zusätzlich eine eckige Speichertüre. Datum der Unterschutzstellung: 11. Dezember 1990 | BDA-Hist.: Q37995606 Status: Bescheid Stand der BDA-Liste: 2025-06-30 Name: Bürgerhaus GstNr.: .91 |
| ja    | Datei hochladen | Pfarrstiege HERIS-ID: 108183 Objekt-ID: 125593                                                                 | Pfarrstiege Standort KG: Steyr                                  | Fußläufige Verbindung zwischen dem Grünmarkt und der Stadtpfarrkirche. Beginn am Grünmarkt zwischen den Objekten Grünmarkt 26, Innerberger Stadel, und Pfarrstiege 2. Am Anfang breiterer Weg, zwei relativ breite Schwibbögen jeweils mit Ziegeldeckung zwischen den obgenannten Gebäuden überspannen den Weg. In etwa wegmittig Beginn der Stiegenanlage, zuerst führen frei einige Stufen zu einem rechteckigen Portal. Ab hier überdachte Stiegenanlage die linkerseits auf der hohen Gartenmauer zum Pfarrgarten ruht. Rechts kommt das Dach im unteren Bereich auf der Gartenmauer des Objektes Pfarrstiege 4 zu liegen, hier befinden sich auch Belichtungsöffnungen mit neogotischen Holzgittern. Im oberen Bereich nach einem 90 Grad Knick wird das Stiegendach von Holzstützen getragen. Datum der Unterschutzstellung: 31. Dezember 2009 | BDA-Hist.: Q37812359 Status: § 2a Stand der BDA-Liste: 2025-06-30 Name: Pfarrstiege GstNr.: 1313/11 Pfarrstiege (Steyr) |
| ja    | Datei hochladen | Bürgerhaus, ehem. Stadtschmiede HERIS-ID: 40536 Objekt-ID: 40485                                               | Pfarrstiege 2 Standort KG: Steyr                                | Bürgerhausanlage bestehend aus dreigeschoßigem Vorder- und langgestrecktem zweigeschoßigem Hinterhaus, im Kern aus der Spätgotik stammend. Grünmarktseitiger Teil des Erdgeschoßes durch Passageneinbau neuzeitlich verändert. Hier drei segmentbogige steingerahmte Belichtungsöffnungen mit durchgehendem Sohlbankgesims. Die Obergeschoße vorkragend, ruhend auf Segmentbogenunterzügen, die auf profilierten Kragsteinen ansetzen. Schlichte späthistoristische Fassadengestaltung, die Fensteröffnungen der Obergeschoße mit genuteten Umrahmungen. Zum Grünmarkt drei regelmäßig, zur Pfarrstiege vier unregelmäßig angeordnete Achsen. Betonung der gassenseitigen Gebäudekante durch geputzte Eckquader. Fassadenabschluss durch kleinen Konsolfries und profiliertes Dachgesims. Die unregelmäßig situierten Fenster des Hintertraktes mit genuteten Umrahmungen, an der Rückfront ein rautenvergittertes Spitzbogenfenster. Fassadenabschluss durch profiliertes Traufgesims. Zwei Schwibbögen zum benachbarten Innerberger Stadel. Datum der Unterschutzstellung: 1. August 1990 | BDA-Hist.: Q37995206 Status: Bescheid Stand der BDA-Liste: 2025-06-30 Name: Bürgerhaus, ehem. Stadtschmiede GstNr.: .73/1 Bürgerhaus, former Stadtschmiede, Pfarrstiege 2, Steyr |
| ja    | Datei hochladen | Wohnhaus HERIS-ID: 52605 Objekt-ID: 59865                                                                      | Preuenhueberstraße 4 Standort KG: Steyr                         | Bemerkenswertes, 1872 errichtetes späthistoristisches dreigeschoßiges traufständiges Mietshaus. Fassade zur Preuenhueberstraße fünfachsig. Im Sockelbereich querrechteckige vergitterte Kellerbelüftungsöffnungen. Im Erdgeschoß gebäudemittig das zweiflügelige rundbogige Hausportal mit fixem Oberlichtbereich. Seitlich des Portales Pilaster, über dem Portal im Bereich des reich profilierten Kordongesimses Dreieckgiebel. Die dem Portal benachbarten Fenster optisch mit diesem zusammengefasst. Der äußere Erdgeschoßbereich durch vertikale Putzbänder gegliedert. Im Sturzbereich der Fenster runde Medaillons. Im Obergeschoß Betonung der Gebäudemitte durch die risalitartig vortretende Mittelachse mit deutlich größeren Fensteröffnungen, sowie durch die beiden anschließenden Fensteröffnungen, die mit dem Mittelfenster und den darüber situierten Fenstern des zweiten Obergeschoßes eine Einheit bilden. Obergeschoßfassade sowie die Fenster pilastergerahmt, z. T Säulchen im Parapet der Fenster. Die äußeren Fenster des ersten Obergeschoßes mit Dreiecks-, im zweiten Obergeschoß mit geraden Verdachungen. Reich profiliertes Traufgesims. Gartenseitig schlichte Fassade mit geraden Fensterverdachungen und mittig vorspringendem einachsigen Treppenhausanbau. Datum der Unterschutzstellung: 31. Dezember 2009 | BDA-Hist.: Q38052893 Status: § 2a Stand der BDA-Liste: 2025-06-30 Name: Wohnhaus GstNr.: .310/6 Steyr Preuenhueberstraße 4 |
| ja    | Datei hochladen | Villa Berger mit Portiershaus HERIS-ID: 46853 Objekt-ID: 49129                                                 | Preuenhueberstraße 5, 7 Standort KG: Steyr                      | Villengebäude, 1875 errichtet, mit zugehörigem Portiershaus. Freistehende zweigeschoßige kubisch wirkende Villa mit Sockelgeschoß. An jeder der vier Fassaden springen ein- bis dreiachsige Risalite vor, wobei jener an der südöstlichen Fassade mit einer Achse deutlich weiter vorspringt. Hier im Sturz- bzw. Parapettbereich aufwendige Stuckdekorationen. Qualitätsvolle neobarocke Putzgliederung. Im Sockel- und im 1. Obergeschoß Betonung der Gebäudeecken durch Ortsteinquaderung, teilweise auch der Risalite. Neben den Risaliten einachsige großformatig aufwendig profiliert umrahmte Fenster mit geraden oder Dreiecksverdachungen. Unter den Fenstern eckige Putzfelder. Im Bereich der Risalite zumindest im Bereich des Obergeschoßes vertikale Gliederung durch Pilaster mit z. T. aufwendigen Kapitellen. Vertikale Gliederungen durch zart profilierte Gesimse sowie durch reiche profiliertes Gesimse im Attika- und im Traufbereich der Risalite. Im Obergeschoß zwischen den Risaliten über den einachsigen Seitenteilen moderne Glaskuben. Zweigeschoßiges fünf- zu zweiachsiges schlichtes Portiershaus mit abschließendem Satteldach. Im östlichen Gebäudebereich in Süden und Norden je ein einachsiger giebelständiger Anbau. Datum der Unterschutzstellung: 10. September 1996 | BDA-Hist.: Q38024219 Status: Bescheid Stand der BDA-Liste: 2025-06-30 Name: Villa Berger mit Portiershaus GstNr.: .310/10 Villa Berger, Preuenhueberstraße 5, 7, Steyr |
| ja    | Datei hochladen | Schloss Voglsang mit Park und Brunnen HERIS-ID: 46850 Objekt-ID: 49126                                         | Preuenhueberstraße 14 Standort KG: Steyr                        | Der Schlossbau im Stil des romantischen Historismus wurde 1877 durch Josef Werndl, den Direktor der Steyrer Waffenfabrik, begonnen, der Rohbau noch im selben Jahr fertiggestellt. Erst 1890 wurde das Schloss durch dessen Tochter Caroline Baronin Imhof vollendet. Ursprünglich zweigeschoßiger Bau, axial angelegt. Die Gebäudeecken werden durch dreigeschoßige achteckige zinnenbekrönte Türme akzentuiert. Die elfachsige Hauptfront schließt mit einem dreiachsigem, übergiebelten Mittelrisalit ab. Zwischen dem zurückspringenden Mittelteil und den beiden Ecktürmen jeweils ein zweiachsiger Seitenrisalit. Im Erdgeschoß des Mittelteiles drei gedrückte Spitzbögen, das mittige Portal sowie je ein seitliches Fenster. Fenster- bzw. Türflügel mit reichem neogotischen Schnitzwerk. Im ersten Obergeschoß polygonaler Mittelerker und darüberliegender Balkon mit reicher Dreifenstergruppe. Im Giebel mittig situierte Rosette. Vor der Hauptfront Terrasse mit Freitreppe. Die Rückfront grundsätzlich gleich, jedoch schlichter ausgeführt. Die beiden Seitenfassaden je sechsachsig und ohne Rücksprünge. An den Fassaden charakteristische neogotische Zierelemente wie Spitzbogen- und Rosettenfries, sowie seitlich abgehängte Sturzgesimse der Fenster. Im umgebenden Park vor der Hauptfront historistischer Brunnen mit Steinsockel, darauf weibliche Figuren, oberhalb weit ausladendes Brunnenbecken und bekrönende Brunnenfigur. Parkmauer, gemauerter Sockel und mächtiges Eisengitter. Datum der Unterschutzstellung: 10. September 1996 | BDA-Hist.: Q1628341 Status: Bescheid Stand der BDA-Liste: 2025-06-30 Name: Schloss Voglsang mit Park und Brunnen GstNr.: .304, 389/1 Schloss Voglsang (Steyr) |
| ja    | Datei hochladen | Ökonomiegebäude mit Pferdestall HERIS-ID: 46852 Objekt-ID: 49128                                               | Redtenbachergasse 6 Standort KG: Steyr                          | Zum Schloss Vogelsang gehöriges zweigeschoßiges Ökonomiegebäude mit angebautem Pferdestall, 1891 errichtet. Hakenförmiger Bau mit abschließenden Krüppelwalmdächern. Im Süden springt am dreiachsigen Hauptgebäude ein schmaler einachsiger Anbau mit zwei Achsen vor. Im Giebelbereich kreisförmige Öffnung. Im Norden eingeschoßiger fünfachsiger Anbau mit abschließendem Pultdach. Im Osten ist der fünf- zu zweiachsige ehemalige Pferdestall angebaut. Das Erdgeschoß all dieser Baulichkeiten in Stupfputztechnik ausgeführt. Über den Fenstern zum Teil mittige Keilsteine situiert. Reich profiliertes Kordongesims zwischen Erd- und Obergeschoß am Hauptgebäude. Im Obergeschoß des ehemaligen Pferdestalles Blendfachwerkgliederung, bei den übrigen Gebäudeteilen Betonung der Gebäudekanten durch Eckquaderungen. Fassade mit geputzter Nutung, um die Fenster Quader angedeutet. Gesägte Zierbretter an Ortgang und Traufe. Datum der Unterschutzstellung: 10. September 1996 | BDA-Hist.: Q38024208 Status: Bescheid Stand der BDA-Liste: 2025-06-30 Name: Ökonomiegebäude mit Pferdestall GstNr.: .1281 Ökonomiegebäude Schloss Vogelsang, Redtenbachergasse 6, Steyr |
| ja    | Datei hochladen | Schloss Engelsegg HERIS-ID: 52606 Objekt-ID: 59866                                                             | Redtenbachergasse 9 Standort KG: Steyr                          | Renaissancezeitliches Schlossgebäude, hoch am rechten Steyrufer bei der Einmündung des Teufelsbaches situiert. 1642 Umbenennung von Teufelsegg in Engelsegg. Zweigeschoßiges Hauptgebäude über hufeisenförmigem Grundriss. Aufwändige Fassadengestaltung, Betonung der Gebäudekanten durch Putzquader, reich profiliertes Traufgesims mit darunter situiertem Rundbogenfries. Die Süd- und Westfassade zur Gänze in Putzquader ausgeführt, die restlichen Fassaden werden horizontal durch schmale Putzquaderbänder gegliedert. Die Fenster z. T. mit renaissancezeitlichen Steingewänden. Am fünfachsigem Osttrakt mittig einachsiger Anbau mit abschließendem Krüppelwalm, der im Erdgeschoß auf drei rundbogigen Öffnungen, die auf Säulen ruhen, ansetzt. Die Südfassade sieben-, die Westfassade fünfachsig. Die beiden nach Norden weisenden Querfassaden je zweiachsig mit je einem zweiachsigen Giebel. Am linken Giebel zwischen den Fensteröffnungen Kreuzigungsfresko. Hofseitig aus dem 19. Jahrhundert stammender fünfachsiger Anbau der im Obergeschoß drei große verglaste Arkaden aufweist. In der südöstlichen Hofecke befindet sich der schlanke fünfgeschoßige einachsige Turm mit Zinnenabschluss, an zwei Fassadenseiten des obersten Geschoßes sind Uhren angebracht. Gebäudeabschluss durch hohe steile Walmdächer die nach Norden hin als Krüppelwalme ausgeführt sind. An der Redtenbachergasse zinnenbekrönte verputzte Mauer, Zugang durch Rundbogentor mit Steingewände. An der Nordwestecke zinnenbekrönter Rundturm mit Schlüsselscharten. Im Westen anschließend langgestreckter eingeschoßiger siebenachsiger ehem. Wirtschaftstrakt mit flachem Satteldach. Im Westen setzt sich die nun gerade abschließende Schlossmauer fort. An der Südwestecke sowie freistehend im Garten befinden sich weitere Rundtürme. Datum der Unterschutzstellung: 31. Dezember 2009 | BDA-Hist.: Q2240856 Status: § 2a Stand der BDA-Liste: 2025-06-30 Name: Schloss Engelsegg GstNr.: .272/4, .272/3, 367/1 Schloss Engelseck |
| ja    | Datei hochladen | Figurenbildstock hl. Johannes Nepomuk HERIS-ID: 108086 Objekt-ID: 125488                                       | bei Redtenbachergasse 9 Standort KG: Steyr                      | Nördlich von Schloss Engelsegg unmittelbar an der Schlossmauer erhöht über der Straße situiert. Barocke steinerne Figur des heiligen Johannes Nepomuk aus dem 2. Viertel des 18. Jahrhunderts auf hohem abgestuften mehrfach profilierten eckigen Steinsockel. Datum der Unterschutzstellung: 31. Dezember 2009. | BDA-Hist.: Q37811922 Status: § 2a Stand der BDA-Liste: 2025-06-30 Name: Figurenbildstock hl. Johannes Nepomuk GstNr.: 1414 Johannes Nepomuk, Steyr, Redtenbachergasse 9 |
| ja    | Datei hochladen | Aufnahmsgebäude Steyr-Lokalbahn HERIS-ID: 38712 Objekt-ID: 38301                                               | Redtenbachergasse 14 Standort KG: Steyr                         | Der zweigeschoßige Gebäudeteil 1888/89 errichtet, 1892 Erweiterung durch die beiden Seitenflügel. Das mit einem Satteldach abschließende Hauptgebäude gleisseitig mit vier regelmäßigen Achsen, straßenseitig ebenfalls vierachsig mit je einer schmalen Fensteröffnung im Bereich der äußerst rechten Achse. Die Westfassade im Obergeschoß mit zwei Blindfenstern, die Ostfassade bis auf eine kleine Belichtungsöffnung im Giebelbereich öffnungslos. Einfache Fassadengliederung, schlichte Putzumrahmungen der Tür- und Fensteröffnungen, durchgehendes Putzband in Parapethöhe. Schriftzug „STEYR LOKALBAHN“ an der Fassade. Im Osten eingeschoßiger Anbau, straßenseitig zweiachsig, die Fassadengliederung des Hauptgebäudes übernehmend. Die zweiachsige Westfassade ohne Fassadengiederungselemente. Der südliche Teil des Anbaues mit Satteldach, der nördliche Teil mit einem steigenden Pultdach. Auf fünf hölzernen Stützen ruhendes nach außen fallendes Pultdach des überdeckten Bahnsteigbereiches. Große Bahnhofsuhr. Datum der Unterschutzstellung: 23. März 1987 | BDA-Hist.: Q37983484 Status: Bescheid Stand der BDA-Liste: 2025-06-30 Name: Aufnahmsgebäude Steyr-Lokalbahn GstNr.: .1275/8 Aufnahmsgebäude Lokalbahnhof Steyr |
| ja    | Datei hochladen | Zubau des Aufnahmsgebäudes HERIS-ID: 38709 Objekt-ID: 38295                                                    | Redtenbachergasse 14 Standort KG: Steyr                         | Westlich des zweigeschoßigen Hauptgebäudes des Bahnhofes Steyr Lokalbahn errichteter eingeschoßiger Anbau mit abschließendem äußerst flachem Walmdach. 1892 Anbau eines ersten Seitenflügels der nach 1930 nach Westen erweitert wurde. Straßenseitige Fassade mit fünf unregelmäßigen Achsen. Die beiden rechten Fenster mit einfachen Putzumrahmungen vom Erstbau 1892. Zwischen dritter und vierter Achse leichter Gebäuderücksprung. Die Fenster der späteren Erweiterung ohne entsprechende Umrahmungen. Querfassade vierachsig, drei kleinere Fenster, sowie im leicht nach innen versetzten Mittelteil eine äußerst große Fensteröffnung. Gleisseitige Fassade siebenachsig und durch leichte Rücksprünge gegliedert. Im rechten Gebäudeabschnitt Toilettenbereich mit zwei eckigen Türöffnungen mit Oberlicht sowie drei schmalen längsrechteckigen Belichtungsöffnungen. Im linken Gebäudeteil zwei große querrechteckige Fensteröffnungen. Datum der Unterschutzstellung: 23. Juli 1987 | BDA-Hist.: Q37983427 Status: Bescheid Stand der BDA-Liste: 2025-06-30 Name: Zubau des Aufnahmsgebäudes GstNr.: .1275/11 Zubau des Aufnahmsgebäudes, Lokalbahnhof Steyr |